# Bahnstrecke Glauchau–Wurzen
| Ausschnitt der Streckenkarte Sachsen 1902 |                      |                                                    |                                                    |
| Streckennummer (DB): | 6629; sä. GW         |                                                    |                                                    |
| Kursbuchstrecke (DB): | 529 (2002)           |                                                    |                                                    |
| Streckenlänge: | 82,583 km            |                                                    |                                                    |
| Spurweite: | 1435 mm (Normalspur) |                                                    |                                                    |
| Maximale Neigung: | 12 ‰                 |                                                    |                                                    |
| Minimaler Radius: | 250 m                |                                                    |                                                    |
| Streckengeschwindigkeit: | 50 km/h              |                                                    |                                                    |
| |                      |                                                    |                                                    |
| \| \| \| von Werdau Bogendreieck \| \| \| \| –0,600 \| Glauchau (Sachs) \| 244 m \| \| \| \| nach Dresden Hbf \| \| \| \| \| Glauchau-Reinholdshain (provisorischer Haltepunkt) \| \| \| \| \| Bundesautobahn 4 \| \| \| \| 4,160 \| Remse \| 230 m \| \| \| 7,415 \| Waldenburg (Sachs) \| 237 m \| \| \| 12,754 \| Herrnsdorf-Bräunsdorfer Bach (10 m) \| Herrnsdorf-Bräunsdorfer Bach (10 m) \| \| \| 13,190 \| Wolkenburg \| 220 m \| \| \| 13,675 \| Kaufunger Bach (10 m) \| Kaufunger Bach (10 m) \| \| \| 15,087 \| Frohnbach (10 m) \| Frohnbach (10 m) \| \| \| 15,671 \| Zwickauer Mulde (103 m) \| Zwickauer Mulde (103 m) \| \| \| 16,373 \| Bach (13 m) \| Bach (13 m) \| \| \| 16,510 \| Thierbach-Zinnberg \| 220 m \| \| \| 17,851 \| Staatsstraße 57 (13 m) \| Staatsstraße 57 (13 m) \| \| \| \| Bundesautobahn 72 \| \| \| \| 18,505 \| Penig \| 219 m \| \| \| \| nach Rochlitz (Sachs) über Narsdorf \| \| \| \| 18,936 \| Penig (32 m) \| Penig (32 m) \| \| \| 19,222 \| Dittmannsdorfer Straße (11 m) \| Dittmannsdorfer Straße (11 m) \| \| \| 21,850 \| Amerika (Sachs) \| 220 m \| \| \| 24,410 \| Rochsburg \| 210 m \| \| \| 25,025 \| Tunnel Rochsburg (290 m) \| Tunnel Rochsburg (290 m) \| \| \| 25,400 \| Zwickauer Mulde (120 m) \| Zwickauer Mulde (120 m) \| \| \| 27,464 \| Lunzenau \| 198 m \| \| \| 29,400 \| Cossener Bach (65 m) \| Cossener Bach (65 m) \| \| \| \| Göhrener Viadukt (Chemnitz–Neukieritzsch) \| \| \| \| 30,418 \| Chemnitz (75 m) \| Chemnitz (75 m) \| \| \| \| von Küchwald \| \| \| \| 31,975 \| Wechselburg \| 195 m \| \| \| 32,110 \| Anger (10 m) \| Anger (10 m) \| \| \| 33,230 \| Silberbach (20 m) \| Silberbach (20 m) \| \| \| 35,680 \| Steudten \| 170 m \| \| \| 36,360 \| Erlbach (13 m) \| Erlbach (13 m) \| \| \| 36,844 \| Biesern Ladestelle \| 164 m \| \| \| 37,905 \| Viadukt Rochlitz (243 m) \| Viadukt Rochlitz (243 m) \| \| \| \| von Penig über Narsdorf \| \| \| \| 39,239 \| Rochlitz (Sachs) \| 161 m \| \| \| \| nach Waldheim (Sachs) \| \| \| \| 39,800 \| Zwickauer Mulde (98 m) \| Zwickauer Mulde (98 m) \| \| \| 40,50 \| Penna Ladestelle \| 157 m \| \| \| 44,700 \| Lastau \| 155 m \| \| \| 45,456 \| Zwickauer Mulde (116 m) \| Zwickauer Mulde (116 m) \| \| \| 45,540 \| Flutbrücke (12 m) \| Flutbrücke (12 m) \| \| \| 47,650 \| Colditz Porzellanwerk \| 150 m \| \| \| 48,458 \| Bundesstraße 107 (10 m) \| Bundesstraße 107 (10 m) \| \| \| 49,088 \| Colditz \| 152 m \| \| \| 52,550 \| Sermuth \| 150 m \| \| \| 53,065 \| Leitenbach (10 m) \| Leitenbach (10 m) \| \| \| 53,170 \| Abzw Leisenau \| Abzw Leisenau \| \| \| \| Verbindungsbogen nach Leisnig \| \| \| \| 55,855 \| Coswig–Borsdorf \| Coswig–Borsdorf \| \| \| \| von Coswig \| \| \| \| 56,772 \| Großbothen (Inselbahnhof) \| 147 m \| \| \| \| nach Borsdorf (Sachs) und nach Borna \| \| \| \| 60,380 \| Nimbschen \| 130 m \| \| \| 62,300 \| Mulde (Rabensteinbrücke; 184 m) \| Mulde (Rabensteinbrücke; 184 m) \| \| \| \| Dornaer Weg \| \| \| \| 64,130 \| Grimma unt Bf \| 130 m \| \| \| 66,280 \| Dorna-Döben \| 125 m \| \| \| 68,070 \| Golzern \| 130 m \| \| \| 70,300 \| Nerchau \| 120 m \| \| \| \| Schmalspurbahn von Mügeln (b Oschatz) \| \| \| \| \| strategische Bahn Richtung Trebsen \| \| \| \| 72,630 \| Neichen \| 126 m \| \| \| 76,240 \| Nitzschka \| 125 m \| \| \| \| Anst Wasserglasfabrik Dehnitz \| \| \| \| \| von Dresden-Neustadt \| \| \| \| 81,983 \| Wurzen \| 124 m \| \| \| \| nach Leipzig Hbf \| \| |                      |                                                    |                                                    |
| Strecke |                      | von Werdau Bogendreieck                            | von Werdau Bogendreieck                            |
| Bahnhof | –0,600               | Glauchau (Sachs)                                   | 244 m                                              |
| Abzweig geradeaus und nach rechts |                      | nach Dresden Hbf                                   | nach Dresden Hbf                                   |
| Haltepunkt / Haltestelle |                      | Glauchau-Reinholdshain (provisorischer Haltepunkt) | Glauchau-Reinholdshain (provisorischer Haltepunkt) |
| Strecke mit Straßenbrücke |                      | Bundesautobahn 4                                   | Bundesautobahn 4                                   |
| Haltepunkt / Haltestelle | 4,160                | Remse                                              | 230 m                                              |
| Bahnhof | 7,415                | Waldenburg (Sachs)                                 | 237 m                                              |
| Brücke über Wasserlauf | 12,754               | Herrnsdorf-Bräunsdorfer Bach (10 m)                | Herrnsdorf-Bräunsdorfer Bach (10 m)                |
| Haltepunkt / Haltestelle Strecke ab hier außer Betrieb | 13,190               | Wolkenburg                                         | 220 m                                              |
| Brücke über Wasserlauf (Strecke außer Betrieb) | 13,675               | Kaufunger Bach (10 m)                              | Kaufunger Bach (10 m)                              |
| Brücke über Wasserlauf (Strecke außer Betrieb) | 15,087               | Frohnbach (10 m)                                   | Frohnbach (10 m)                                   |
| Brücke über Wasserlauf (Strecke außer Betrieb) | 15,671               | Zwickauer Mulde (103 m)                            | Zwickauer Mulde (103 m)                            |
| Brücke über Wasserlauf (Strecke außer Betrieb) | 16,373               | Bach (13 m)                                        | Bach (13 m)                                        |
| Haltepunkt / Haltestelle (Strecke außer Betrieb) | 16,510               | Thierbach-Zinnberg                                 | 220 m                                              |
| Brücke (Strecke außer Betrieb) | 17,851               | Staatsstraße 57 (13 m)                             | Staatsstraße 57 (13 m)                             |
| Strecke mit Straßenbrücke (Strecke außer Betrieb) |                      | Bundesautobahn 72                                  | Bundesautobahn 72                                  |
| Bahnhof (Strecke außer Betrieb) | 18,505               | Penig                                              | 219 m                                              |
| Abzweig geradeaus und nach links (Strecke außer Betrieb) |                      | nach Rochlitz (Sachs) über Narsdorf                | nach Rochlitz (Sachs) über Narsdorf                |
| Brücke (Strecke außer Betrieb) | 18,936               | Penig (32 m)                                       | Penig (32 m)                                       |
| Brücke (Strecke außer Betrieb) | 19,222               | Dittmannsdorfer Straße (11 m)                      | Dittmannsdorfer Straße (11 m)                      |
| Haltepunkt / Haltestelle (Strecke außer Betrieb) | 21,850               | Amerika (Sachs)                                    | 220 m                                              |
| Haltepunkt / Haltestelle (Strecke außer Betrieb) | 24,410               | Rochsburg                                          | 210 m                                              |
| Tunnel (Strecke außer Betrieb) | 25,025               | Tunnel Rochsburg (290 m)                           | Tunnel Rochsburg (290 m)                           |
| Brücke über Wasserlauf (Strecke außer Betrieb) | 25,400               | Zwickauer Mulde (120 m)                            | Zwickauer Mulde (120 m)                            |
| Bahnhof (Strecke außer Betrieb) | 27,464               | Lunzenau                                           | 198 m                                              |
| Brücke über Wasserlauf (Strecke außer Betrieb) | 29,400               | Cossener Bach (65 m)                               | Cossener Bach (65 m)                               |
| Kreuzung geradeaus unten (Strecke geradeaus außer Betrieb) |                      | Göhrener Viadukt (Chemnitz–Neukieritzsch)          | Göhrener Viadukt (Chemnitz–Neukieritzsch)          |
| Brücke über Wasserlauf (Strecke außer Betrieb) | 30,418               | Chemnitz (75 m)                                    | Chemnitz (75 m)                                    |
| Abzweig geradeaus und von rechts (Strecke außer Betrieb) |                      | von Küchwald                                       | von Küchwald                                       |
| Bahnhof (Strecke außer Betrieb) | 31,975               | Wechselburg                                        | 195 m                                              |
| Brücke (Strecke außer Betrieb) | 32,110               | Anger (10 m)                                       | Anger (10 m)                                       |
| Brücke über Wasserlauf (Strecke außer Betrieb) | 33,230               | Silberbach (20 m)                                  | Silberbach (20 m)                                  |
| Haltepunkt / Haltestelle (Strecke außer Betrieb) | 35,680               | Steudten                                           | 170 m                                              |
| Brücke über Wasserlauf (Strecke außer Betrieb) | 36,360               | Erlbach (13 m)                                     | Erlbach (13 m)                                     |
| Dienststation / Betriebs- oder Güterbahnhof (Strecke außer Betrieb) | 36,844               | Biesern Ladestelle                                 | 164 m                                              |
| Brücke über Wasserlauf (Strecke außer Betrieb) | 37,905               | Viadukt Rochlitz (243 m)                           | Viadukt Rochlitz (243 m)                           |
| Abzweig geradeaus und von links (Strecke außer Betrieb) |                      | von Penig über Narsdorf                            | von Penig über Narsdorf                            |
| Bahnhof (Strecke außer Betrieb) | 39,239               | Rochlitz (Sachs)                                   | 161 m                                              |
| Abzweig geradeaus und nach rechts (Strecke außer Betrieb) |                      | nach Waldheim (Sachs)                              | nach Waldheim (Sachs)                              |
| Brücke über Wasserlauf (Strecke außer Betrieb) | 39,800               | Zwickauer Mulde (98 m)                             | Zwickauer Mulde (98 m)                             |
| Dienststation / Betriebs- oder Güterbahnhof (Strecke außer Betrieb) | 40,50                | Penna Ladestelle                                   | 157 m                                              |
| Bahnhof (Strecke außer Betrieb) | 44,700               | Lastau                                             | 155 m                                              |
| Brücke über Wasserlauf (Strecke außer Betrieb) | 45,456               | Zwickauer Mulde (116 m)                            | Zwickauer Mulde (116 m)                            |
| Brücke (Strecke außer Betrieb) | 45,540               | Flutbrücke (12 m)                                  | Flutbrücke (12 m)                                  |
| Haltepunkt / Haltestelle (Strecke außer Betrieb) | 47,650               | Colditz Porzellanwerk                              | 150 m                                              |
| Brücke (Strecke außer Betrieb) | 48,458               | Bundesstraße 107 (10 m)                            | Bundesstraße 107 (10 m)                            |
| Bahnhof (Strecke außer Betrieb) | 49,088               | Colditz                                            | 152 m                                              |
| Haltepunkt / Haltestelle (Strecke außer Betrieb) | 52,550               | Sermuth                                            | 150 m                                              |
| Brücke über Wasserlauf (Strecke außer Betrieb) | 53,065               | Leitenbach (10 m)                                  | Leitenbach (10 m)                                  |
| Blockstelle (Strecke außer Betrieb) | 53,170               | Abzw Leisenau                                      | Abzw Leisenau                                      |
| Abzweig geradeaus und nach rechts (Strecke außer Betrieb) |                      | Verbindungsbogen nach Leisnig                      | Verbindungsbogen nach Leisnig                      |
| Kreuzung geradeaus oben (Strecke geradeaus außer Betrieb) | 55,855               | Coswig–Borsdorf                                    | Coswig–Borsdorf                                    |
| Abzweig ehemals geradeaus und von links |                      | von Coswig                                         | von Coswig                                         |
| Bahnhof | 56,772               | Großbothen (Inselbahnhof)                          | 147 m                                              |
| Abzweig ehemals geradeaus und nach links |                      | nach Borsdorf (Sachs) und nach Borna               | nach Borsdorf (Sachs) und nach Borna               |
| Haltepunkt / Haltestelle (Strecke außer Betrieb) | 60,380               | Nimbschen                                          | 130 m                                              |
| Brücke über Wasserlauf (Strecke außer Betrieb) | 62,300               | Mulde (Rabensteinbrücke; 184 m)                    | Mulde (Rabensteinbrücke; 184 m)                    |
| Strecke mit Straßenbrücke (Strecke außer Betrieb) |                      | Dornaer Weg                                        | Dornaer Weg                                        |
| Bahnhof (Strecke außer Betrieb) | 64,130               | Grimma unt Bf                                      | 130 m                                              |
| Haltepunkt / Haltestelle (Strecke außer Betrieb) | 66,280               | Dorna-Döben                                        | 125 m                                              |
| Bahnhof (Strecke außer Betrieb) | 68,070               | Golzern                                            | 130 m                                              |
| Bahnhof (Strecke außer Betrieb) | 70,300               | Nerchau                                            | 120 m                                              |
| Abzweig geradeaus und von rechts (Strecke außer Betrieb) |                      | Schmalspurbahn von Mügeln (b Oschatz)              | Schmalspurbahn von Mügeln (b Oschatz)              |
| Abzweig geradeaus und von links (Strecke außer Betrieb) |                      | strategische Bahn Richtung Trebsen                 | strategische Bahn Richtung Trebsen                 |
| Bahnhof (Strecke außer Betrieb) | 72,630               | Neichen                                            | 126 m                                              |
| Haltepunkt / Haltestelle (Strecke außer Betrieb) | 76,240               | Nitzschka                                          | 125 m                                              |
| Abzweig geradeaus und nach links |                      | Anst Wasserglasfabrik Dehnitz                      | Anst Wasserglasfabrik Dehnitz                      |
| Abzweig geradeaus und von rechts |                      | von Dresden-Neustadt                               | von Dresden-Neustadt                               |
| Bahnhof | 81,983               | Wurzen                                             | 124 m                                              |
| Strecke |                      | nach Leipzig Hbf                                   | nach Leipzig Hbf                                   |

Die Bahnstrecke Glauchau–Wurzen (auch: Muldentalbahn) ist eine Nebenbahn in Sachsen. Sie verläuft in den Tälern von Zwickauer Mulde und Vereinigter Mulde von Glauchau über Rochlitz und Grimma nach Wurzen.
Erbaut und betrieben wurde die als Hauptbahn erbaute Strecke zunächst von der Muldenthal-Eisenbahngesellschaft, die 1878 vom sächsischen Staat übernommen wurde. Obwohl die Strecke Glauchau–Wurzen seit dem Zweiten Weltkrieg durch eine Brückensprengung zweigeteilt war, hatte sie weiterhin eine große Bedeutung. Neben dem starken Berufsverkehr gehörten die örtlichen Industriebetriebe (Porzellanwerk, Papierfabriken, Metallverarbeitung) und zahlreiche Sandgruben zu den wichtigsten Transportkunden. Erst nach der Wende 1989/90 kam es zu einem rapiden Einbruch in der Verkehrsnachfrage, so dass der Verkehr schrittweise bis Anfang der 2000er Jahre eingestellt wurde. Der Streckenabschnitt Glauchau–Großbothen wurde von der Deutschen Regionaleisenbahn (DRE) 2005 gepachtet und ist zurzeit weitgehend ohne Verkehr, die restliche Strecke bis Wurzen ist stillgelegt.

## Geschichte

### Vorgeschichte und Bau
Bereits 1860 wurde in Penig ein Zentralkomitee mit dem Ziel gegründet, eine Eisenbahn von Glauchau nach Wurzen zu errichten. 1864 erteilte die sächsische Ständeversammlung die Genehmigung zum Bau einer Bahn von Leipzig über das Muldental nach Chemnitz. Da sich hierfür keine private Gesellschaft fand, wurde 1868 eine Genehmigung zum Bau einer Bahn von Glauchau über Wurzen bis zur sächsisch-preußischen Landesgrenze erteilt.
Die Muldenthal-Eisenbahngesellschaft erhielt am 29. April 1872 die Konzession zum Bau und Betrieb einer Eisenbahnstrecke zwischen Glauchau und Wurzen. Die Konzession für den Abschnitt von Wurzen zur Landesgrenze wurde nicht erteilt, da die Fortführung der Strecke in Preußen nicht gesichert war.
Die Inbetriebnahme der Strecke erfolgte in mehreren Schritten:
- 10. Mai 1875: von Glauchau bis Penig
- 9. Dezember 1875: von Rochlitz bis Großbothen
- 29. Mai 1876: von Penig bis Rochlitz
- 30. Juni 1877: von Großbothen bis Wurzen

Der Grunderwerb erfolgte für zweigleisigen Betrieb, dieser wurde bei Tunnel- und teilweise auch Brückenbauten (Widerlager und Pfeiler) vorbereitet. Wegen der fehlenden Weiterführung nach Norden erreichte der Betrieb jedoch keine Ausmaße, die den zweigleisigen Ausbau erforderlich gemacht hätten.

### Betrieb

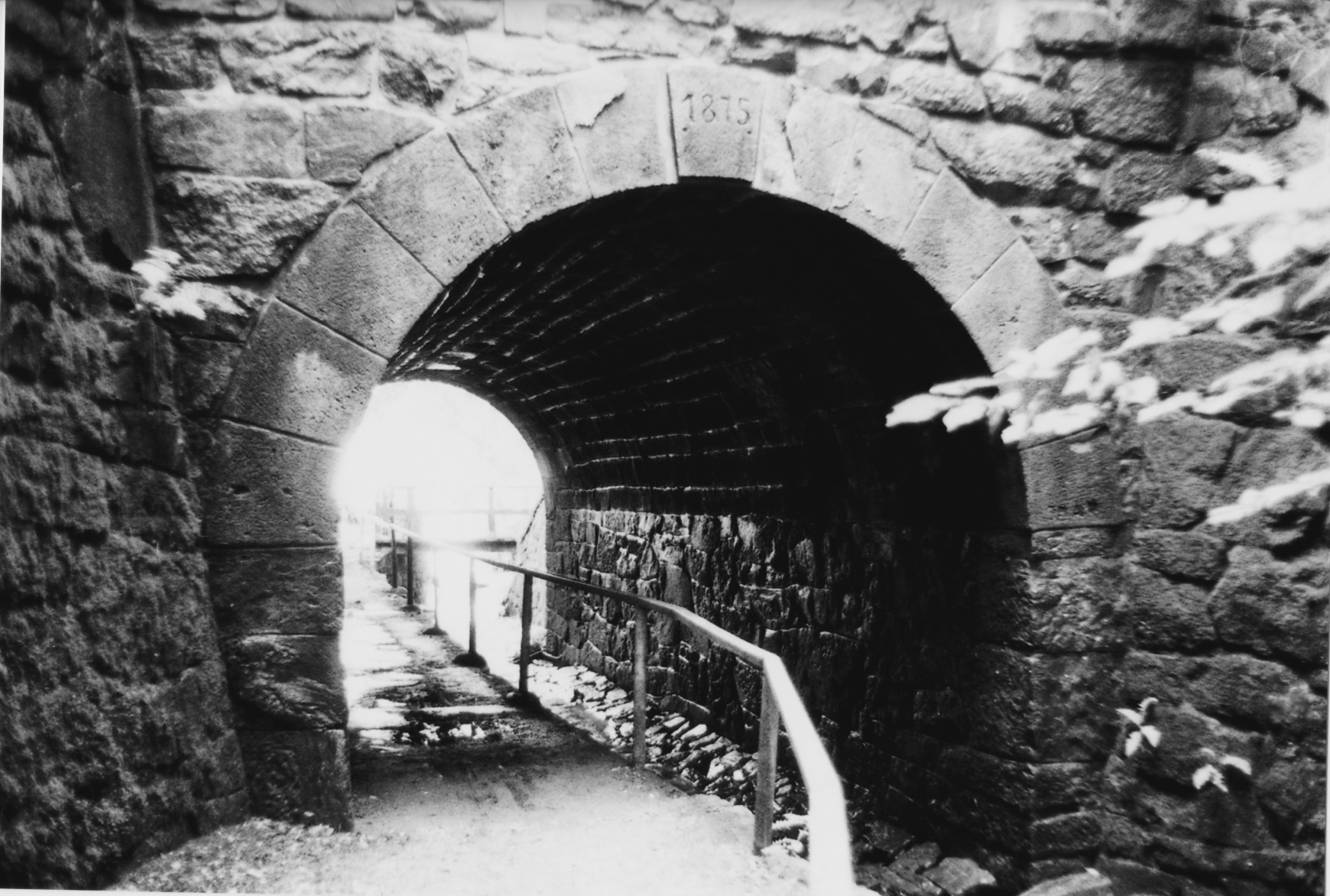
Brücke über den Kaufunger Dorfbach bei Wolkenburg-Kaufungen

Am 1. August 1878 wurde die Muldenthal-Eisenbahngesellschaft verstaatlicht. Strecke und Fahrzeuge wurden von den Königlich Sächsischen Staatseisenbahnen übernommen. Der Endbahnhof in Wurzen war ab dem 15. Oktober 1879 der Südbahnhof, der zuvor genutzte Muldenthalbahnhof wurde geschlossen. Am 1. März 1924 wurde die bisherige Hauptbahn zu einer Nebenbahn herabgestuft.
1931 erhielt die Rabensteinbrücke bei Grimma an Stelle der leichtgebauten Schwedeler-Träger stabilere Fachwerk- und Blechträgerüberbauten (letztere über den Flutöffnungen am linken Muldeufer). Wegen der vorhandenen auf zweigleisigen Betrieb ausgelegten Unterbauten war das ohne Betriebsbeeinflussung möglich.
Infolge der Zerstörung der Rabensteinbrücke am 15. April 1945 war die Strecke seit dem Zweiten Weltkrieg zwischen Großbothen und Grimma unt Bf unterbrochen. Der Oberbau wurde zwischen diesen Bahnhöfen als Reparationsleistung abgebaut. Trotz Reparatur der Brücke war es wegen Materialmangels nicht mehr möglich, das Streckengleis wieder aufzubauen. In den 1960er Jahren entfernte man die Flutüberbauten und einen Stromüberbau der Rabensteinbrücke. Am 28. Mai 1967 wurde der Zugverkehr zwischen Grimma unt Bf und Nerchau eingestellt. Ab dem 24. September 1967 fuhren die Züge wieder von Golzern nach Wurzen, dieser Streckenabschnitt wurde jedoch am 31. Mai 1969 für den Reiseverkehr endgültig aufgegeben. Der Abschnitt wurde als Streckenrangierbezirk und damit Bahnhofsgleis des Bahnhofs Wurzen im Güterverkehr weiterbedient. Zwischen Nerchau und Golzern erfolgte noch in den 1970er Jahren eine Oberbauerneuerung. Bei Dorna-Döben wurde das freie Planum zur Verbreiterung der Straße genutzt.

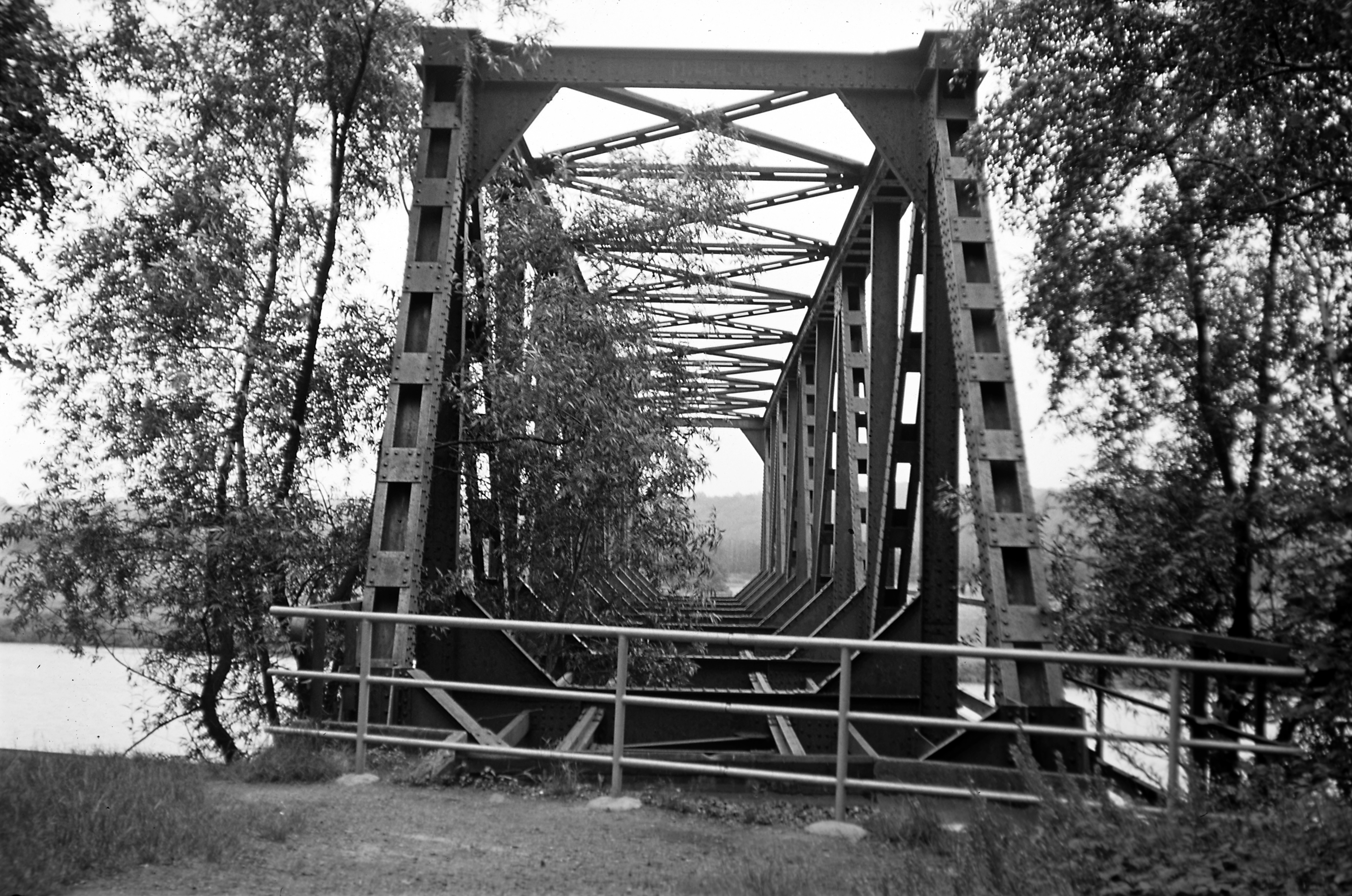
Letzter erhaltener Überbau der Rabensteinbrücke, Mai 1977

Der letzte erhaltene Überbau der Rabensteinbrücke, die Pfeiler und das Widerlager auf dem linken Muldeufer wurden Anfang der 1980er Jahre beseitigt.
Die Muldentalbahn war in strategische Planungen einbezogen. Bei der Oberbauerneuerung zwischen Großbothen und Döbeln Mitte der 1970er Jahre entstand ein Verbindungsbogen mit den Abzweigstellen Leisenau und Muldenbrücke, der direkte Fahrten zwischen Rochlitz und Döbeln unter Umgehung von Großbothen ermöglichte. Während die Abzw Muldenbrücke an der Strecke nach Döbeln ein vollausgerüstetes, aber im Regelfall durchgeschaltetes Stellwerk besaß, war die Abzw Leisenau zwischen Großbothen und Sermuth nur behelfsmäßig mit Handweiche mit Riegelhandschloss und in Haltlage festgelegten Hauptsignalen ausgerüstet. Betrieblich genutzt wurde diese Verbindung nur einmal, 1995 beim Neubau des Kreuzungsbauwerkes Großbothen zur Vermeidung von Schienenersatzverkehr. Zwischen Neichen und Trebsen war der Einsatz einer Pionierbrücke über die Mulde vorbereitet, dazu wurde ein Anschlussgleis vom Bahnhof Trebsen bis in Ufernähe verlängert.

### Der Niedergang in den 1990er Jahren

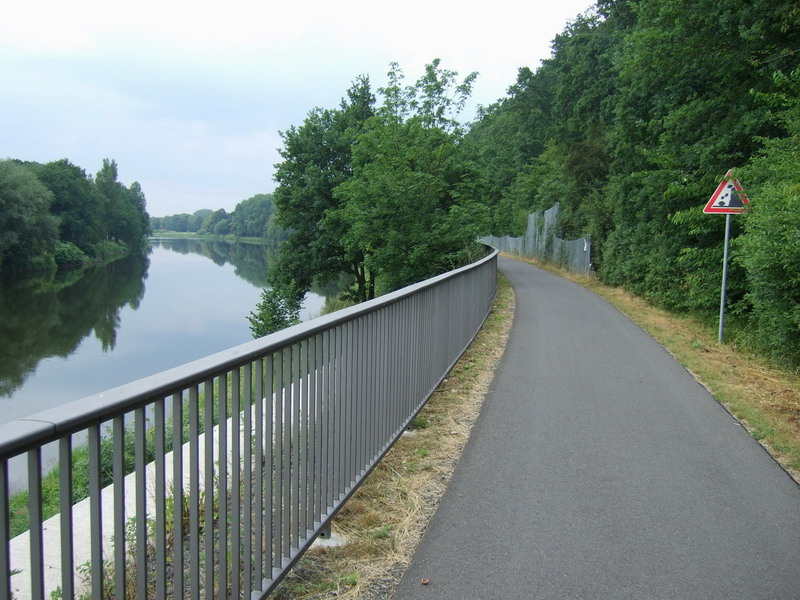
Muldentalbahn-Radweg zwischen Grimma und Wurzen

Nachdem der Güterverkehr 1990 massiv eingebrochen war, wurde im Abschnitt Wurzen–Golzern am 2. Juni 1996 der Güterverkehr eingestellt und Ende der 1990er Jahre der Abschnitt ab dem Anschluss Wasserglasfabrik Dehnitz endgültig stillgelegt. Auf dem Planum entstand der Muldentalbahn-Radweg als Bahntrassenweg.

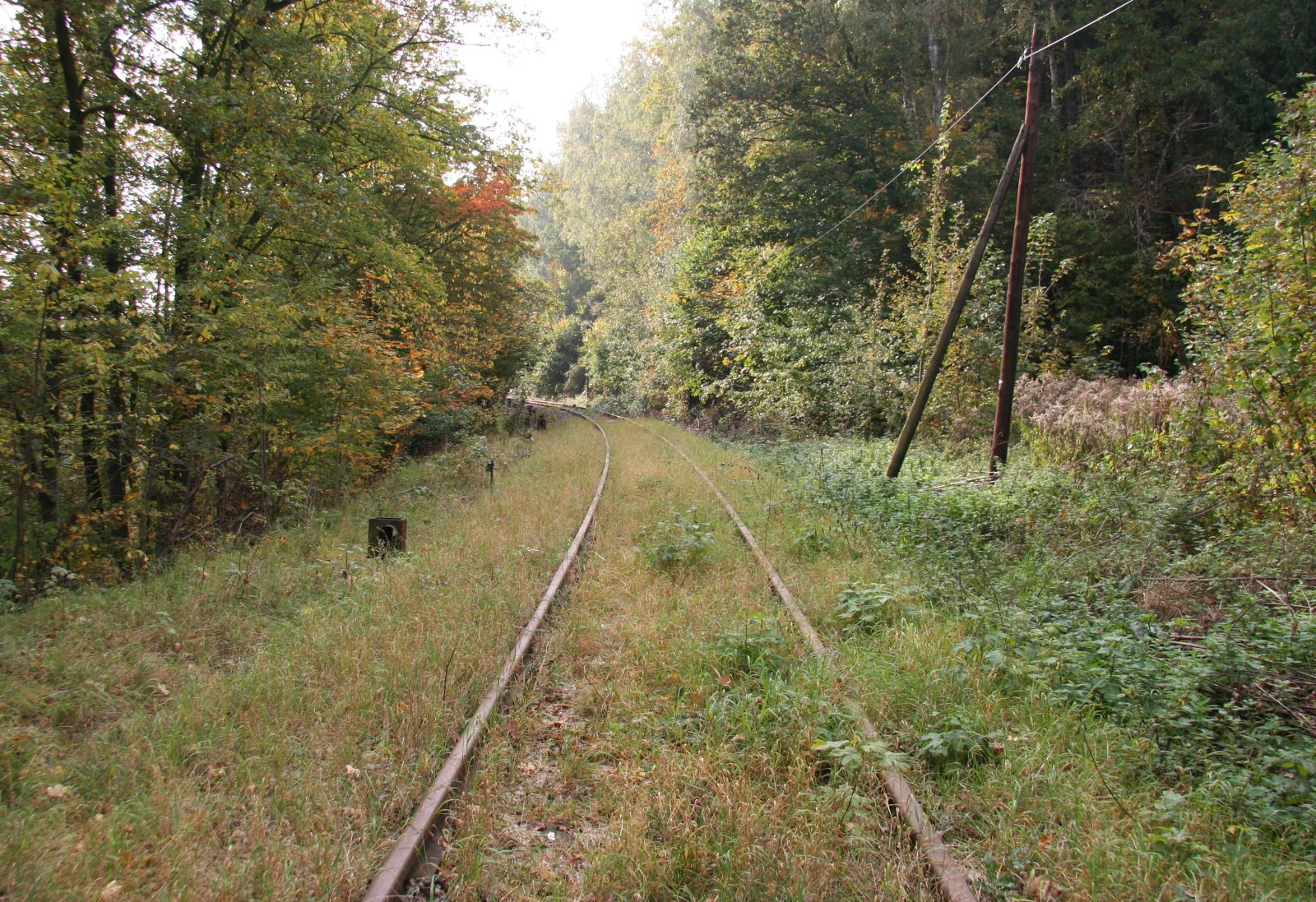
Gleisanlagen der Muldentalbahn zwischen Penig und Thierbach im Oktober 2007

Ab dem 6. Dezember 1999 bestand zwischen Colditz und Rochlitz wegen mangelhaften Oberbauzustands Schienenersatzverkehr. Die Fahrzeiten verlängerten sich dabei massiv. Die Einstellung des Abschnitts Colditz–Großbothen folgte am 27. Mai 2000 und am 9. Juni 2001 verkehrten die letzten Züge zwischen Rochlitz und Wechselburg. Der Güterverkehr auf den Abschnitten zwischen Großbothen und Wechselburg wurde offiziell zum 5. Dezember 1999 eingestellt. Zwischen Wechselburg und Glauchau endete er am 1. Juli 2000. Bis zum 13. August 2002 erreichte den Bahnhof Wechselburg aus Glauchau alle vier Stunden ein Zug, der für die 32 km weite Strecke über eine Stunde brauchte. Nach dem als Jahrhundertflut bekannt gewordenen Elbehochwasser 2002, wovon ebenfalls die Mulde betroffen war, wurde der Zugverkehr auch wegen des dringend sanierungsbedürftigen Zustands verschiedener Trassenbauwerke eingestellt.

### Betrieb der Deutschen Regionaleisenbahn ab 2005

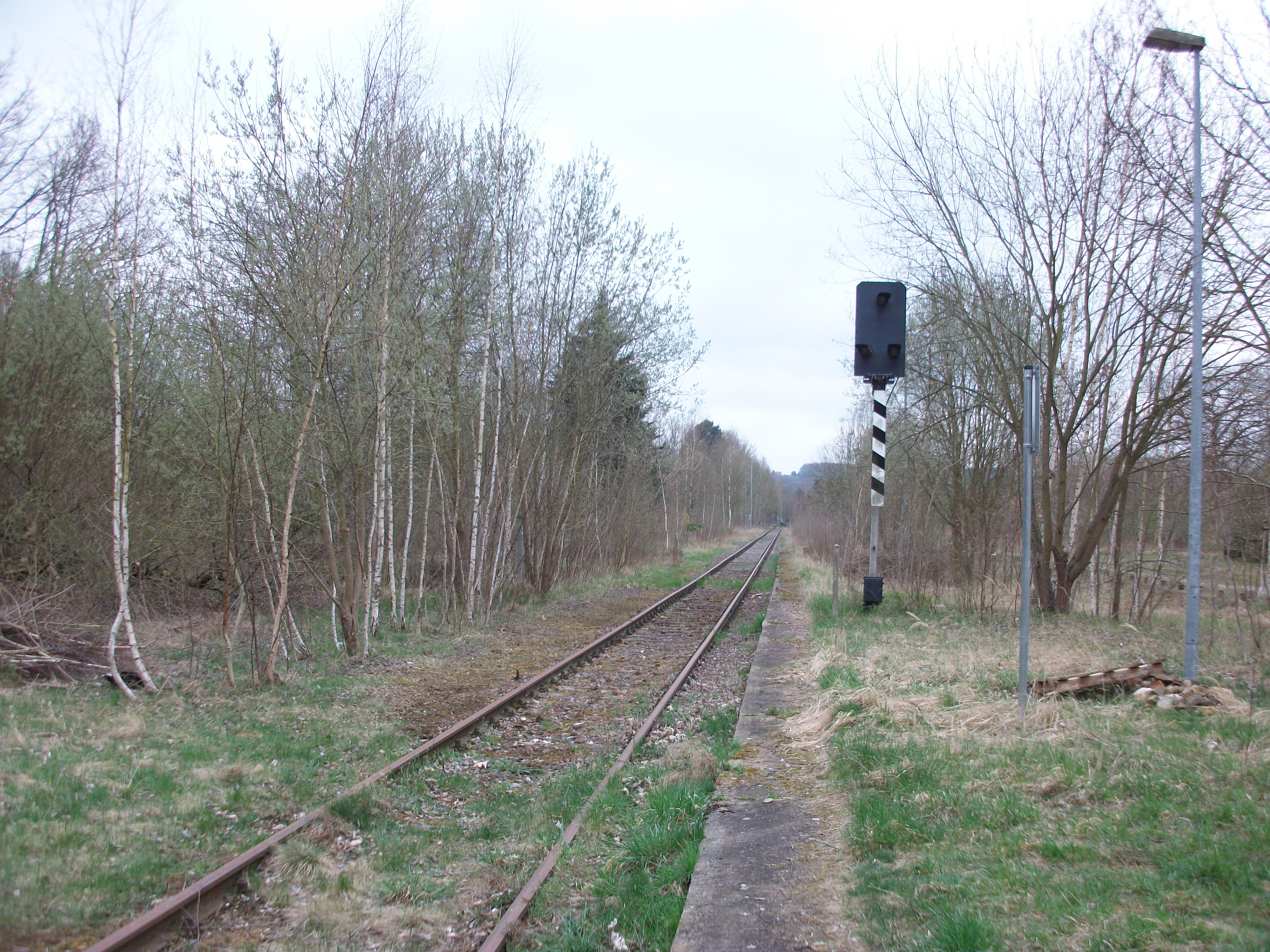
Muldentalbahn in Lunzenau (2016)

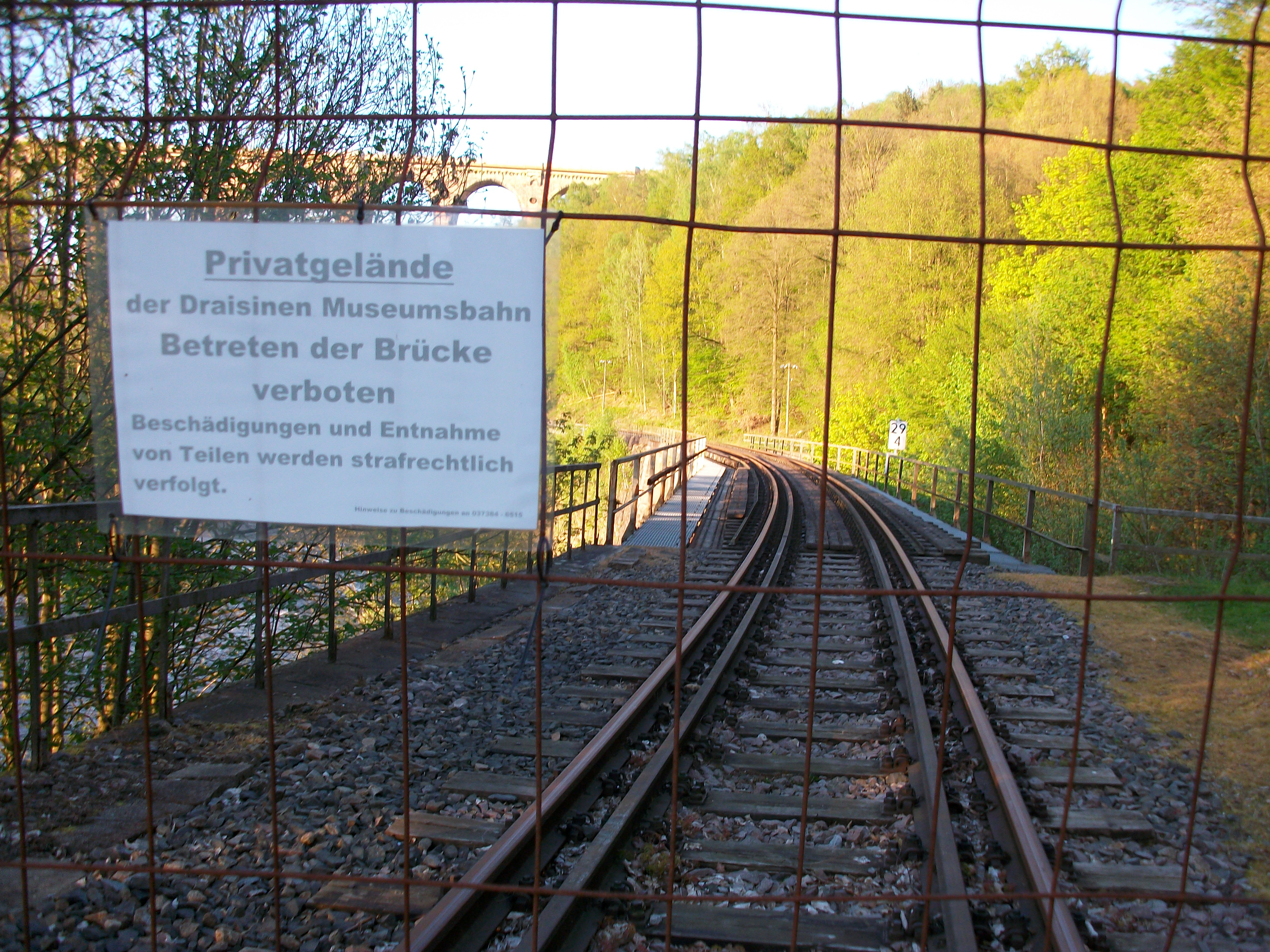
Viadukt der Muldentalbahn in Göhren im Eigentum der Museumsbahn (2016)

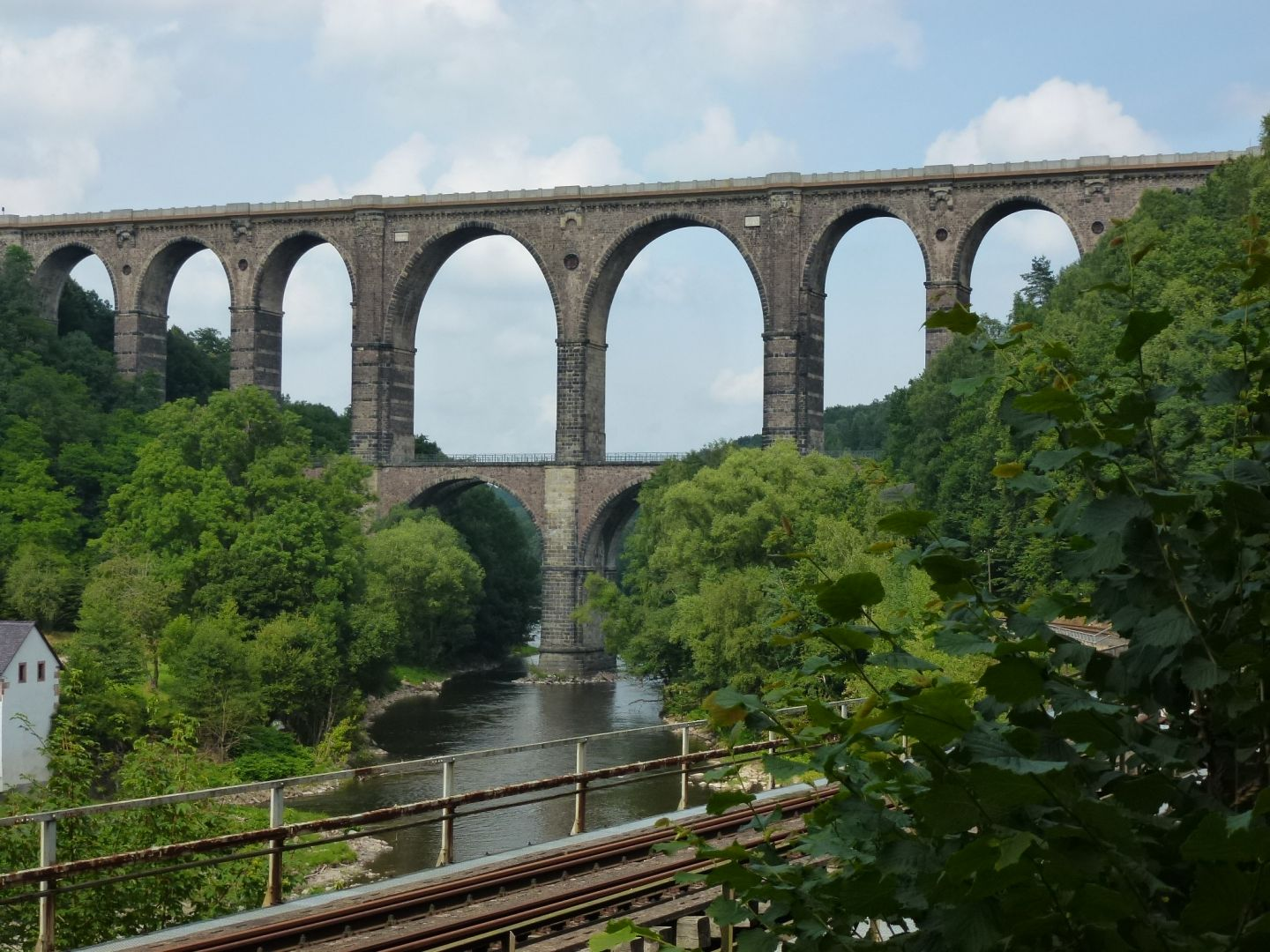
Die Muldentalbahn führt am rechten Ufer unter dem Göhrener Viadukt entlang

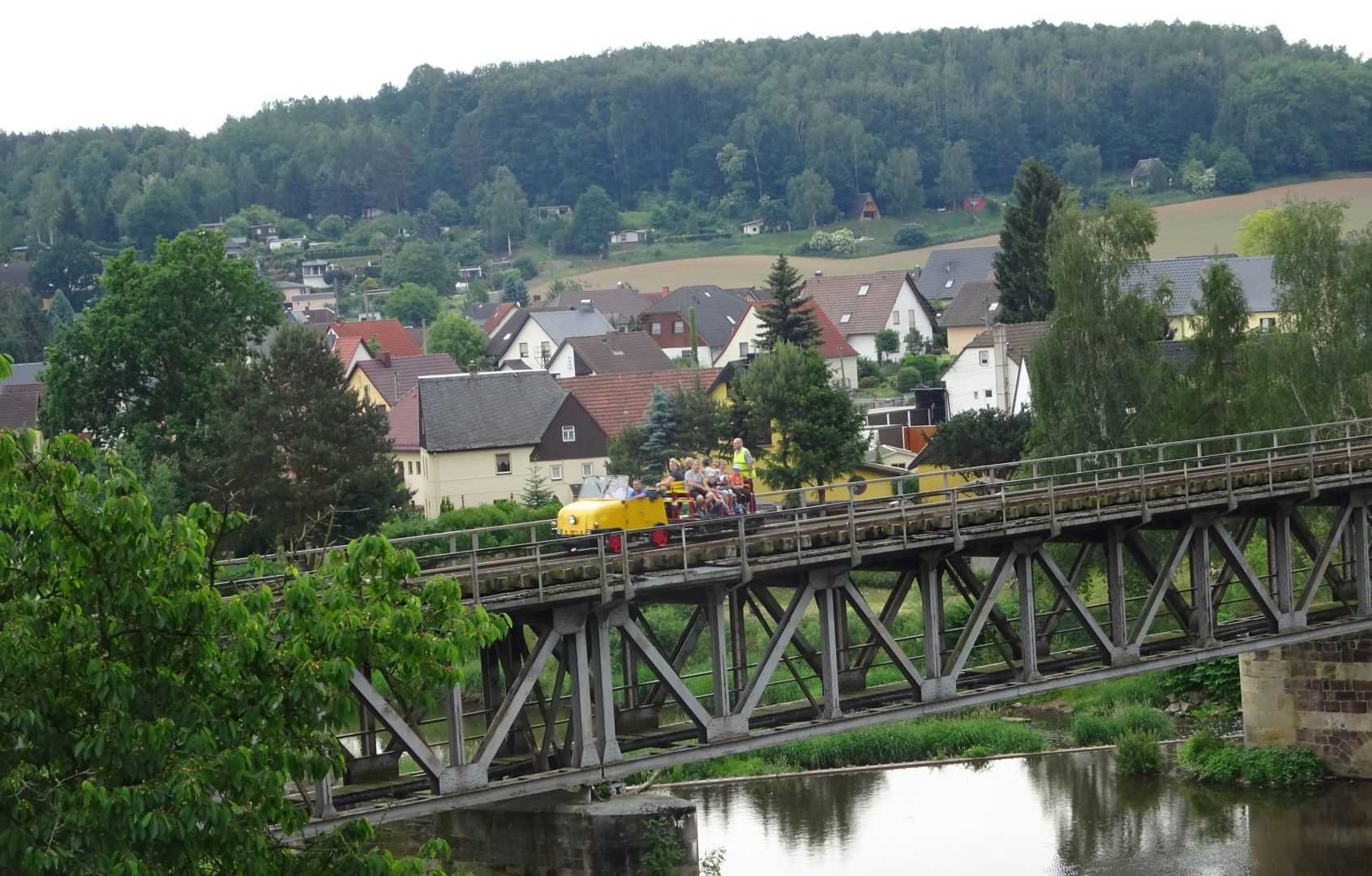
Ein Gleiskraftrad III in Rochlitz

Die Deutsche Regionaleisenbahn GmbH (DRE) pachtete Anfang des Jahres 2005 die Eisenbahnstrecke Glauchau–Großbothen von der Deutschen Bahn AG im stillgelegten Zustand für fünf Jahre. In dieser Zeit sollte nach Möglichkeiten gesucht werden, die Eisenbahninfrastruktur der Muldentalbahn langfristig zu erhalten. Dies beinhaltete die abschnittsweise Öffnung der Strecke Großbothen–Glauchau für den öffentlichen Betrieb. Gäbe es Bedarf, sollten zwischen Rochlitz und Großbothen wieder Güterzüge fahren. Die von Rochlitz nach Narsdorf abzweigende Strecke sollte probeweise für den regulären Personenverkehr geöffnet werden. Die Finanzierung der Pläne ist derzeit nicht gesichert.
Im Jahre 2006 gründete sich der DBV-Förderverein Muldentalbahn. Die Mitglieder setzten sich das Ziel, an Wochenenden zwischen Glauchau und Großbothen wieder regelmäßig Züge fahren zu lassen. Die Mitglieder des Fördervereins schnitten zunächst die Strecke bis Penig frei. Von Großbothen kommend wurde Sermuth erreicht.
Ein Teil der Gemeinden und Landkreise an der Bahnstrecke unterstützte die Wiederinbetriebnahme nach ihren Möglichkeiten. Ganz unumstritten war der Betrieb jedoch nicht, so gab es Ideen, einen touristischen Radweg auf der Bahntrasse anzulegen, so wie es nördlich von Grimma bereits der Fall ist.
Ab April 2007 gab es zu besonderen Anlässen wieder touristischen Eisenbahnbetrieb auf der Teilstrecke Glauchau–Waldenburg. Geplant war, diesen Verkehr bis nach Wolkenburg oder Penig zu verlängern.
Bei Bauarbeiten für die neue Autobahnbrücke der A 4 bei Reinholdshain wurde ein Entwässerungsgraben zugeschüttet sowie ein Entwässerungsrohr entfernt. Des Weiteren wurde der Fuß des Bahndamms zurückgebaut, um eine Wendemöglichkeit für Baufahrzeuge zu schaffen. Infolgedessen konnte das Wasser im August 2007 nach starkem Regen nicht mehr abfließen und überspülte die Gleise. Dadurch rutschte der Bahndamm in diesem Bereich auf einer Länge von 15 m ab. Auf Grund des Schadens und der nicht gewährleisteten Sicherheit konnte zunächst bis auf weiteres kein Zugbetrieb durchgeführt werden. Vom Streckenpächter wurde ein Gutachten in Auftrag gegeben, um im Jahr 2008 einen Zugbetrieb wieder zu ermöglichen. Dieses Gutachten sollte entscheiden, ob und in welchem Umfang eine Sanierung möglich sei und welche Fahrzeuge mit welcher Geschwindigkeit den Bereich vor einer Sanierung befahren dürften. Anschließend beantragte die DRE eine einstweilige Verfügung beim Landgericht Chemnitz, welches am 30. April 2008 entschied, dass das Autobahnamt Sicherungsmaßnahmen an der Autobahnbrücke ergreifen müsse, um weiteren Schaden von dem darunter befindlichen Bahndamm abzuwenden.
Vom 29. September 2007 bis zum 7. Oktober 2007 fand eine Festwoche im Bahnhof Großbothen statt; Anlass war das 130-jährige Bestehen der Muldentalbahn, das 140-jährige der Strecke Leipzig–Grimma–Großbothen–Döbeln und die Eröffnung der ehemaligen Querbahn von Bad Lausick nach Großbothen 1937.
Am 4. Dezember 2007 fand eine Arbeitsberatung zwischen dem Landrat des Chemnitzer Landes, Christoph Scheurer, dem Geschäftsführer der DRE, Gerhard J. Curth, und Vertretern der Städte Glauchau, Waldenburg sowie Limbach-Oberfrohna (Wolkenburg ist ein Ortsteil) statt. Bei diesem Treffen informierte Gerhard J. Curth die Anwesenden über den touristischen Saisonverkehr auf dem Abschnitt Glauchau–Penig. Eine Aussage über die Details der Betriebstage und des Fahrplans könne aber erst 2008 besprochen werden, da eine Entscheidung des Stadtrates von Waldenburg zur finanziellen Unterstützung des geplanten Saisonverkehrs erst Ende Januar gefällt würde. Des Weiteren sollte den Stadträten das erweiterte Konzept eines touristischen Zugverkehrs vorgestellt werden.
Im Jahr 2007 rammte ein Lkw eine Straßenbrücke über die B95 so, dass diese Brücke abgebrochen werden musste. Der Lkw-Fahrer setzte seine Fahrt fort und rammte außerdem die Eisenbahnbrücke kurz vor Penig, was zusätzlich zu Schäden an dieser Brücke führte. Ebenfalls wurde die Straßenbrücke kurz vor dem Haltepunkt Thierbach-Zinnberg, die über die Kreisstraße führt, beschädigt.
Für die Brücke über die Zwickauer Mulde bei Thierbach-Zinnberg wurden neue Holzschwellen beschafft, um die beschädigten zu ersetzen.
Am 10. April 2008 wurde der DRE vom Freistaat Sachsen für 20 Jahre der Betrieb einer öffentlichen Eisenbahninfrastruktur auf der Muldentalbahn und der Strecke Rochlitz–Narsdorf genehmigt.
Die am 27. April 2008 geplante Eröffnung des Saisonverkehrs auf der Muldentalbahn von Glauchau bis Wolkenburg wurde wegen der langwierigen Verantwortlichkeitsklärung für den Dammrutsch an der Autobahnbrücke A 4 und die damit verbundenen Verzögerungen bei der Dammsanierung verschoben. Im Verlauf des Jahres 2008 sollte die Muldentalbahn mit Ausnahme der Teilstrecke Wechselburg–Amerika (die nach damaliger Prognose 2009 folgen sollte) abschnittsweise wieder für den Betrieb hergestellt werden.
Im Jahr 2010 lief der 2005 geschlossene Pachtvertrag zwischen DRE und Deutscher Bahn AG aus. Der DRE gelang es erst im Oktober 2010, zumindest die Teilstrecke Glauchau–Wolkenburg in einen betriebsfähigen Zustand zu versetzen, so dass dort nach drei Jahren erstmals wieder ein Zug fahren konnte. Die anfängliche Unterstützung der Anliegergemeinden hat allerdings nach mehrmals verschobener Inbetriebnahme durch die DRE nachgelassen. Das Streckenstück Glauchau–Großbothen ist weiterhin von der DRE bis 2028 gepachtet.
Vom 17. April bis 19. September 2010 führte der Verein Sächsischer Eisenbahnfreunde e. V. (VSE, Sitz Schwarzenberg im Erzgebirge) an Wochenenden regelmäßigen Tourismusverkehr mit dem sog. Schienentrabi (Gleiskraftrad 1) durch. Befahren wurde der landschaftlich reizvolle Streckenabschnitt zwischen Rochlitz und Wechselburg. Auch in den Jahren 2011 und 2012 fanden diese Fahrten von April bis September statt. Erstmals konnte ab 2012 die Strecke von Rochlitz bis zur Göhrener Brücke (Göhrener Viadukt) befahren werden.
Auch auf dem Streckenabschnitt zwischen Penig und Amerika fanden 2012 mehrere Fahrten mit den Gleiskrafträdern der VSE statt.
Ende 2015 verkaufte die Deutsche Bahn AG die Grundstücke der Strecke samt Gleisanlagen an die in Chemnitz ansässige Mittelsächsische Eisenbahninfrastrukturgesellschaft (MSE). Einem daraufhin befürchteten Streckenabbau wurde von Eisenbahnfreunden durch Antrag auf Denkmalschutz für die Strecke begegnet. Anfang 2016 wurde der Streckenabschnitt Glauchau–Großbothen (Sermuth) der Muldentalbahn als Sachgesamtheit (Gleise und Nebenanlagen) in die Denkmalliste des Landes Sachsen eingetragen.
Aufgrund von anstehenden Investitionskosten in Höhe von 5,7 Millionen Euro und fehlenden Einnahmen schrieb die DRE als Streckenpächter im August 2017 den 48,7 Kilometer langen Abschnitt von Glauchau bis zum Einfahrsignal Colditz zur Übernahme durch Dritte aus. Demnach hätte die Strecke, hätte sich bis zum 20. Dezember 2017 kein neuer Betreiber gemeldet, stillgelegt werden können.

### Neue Perspektiven
Die MSE beabsichtigte Anfang 2019, die Strecke an die Acies GmbH mit Sitz in Eilenburg weiterzuverkaufen. Die Stadt Colditz löste in dieser Situation ihr Vorkaufsrecht ein und erwarb den auf ihrem Gemeindegebiet gelegenen Abschnitt von Zschetzsch bis Lastau für lediglich 20.000 Euro. Ähnliches plante auch die Stadt Rochlitz. Ziel der Gemeinden ist eine Wiederinbetriebnahme für den Reise- und Güterverkehr und die Einbindung der Strecke in das Netz der S-Bahn Mitteldeutschland. 2020 wurde die Strecke zwischen Glauchau bis kurz vor Rochlitz von der MSE an die MB Muldentalbahntrasse verkauft. Die Gleiskraftradfahrten sollen weiterhin stattfinden. Im Februar 2021 erfolgte ein erneuter Verkauf an die im November 2020 dafür gegründete Muldenthal-Eisenbahn-Gesellschaft (MTE) mbH, die zu 40 Prozent den Unternehmen Triangula Logistik und Nossen-Riesaer Eisenbahn-Compagnie sowie zu 60 Prozent fünf Privatpersonen gehört. So soll der Erhalt der Strecke und die touristischen Verkehre mit den Gleiskrafträdern sichergestellt werden.
Am 29. Mai 2025 befuhr erstmals seit 2002 wieder ein Reisezug die Strecke von Glauchau bis Wolkenburg. Der Sonderzug des IG Traditionslokomotive 58 3047 e. V. pendelte zweimal zwischen einem provisorischen Haltepunkt im Glauchauer Ortsteil Reinholdshain und Wolkenburg.

## Streckenbeschreibung

### Verlauf

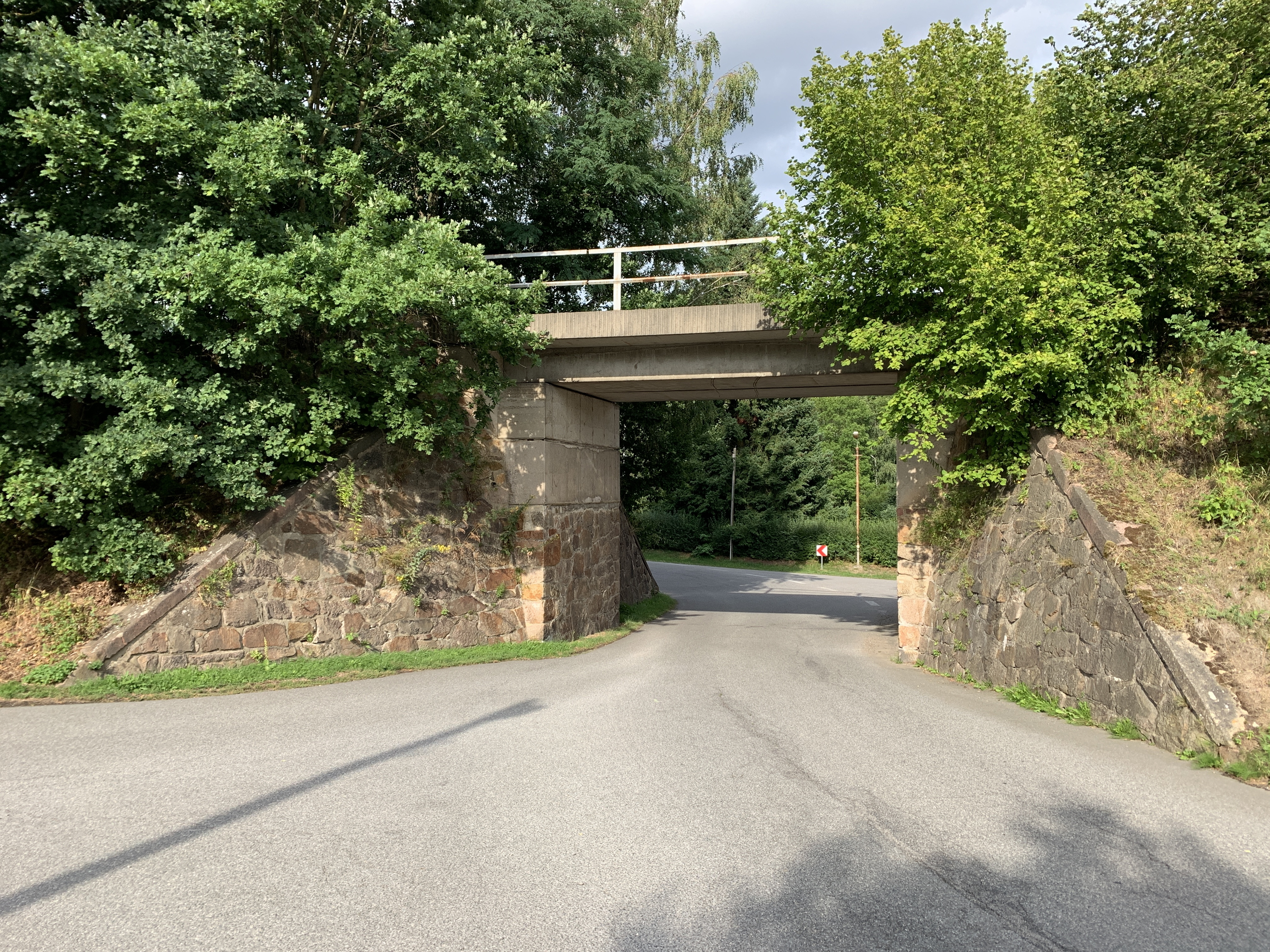
Brücke der Muldentalbahn in Thierbach

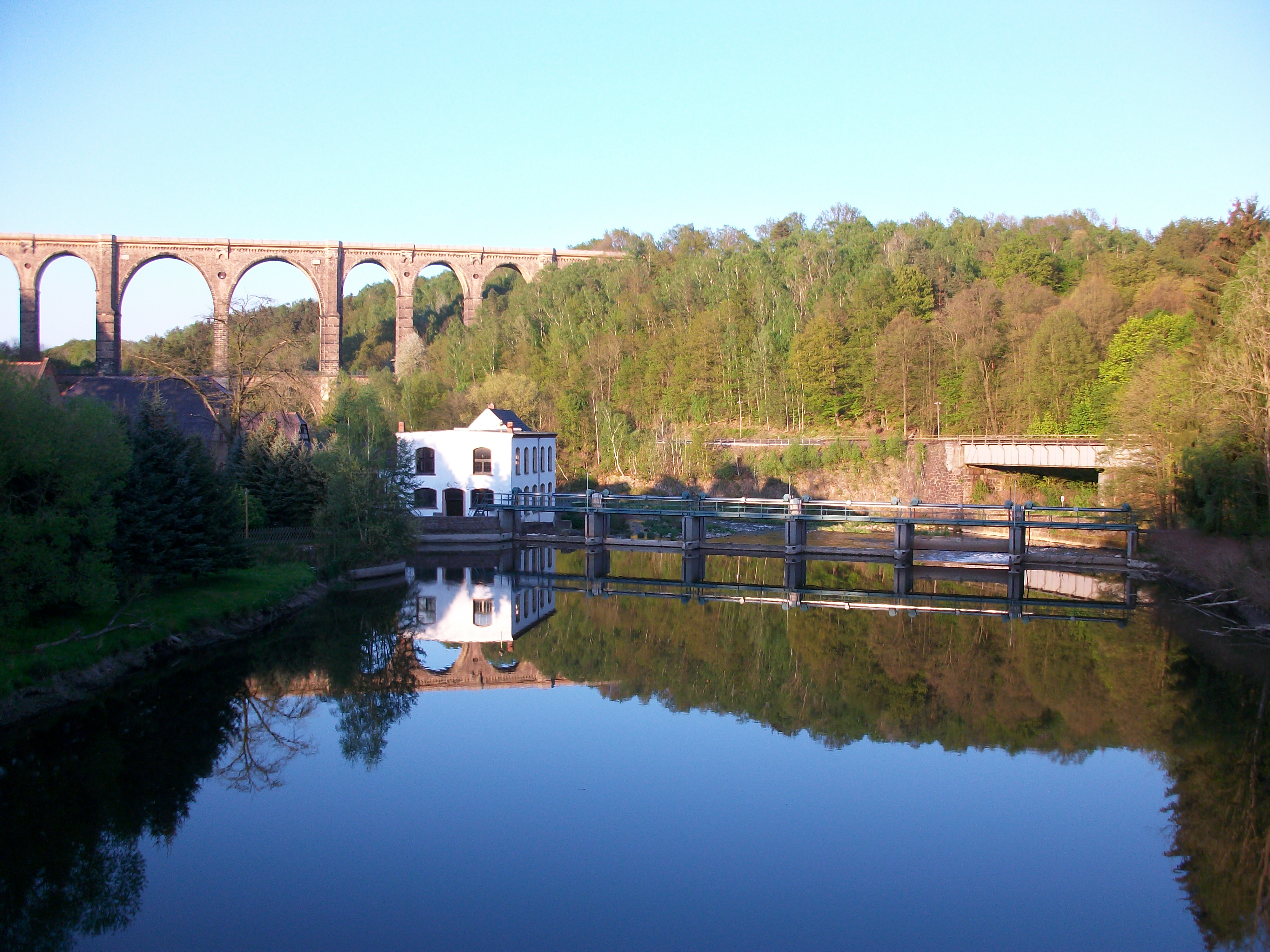
Göhrener Viadukt mit Zwickauer Mulde und Viadukt der Muldentalbahn, rechts (2016)

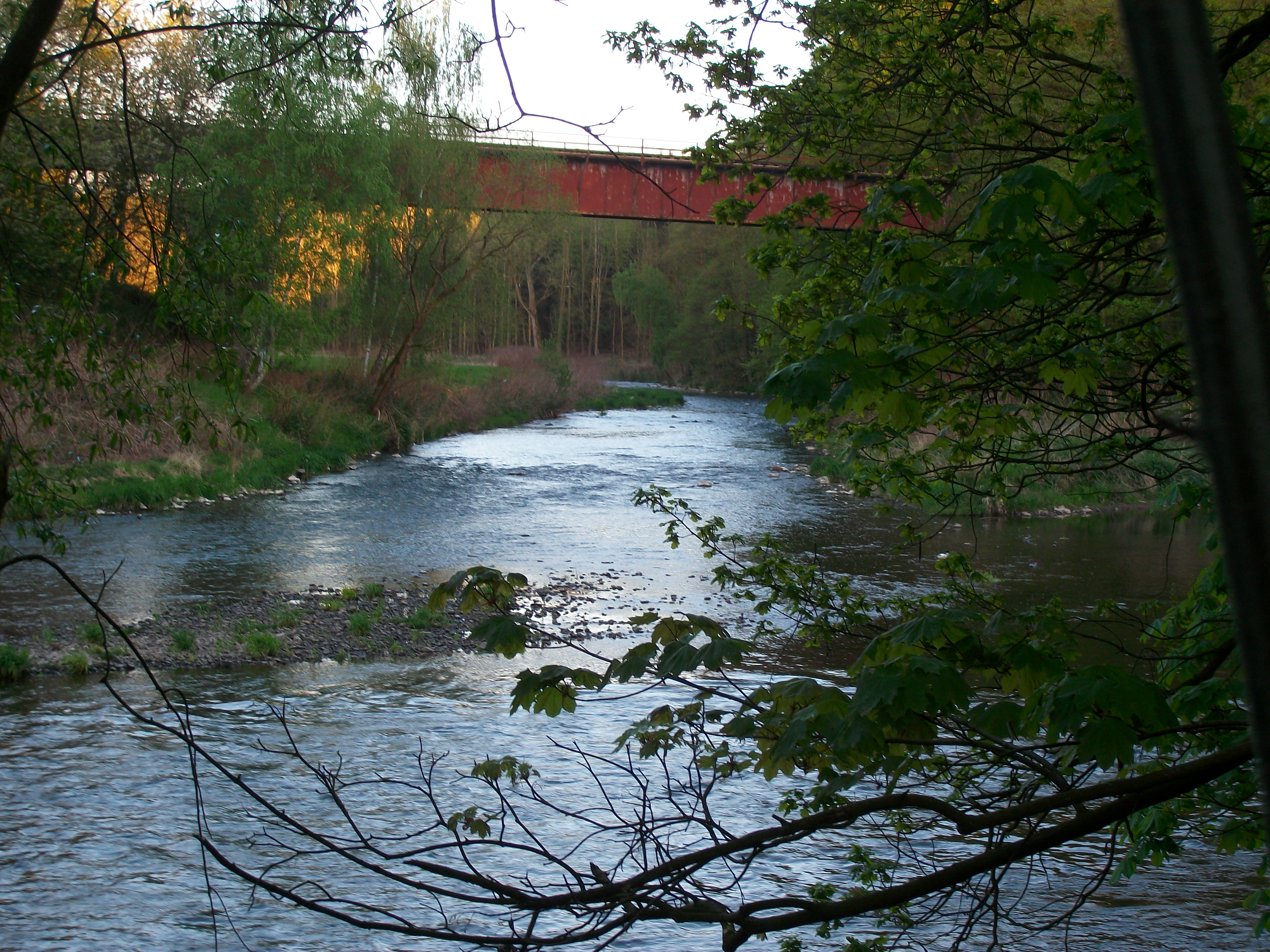
Chemnitzmündung mit Brücke der Muldentalbahn (2016)

Die Bahnstrecke Glauchau–Wurzen verlief in Süd-Nord-Richtung und folgte zwischen Glauchau und Sermuth der Zwickauer Mulde, danach bis Wurzen der vereinigten Mulde.
Die Bahnstrecke begann im Bahnhof Glauchau an der Bahnstrecke Dresden–Werdau. Bei der Station Remse verlief parallel die Bundesstraße 175 auf der anderen Seite des Flusses. Zwischen den Stationen Wolkenburg und Thierbach-Zinnberg wechselte die Strecke vom rechten aufs linke Ufer. Hinter Thierbach-Zinnberg weist die Bahnstrecke eine Besonderheit auf. Sie kreuzt auf einer Brücke eine Straße, die wiederum im 90-Grad-Winkel zu ersterer auf einer Brücke die Zwickauer Mulde überquert. Die neu gebaute Bundesautobahn 72 überspannt beide Brücken in diesem Bereich heute mit einer großen Talbrücke, so dass sich in diesem Bereich drei Brücken in verschiedenen Ebenen und Richtungen überlagern.

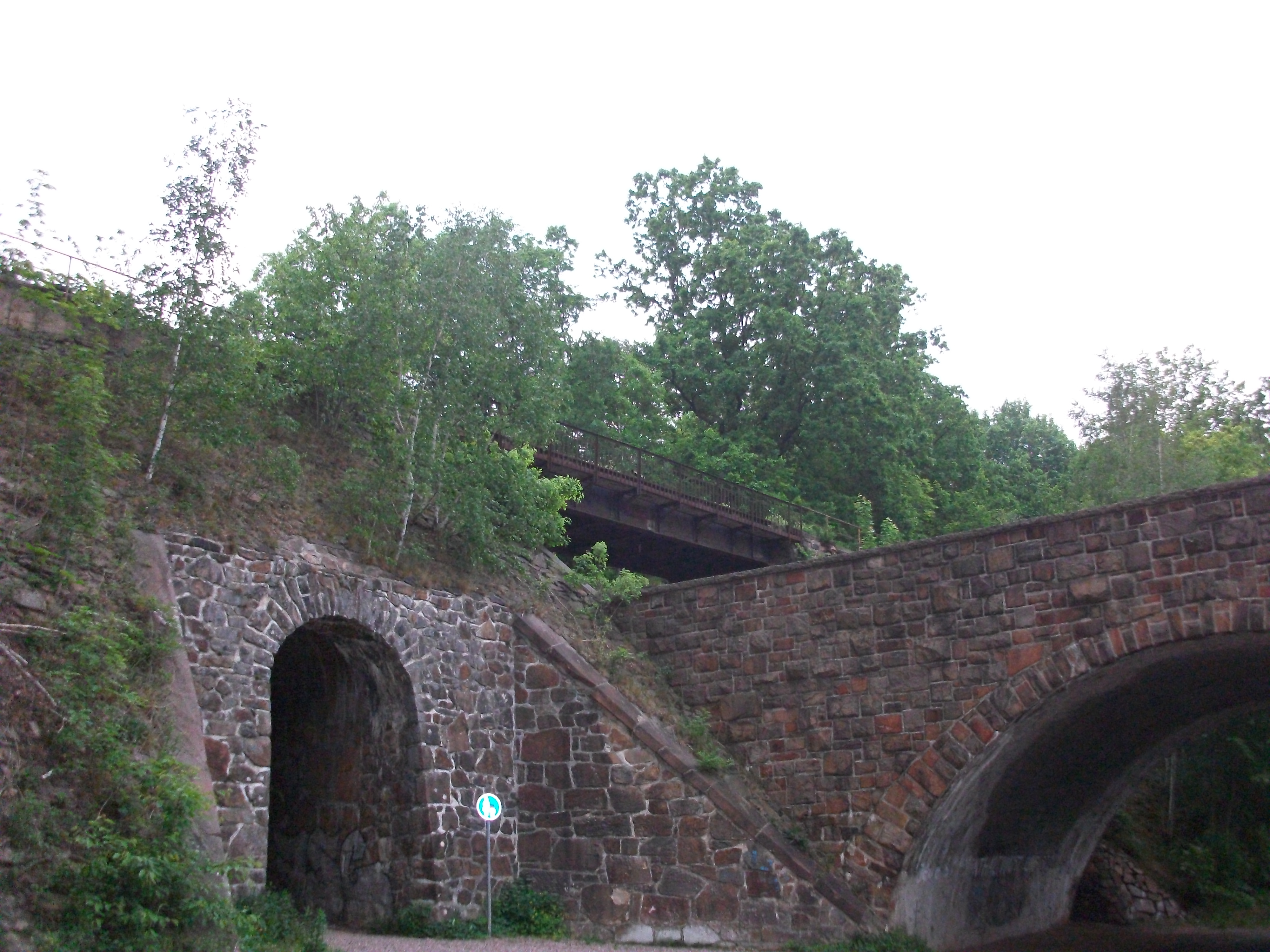
Brückenkreuzung bei Penig (2016)
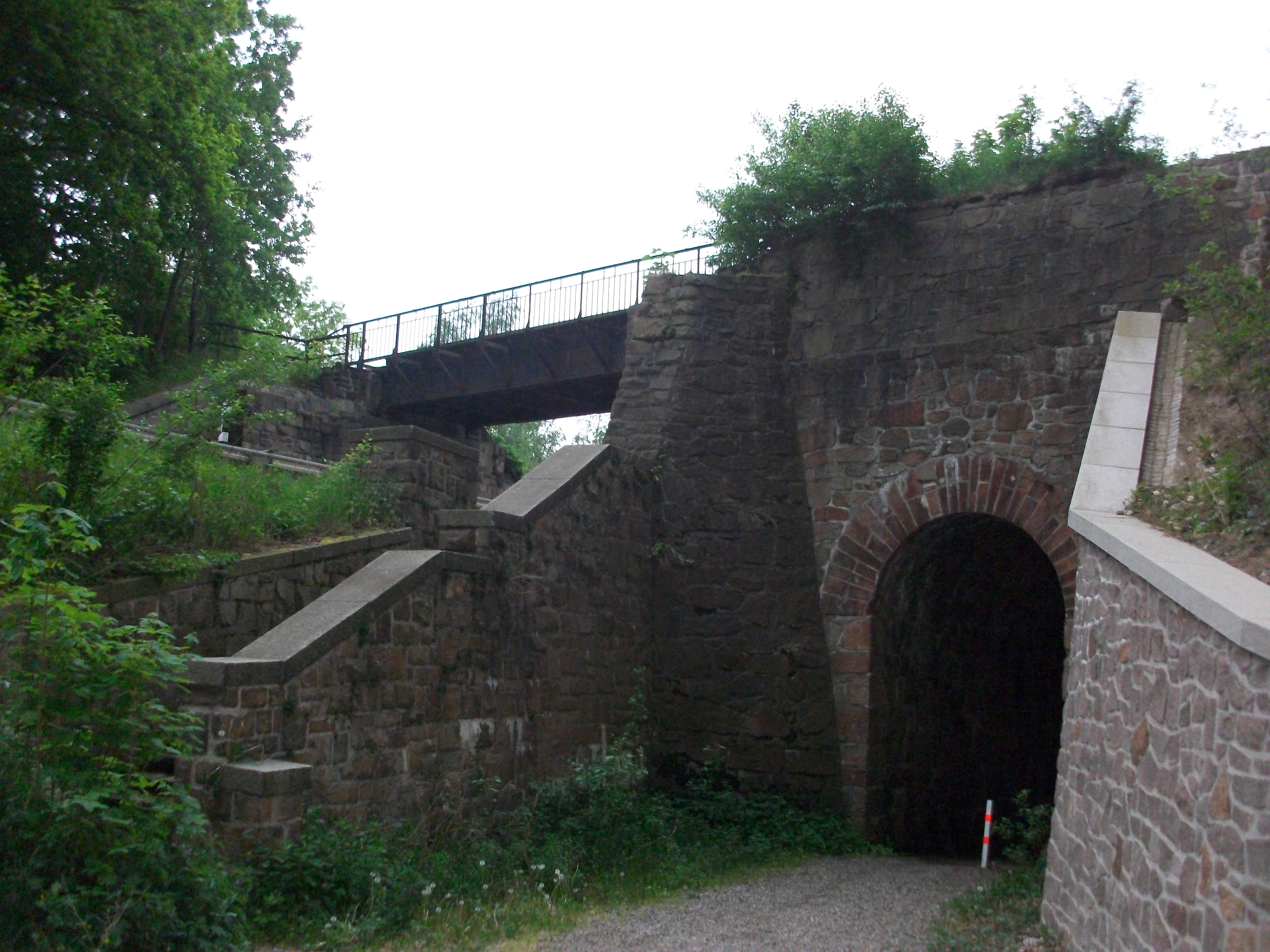
Brücke der Muldentalbahn (2016)
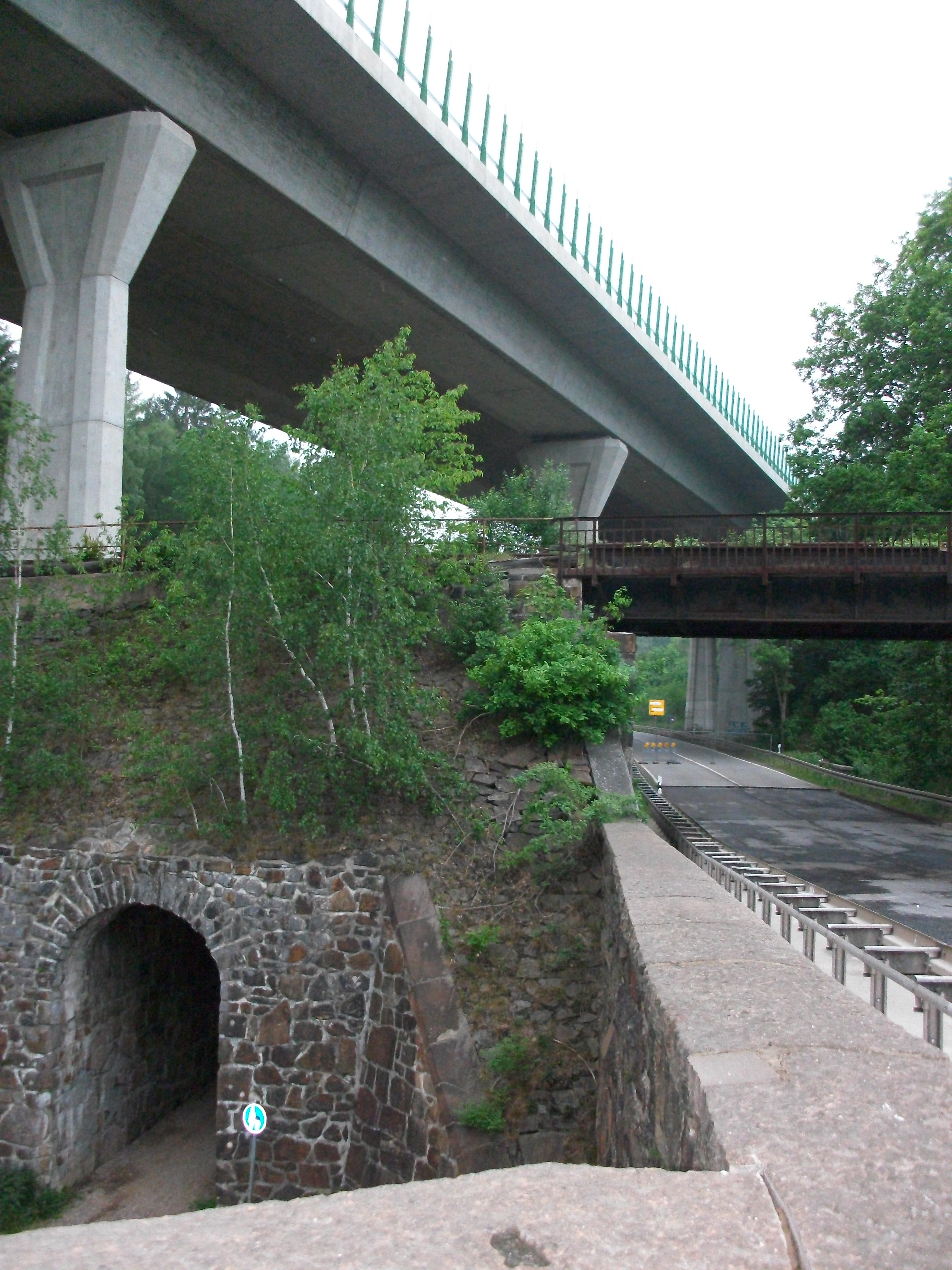
Kreuzung von drei Brücken in Penig (2016)

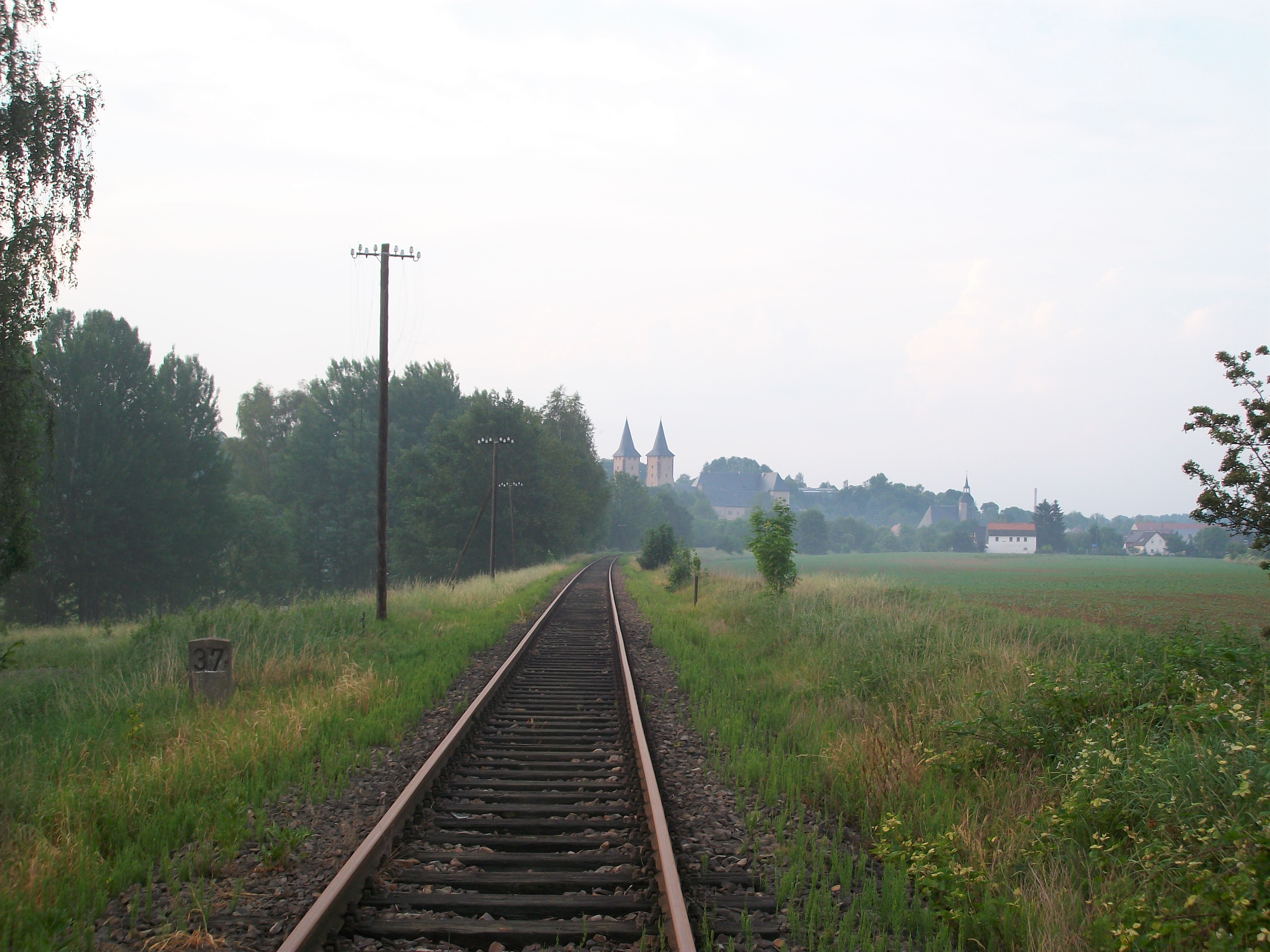
Biesern, Muldentalbahn nach Rochlitz (2018)

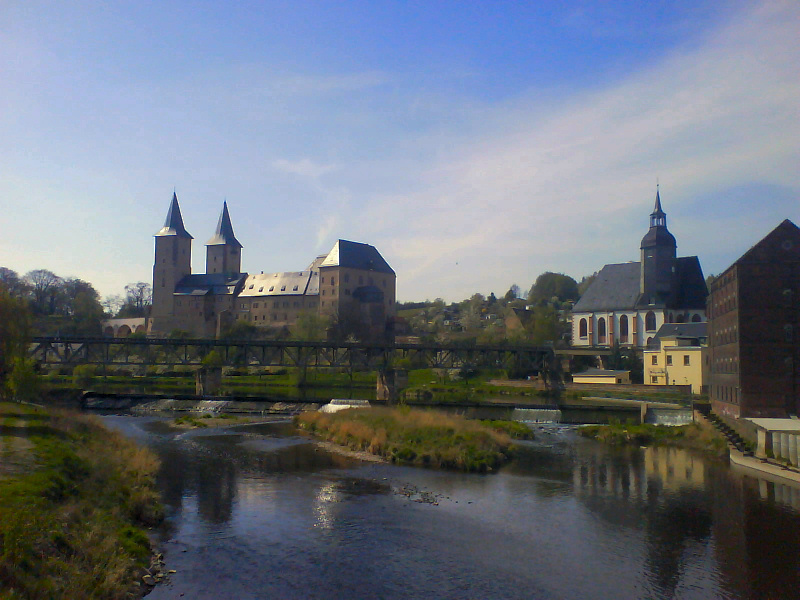
Brücke in Rochlitz

Im nun folgenden Bahnhof Penig mündete die Bahnstrecke Rochlitz–Narsdorf–Penig ein. Hinter dem Bahnhof Rochsburg wurde erst ein Tunnel und dann eine Brücke über die Zwickauer Mulde passiert. Nach Passieren des Bahnhofs Lunzenau unterquerte die Bahn den Göhrener Viadukt, auf dem die Bahnstrecke Neukieritzsch–Chemnitz das Tal der Zwickauer Mulde quert. Anschließend passierte die Muldentalbahn die Chemnitz kurz vor ihrer Mündung in die Zwickauer Mulde. Gleich darauf schwenkte in einem Bogen die Bahnstrecke Wechselburg–Küchwald von Chemnitz her ein. Beide Bahnstrecken verliefen nun parallel bis zum folgenden Bahnhof Wechselburg. Hinter dem nächsten Haltepunkt Steudten wechselte die Bahnstrecke wieder auf die linke Seite der Zwickauer Mulde, um kurz darauf den Bahnhof Rochlitz zu erreichen. Hier zweigten die Bahnstrecken Rochlitz–Narsdorf–Penig und Rochlitz–Waldheim ab.
Hinter dem Bahnhof Rochlitz wechselte die Bahnstrecke wieder auf die rechte Seite der Zwickauer Mulde, jedoch vor der Stadt Colditz wiederum auf das linke Ufer. Hier verlief parallel die Bundesstraße 107. Ab Sermuth folgte die Strecke nun der vereinigten Mulde. Kurz darauf wurde der Bahnhof Großbothen erreicht, in dem die Bahnstrecke Borsdorf–Coswig gekreuzt wurde. Die Gleise der Muldentalbahn liegen auf der Nordseite des Empfangsgebäudes. Der Bahnhof Großbothen ist seit der Unterbrechung 1945 der Endpunkt des längeren Südteils der Strecke.
Anschließend führte die Strecke vorbei am Haltepunkt Nimbschen unweit des Klosters Nimbschen. Die nun folgende „Rabensteinbrücke“ über die Mulde war der Grund der Streckenteilung im Jahr 1945. Nach ihrer Zerstörung am Ende des Zweiten Weltkrieges wurde sie zwar wieder aufgebaut, das zwischenzeitlich als Reparationsleistung entfernte Oberbaumaterial konnte jedoch nicht ersetzt werden. Der Bahnhof Grimma unt Bf am rechten Muldenufer war somit nach 1945 der vorläufige Endpunkt des nördlichen Streckenteils, der schrittweise eingestellt und danach in den Muldetalradweg umgewandelt wurde. Die Bahnlinie folgte nun dem bogenförmigen Verlauf der Mulde. Hinter der Station Golzern wurde die Bundesautobahn 14 unterquert. Der Spurwechselbahnhof Neichen war Endpunkt der Schmalspurbahn Mügeln–Neichen. Hinter der Station verließ die Strecke das direkte Ufer der Mulde und lief relativ geradlinig nach Norden auf den Bahnhof Wurzen zu, der nach einem Linksbogen erreicht wurde. Am Stellwerk 2 mündete die Muldentalbahn in die Bahnstrecke Leipzig–Dresden ein.

### Betriebsstellen
Glauchau (Sachs) ⊙

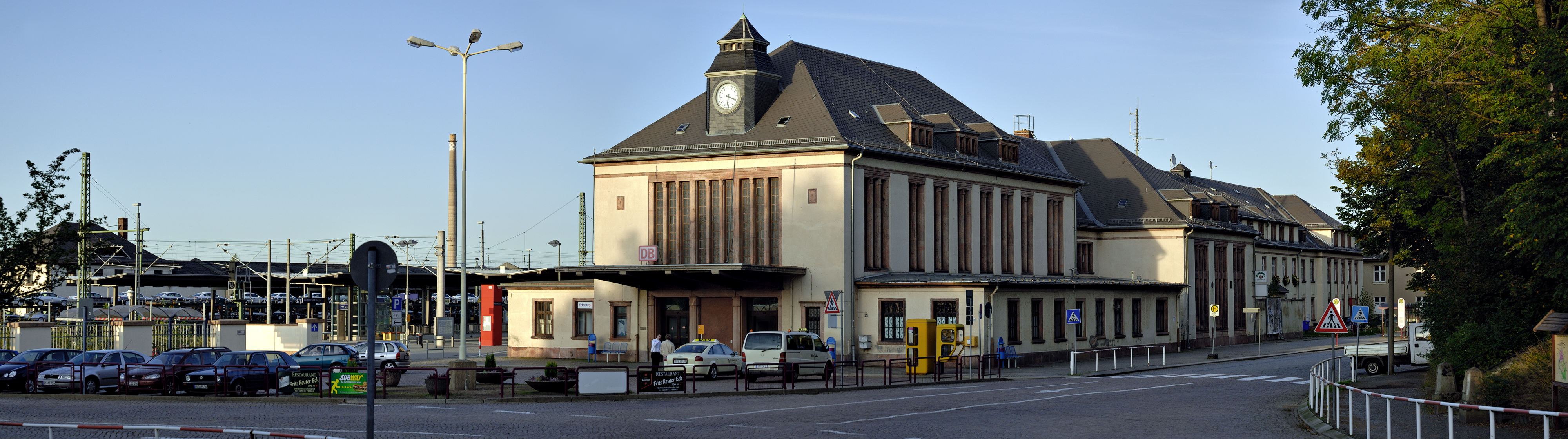
Empfangsgebäude und Bahnhofsvorplatz des Bahnhofs Glauchau

Bis 1875 blieb der Bahnhof Glauchau ein Durchgangsbahnhof am 1858 eröffneten Streckenabschnitt Chemnitz–Zwickau der Bahnstrecke Dresden–Werdau, allerdings wurden auch die Züge der ebenfalls 1858 eröffneten Bahnstrecke Glauchau-Schönbörnchen–Gößnitz immer mindestens bis Glauchau geführt. Mit der Eröffnung der Bahnstrecke Glauchau–Wurzen erhielt Glauchau auch eine Lokstation, die der Vorläufer des bis Ende 1993 selbstständigen Bahnbetriebswerks Glauchau war. Da die Gleisanlagen nicht mehr ausreichten, wurde die Station Anfang des 20. Jahrhunderts umfassend erweitert.
Auch wenn bis 2013 einige Gleise zurückgebaut wurden, hat Glauchau im Güterverkehr noch als Containerumschlagplatz Bedeutung. Im Personenfernverkehr wurde das Angebot stark reduziert, es verkehren nur noch RE nach Dresden, Hof und Erfurt.
Remse ⊙
Der Bahnhof Remse wurde am 10. Mai 1875 am rechten Ufer der Zwickauer Mulde eröffnet. 1973 erfolgte die Herabstufung zum Haltepunkt. Mit der Stilllegung des Abschnitts Glauchau–Wechselburg am 13. August 2002 ging der Haltepunkt Remse außer Betrieb. Neben dem älteren aus Stein gebauten Empfangsgebäude besaß Remse auch noch ein neueres hölzernes Wartehaus.
- Bahnhof Remse, Empfangsgebäude (2016)
- Bahnhof Remse, Bahnsteig (2016)
- Bahnhof Remse, Wartehalle (2016)

Waldenburg (Sachs) ⊙

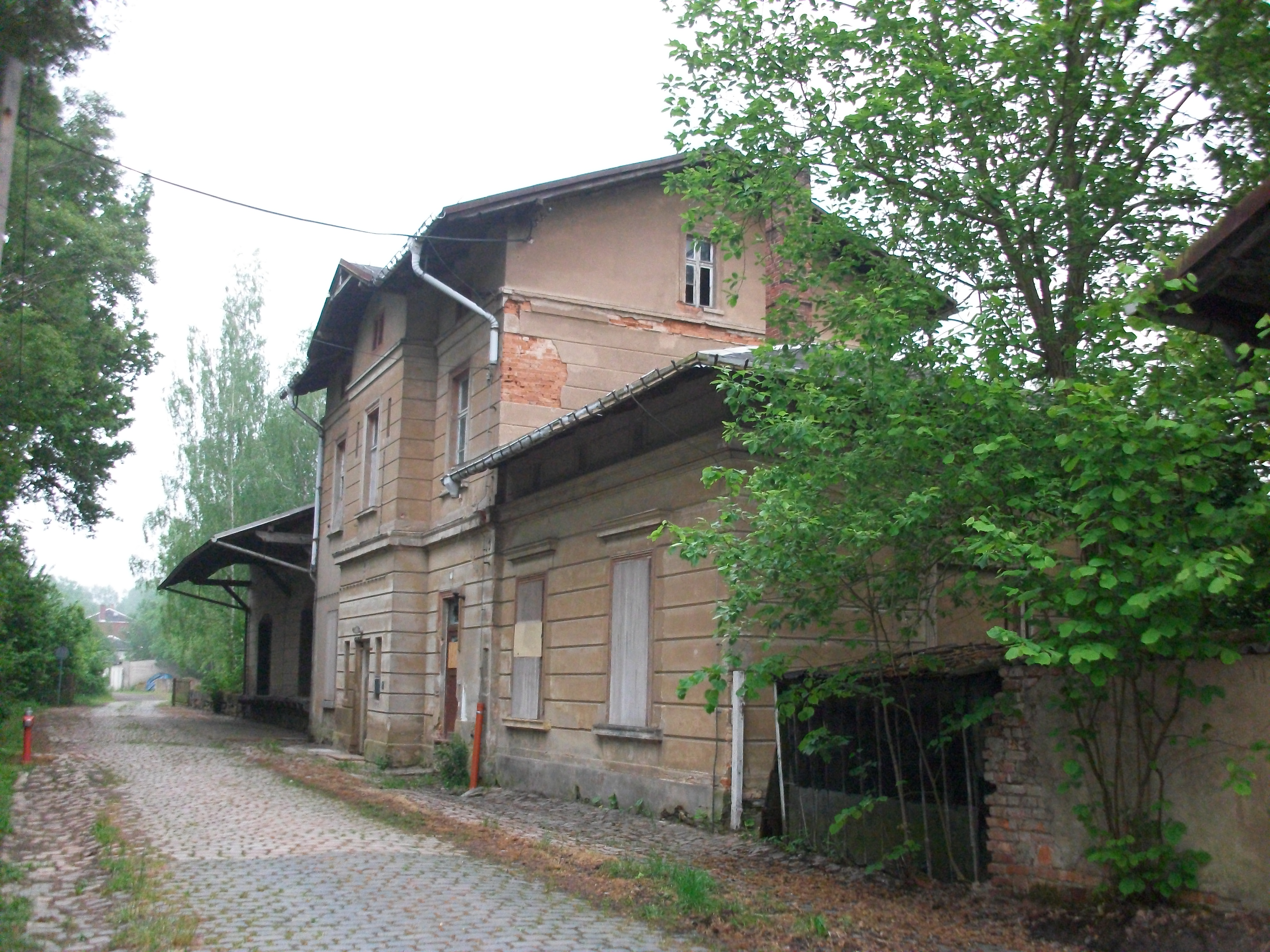
Bahnhof Remse, Empfangsgebäude (2016)
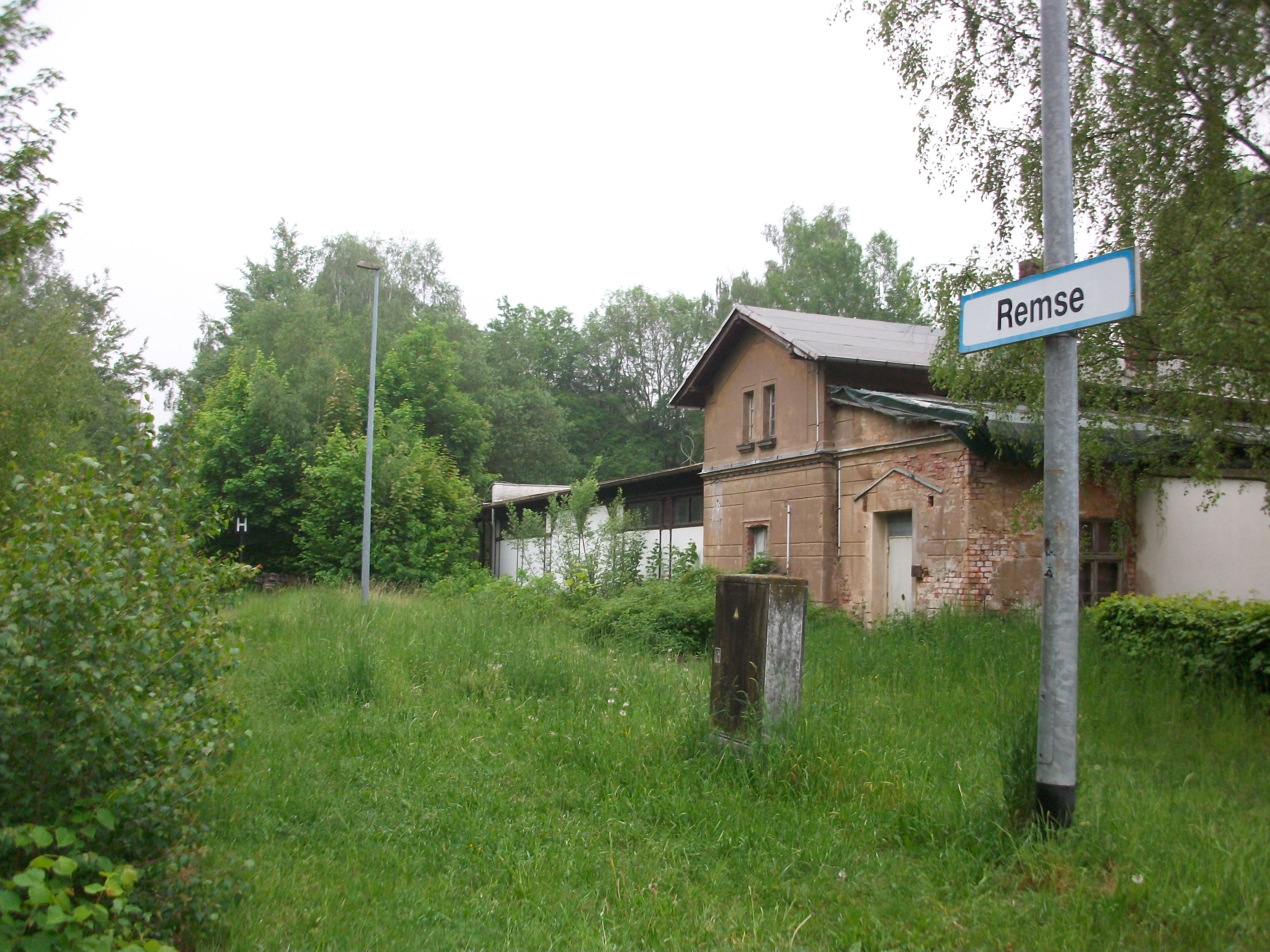
Bahnhof Remse, Bahnsteig (2016)
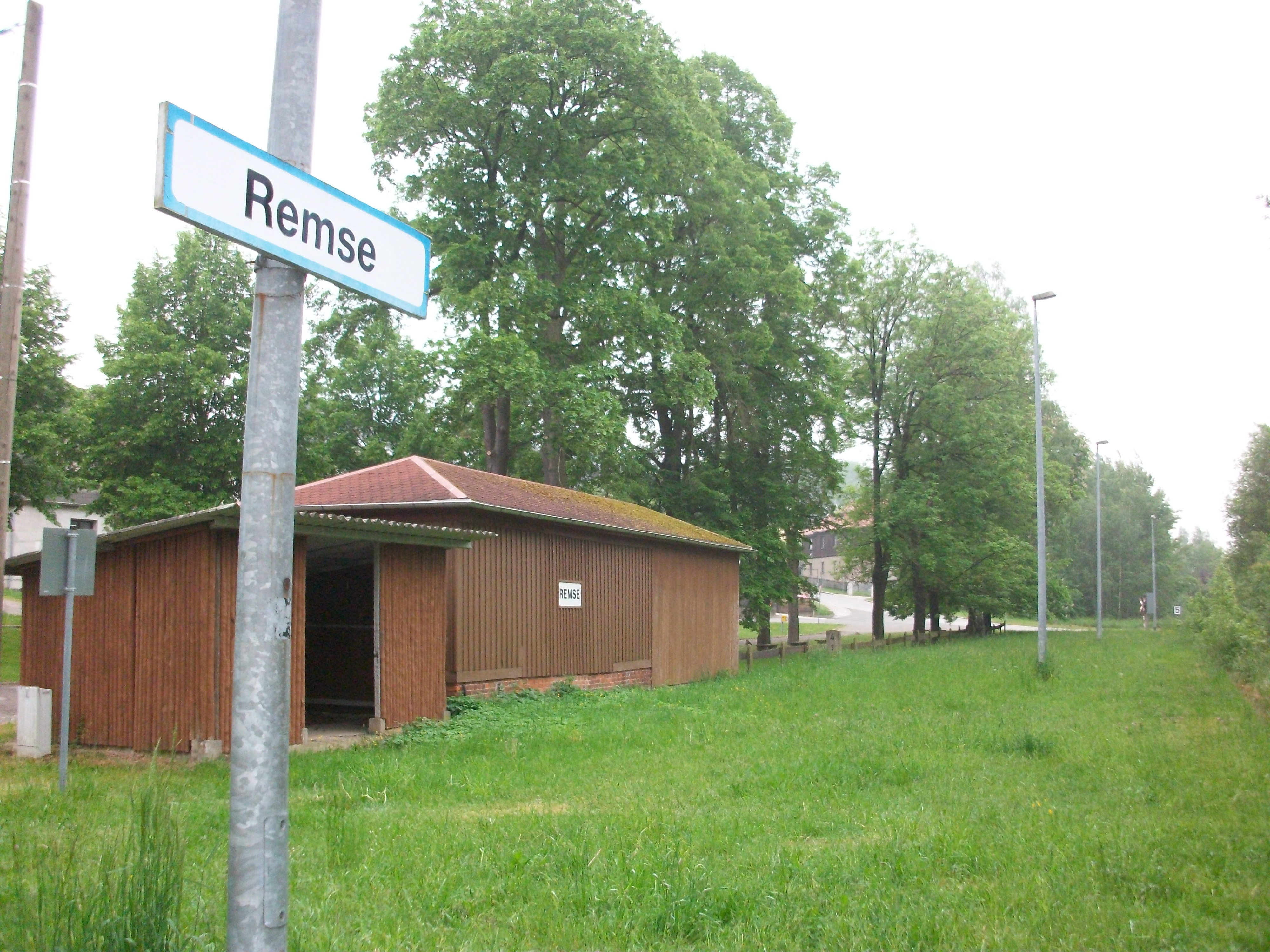
Bahnhof Remse, Wartehalle (2016)

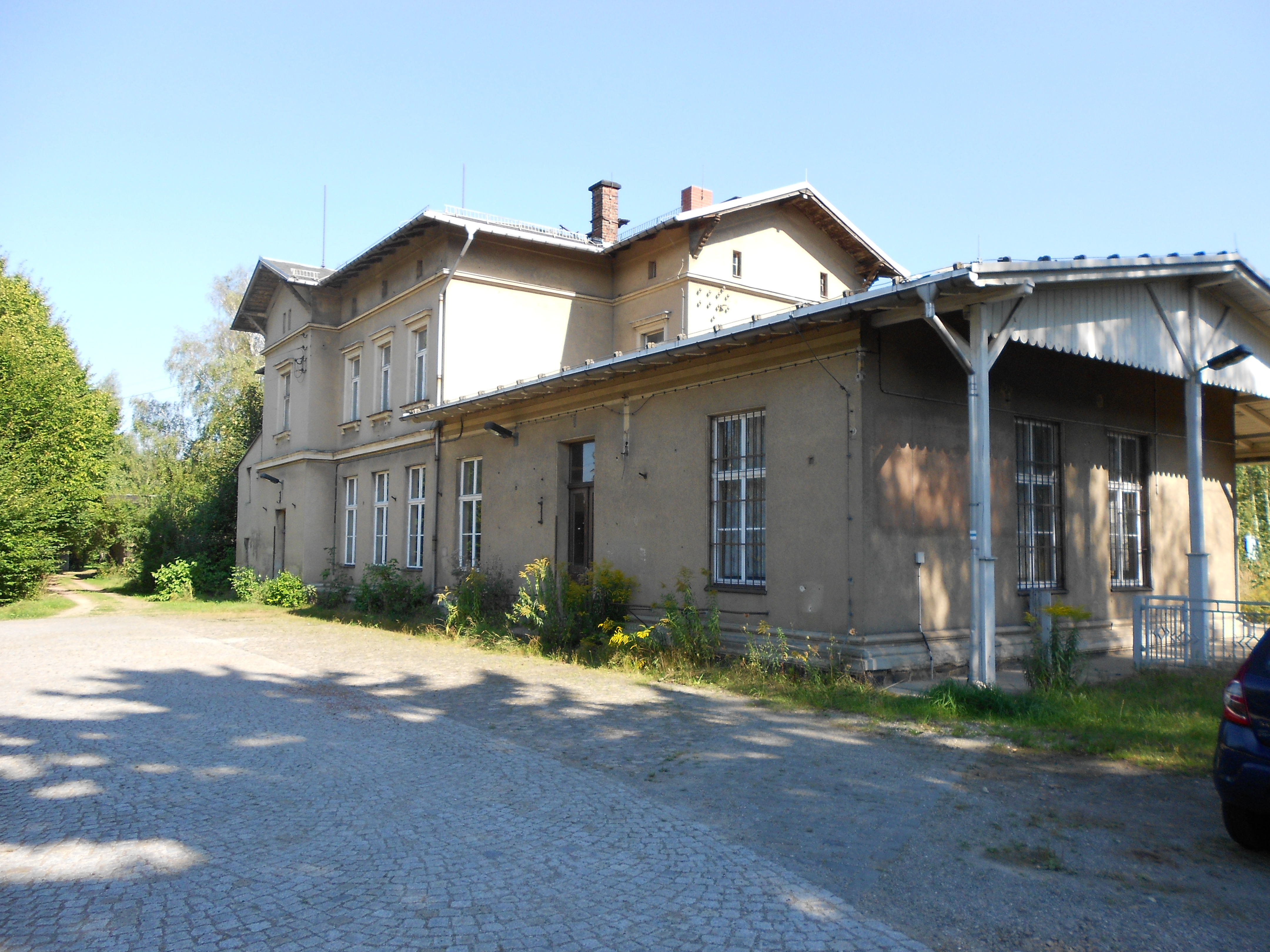
Waldenburg (Sachs) Empfangsgebäude (2013)

Der Bahnhof trug während seiner Betriebszeit schon vier unterschiedliche Namen, im Einzelnen waren dies:
- bis 30. April 1906: Bahnhof Waldenburg
- bis 30. Juni 1911: Bahnhof Waldenburg i Sachsen
- bis 21. Dezember 1933: Bahnhof Waldenburg (Sa)
- seit 22. Dezember 1933: Bahnhof Waldenburg (Sachs)

Obwohl sich die Einwohner der Kleinstadt Waldenburg eine stadtnahe Station wünschten, lag der Bahnhof Waldenburg aus Kostengründen etwa 1,5 km von der Stadt entfernt am anderen Muldenufer. Erst später wuchs die Stadt langsam an den Bahnhof heran. Ausgestattet war die Station mit elf Weichen und sieben Gleisen, zwei davon mit Bahnsteig. Die den Bahnhof kreuzende Bundesstraße 180 war durch einen beschrankten Bahnübergang gesichert. Im Güterverkehr dominierten Brennstoffe, Baustoffe, landwirtschaftliche Güter und Töpfereiwaren, während der Personenverkehr vor allem aus Ausflüglern zu den Sehenswürdigkeiten wie dem Grünfelder Park und dem Schloss Waldenburg bestand. Die ehemaligen Güterverkehrsanlagen werden heute durch einen Landhandel weitergenutzt, das Empfangsgebäude steht dagegen leer.
Wolkenburg ⊙

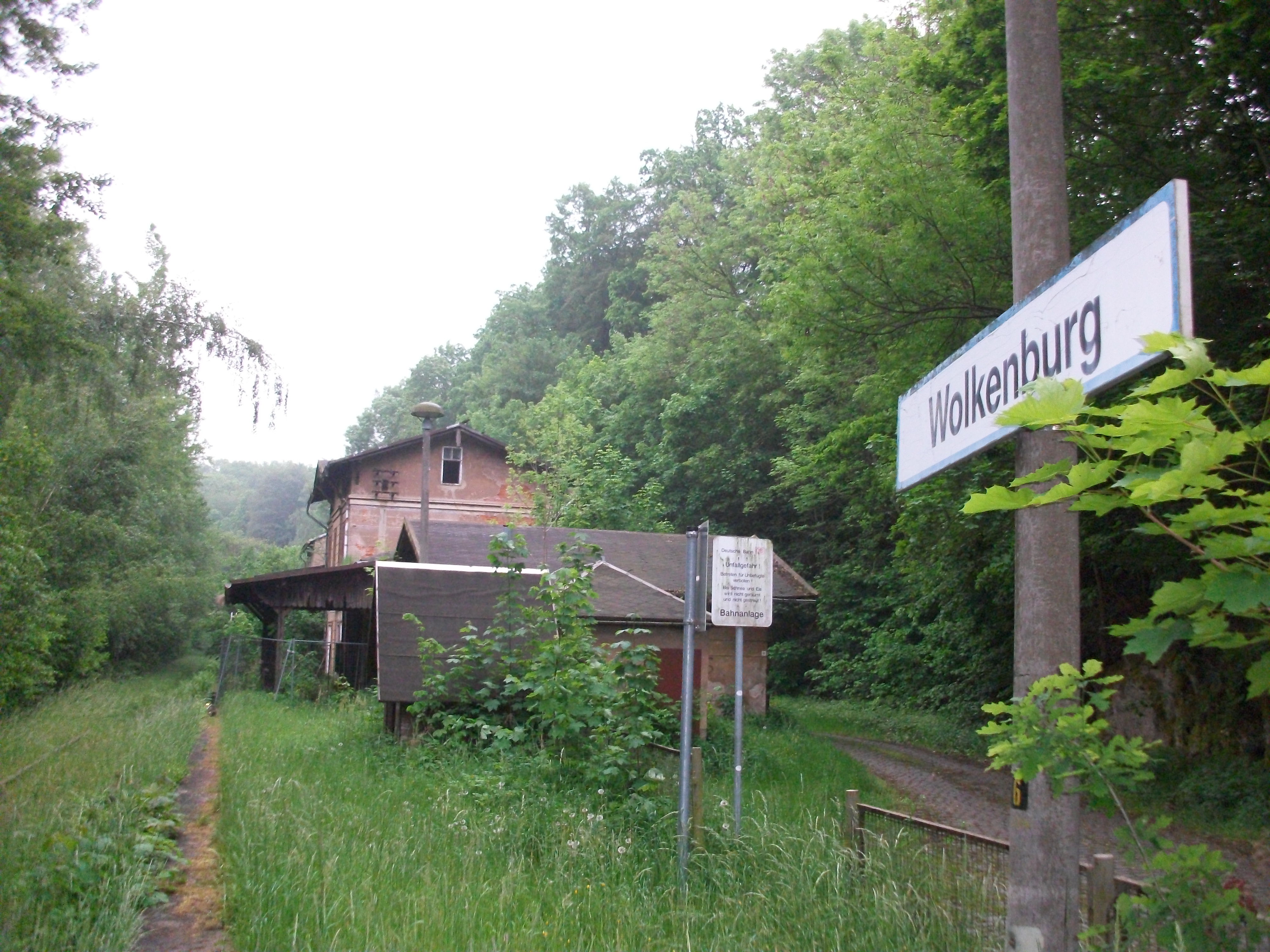
Bahnhof Wolkenburg (2016)

Der Bahnhof Wolkenburg wurde am 10. Mai 1875 eröffnet. Im 19. Jahrhundert gab es Pläne, die 1872 eröffnete Bahnstrecke Wittgensdorf–Limbach über Oberfrohna nach Wolkenburg zu verlängern. 1913 erfolgte zwar die Eröffnung der Bahnstrecke Limbach–Oberfrohna, jedoch unterblieb der Weiterbau bis Wolkenburg. Dadurch kam es nie zu einer verbindenden Bahnlinie zwischen den Bahnstrecken Glauchau–Wurzen und Neukieritzsch–Chemnitz.
1986 erfolgte die Herabstufung des Bahnhofs Wolkenburg zum Haltepunkt. Mit der Stilllegung des Abschnitts Glauchau–Wechselburg am 13. August 2002 ging der Haltepunkt Wolkenburg außer Betrieb. Auf dem gegenüberliegenden Ufer der Zwickauer Mulde befindet sich Schloss Wolkenburg.
Thierbach-Zinnberg ⊙

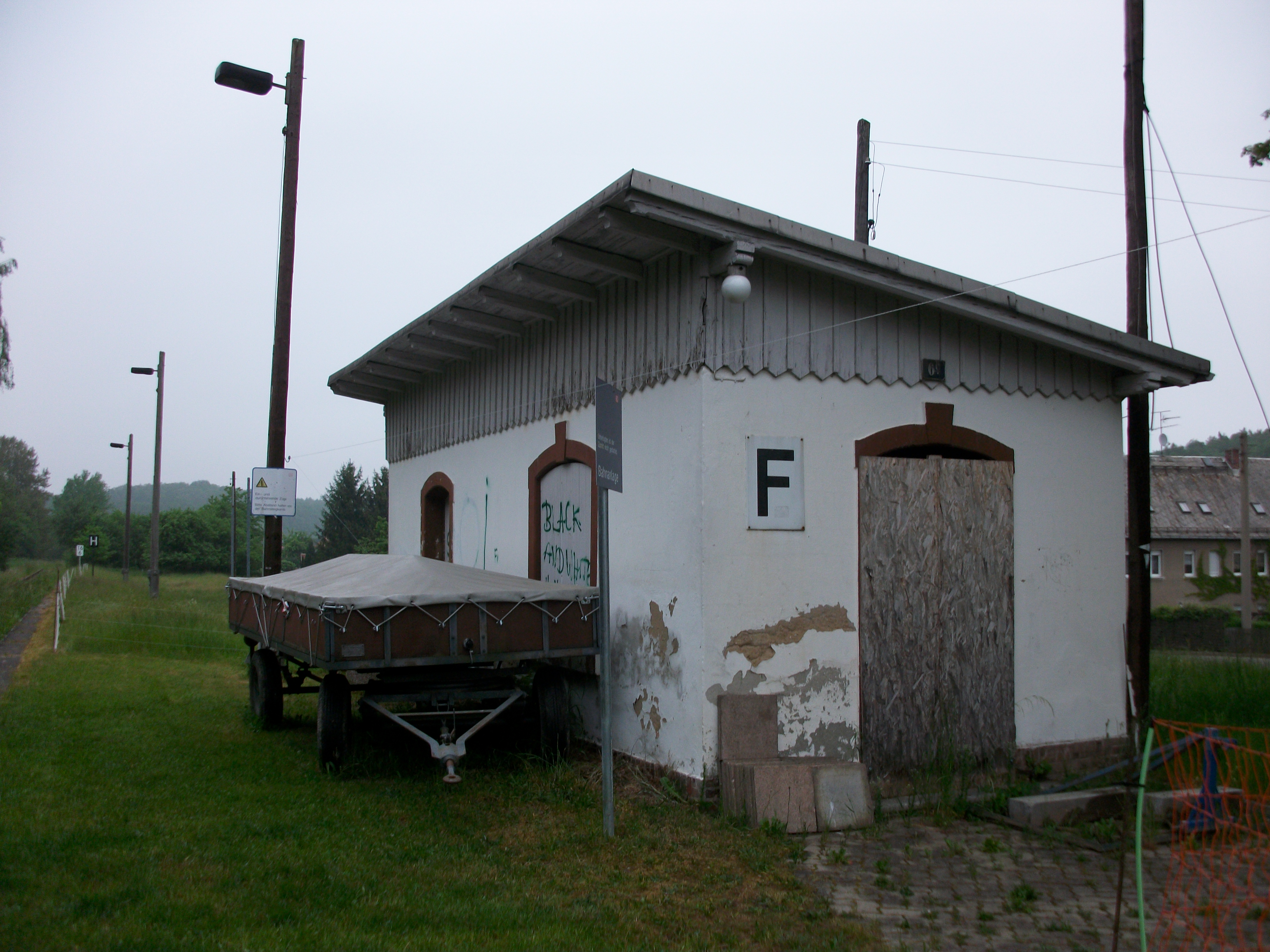
Haltepunkt Thierbach–Zinnberg, Wartehalle (2016)

Die Ladestelle Thierbach wurde 1881 eröffnet. Mit der Einrichtung des Haltepunkts Thierbach-Zinnberg an dem Standort wurde am 8. Mai 1909 der Güterverkehr eingestellt. Der Haltepunkt besaß ein hölzernes Wartehaus. Mit der Stilllegung des Abschnitts Glauchau–Wechselburg am 13. August 2002 ging der Haltepunkt Thierbach-Zinnberg im heute zu Penig gehörigen Ortsteil Thierbach außer Betrieb.
Penig ⊙

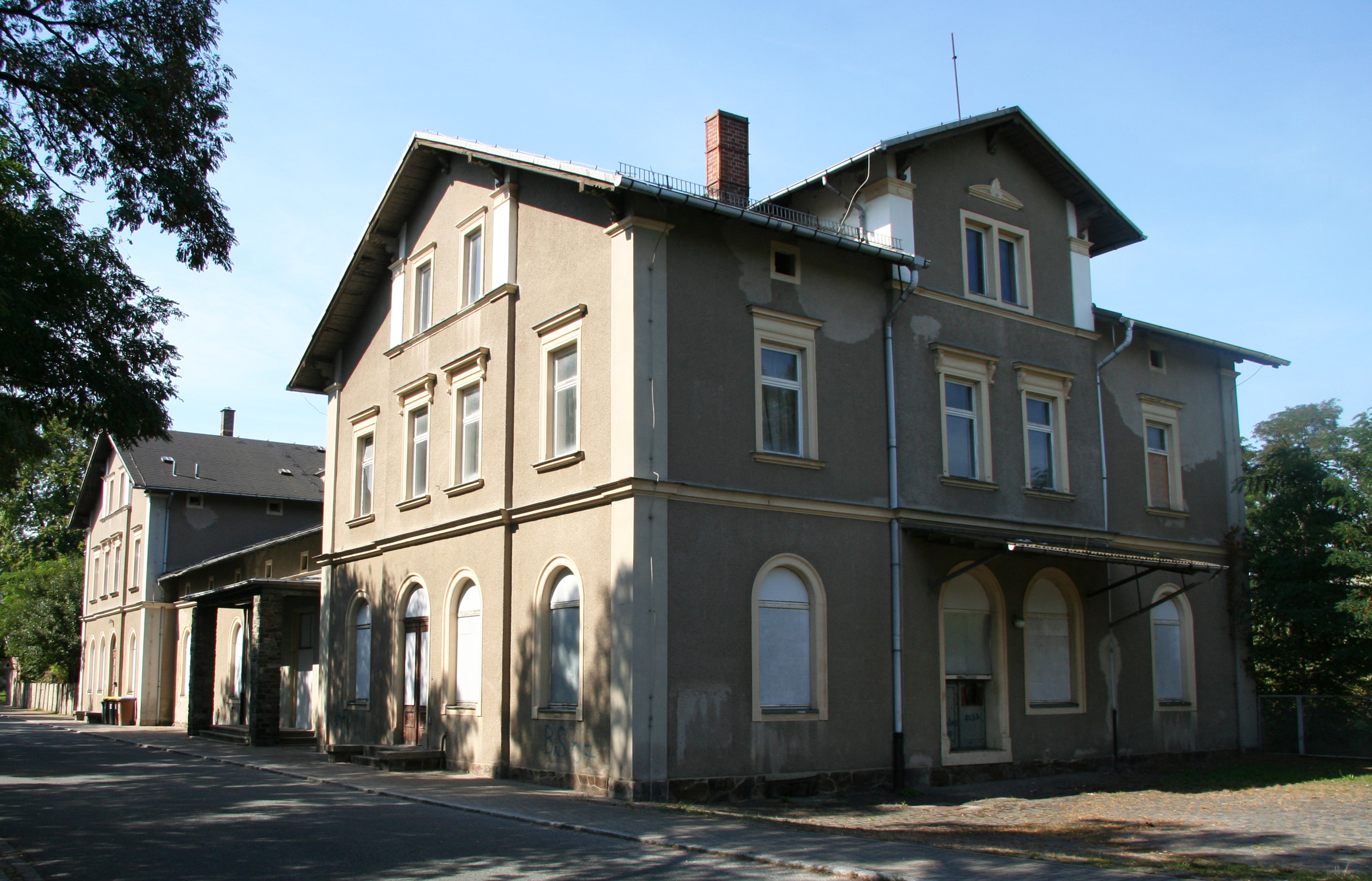
Bahnhof Penig, Empfangsgebäude

Als Endbahnhof der 1872 eröffneten Bahnstrecke Rochlitz–Narsdorf–Penig erhielt Penig umfangreiche Gleisanlagen, die nach der Einbindung der Strecke Glauchau–Wurzen im Muldental (10. Mai 1875: Eröffnung des Abschnitts Glauchau–Penig, 29. Mai 1876: Eröffnung des Abschnitts Penig–Rochlitz) nochmals erweitert wurden. Zahlreiche Industriebetriebe in der Kleinstadt sorgten für ein reges Verkehrsaufkommen. Nach der Wende 1989/90 kam der starke Berufsverkehr zum Erliegen, auch wurden die zahlreichen Anschlüsse kaum noch bedient. Der Personenverkehr nach Narsdorf auf der Bahnstrecke Rochlitz–Penig wurde 1990 eingestellt. Mit der Stilllegung des Abschnitts Glauchau–Wechselburg der Muldentalbahn am 13. August 2002 ging der Bahnhof Penig vollständig außer Betrieb.
Amerika (Sachs) ⊙

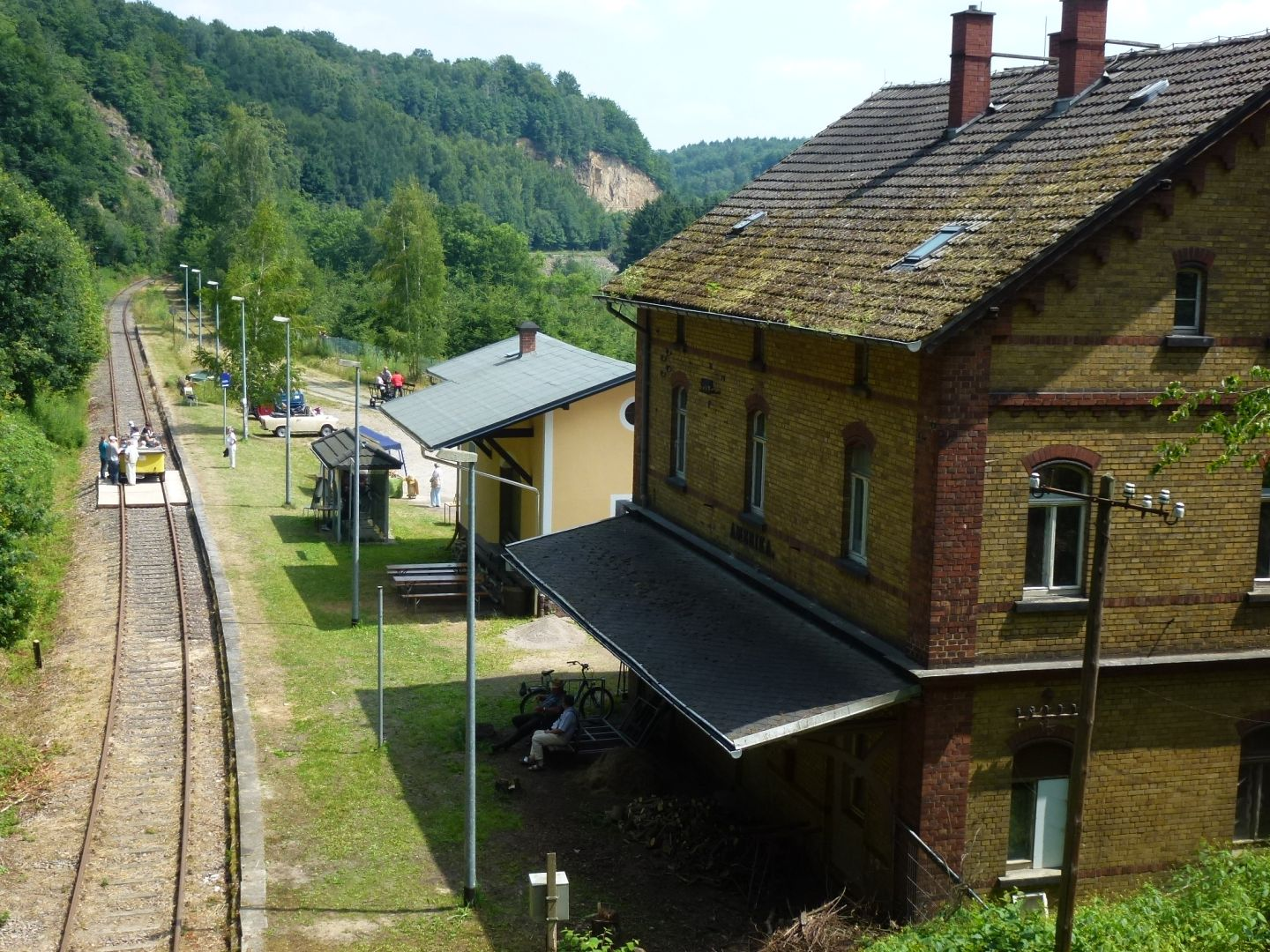
Gleiskraftrad III in Amerika

Die Haltestelle Amerika wurde am 29. Mai 1876 eröffnet. Der Halt war auch für die in Amerika ansässigen Betriebe von Bedeutung. 1905 wurde die Station zum Bahnhof hochgestuft, jedoch seit 1924 wieder als Haltepunkt geführt. Sie hatte folgende Namen:
- bis 1911: Amerika
- bis 1933: Amerika (Sa)
- seit 1933: Amerika (Sachs)

Mit der Stilllegung des Abschnitts Glauchau–Wechselburg am 13. August 2002 ging der Haltepunkt Amerika außer Betrieb.
Rochsburg ⊙

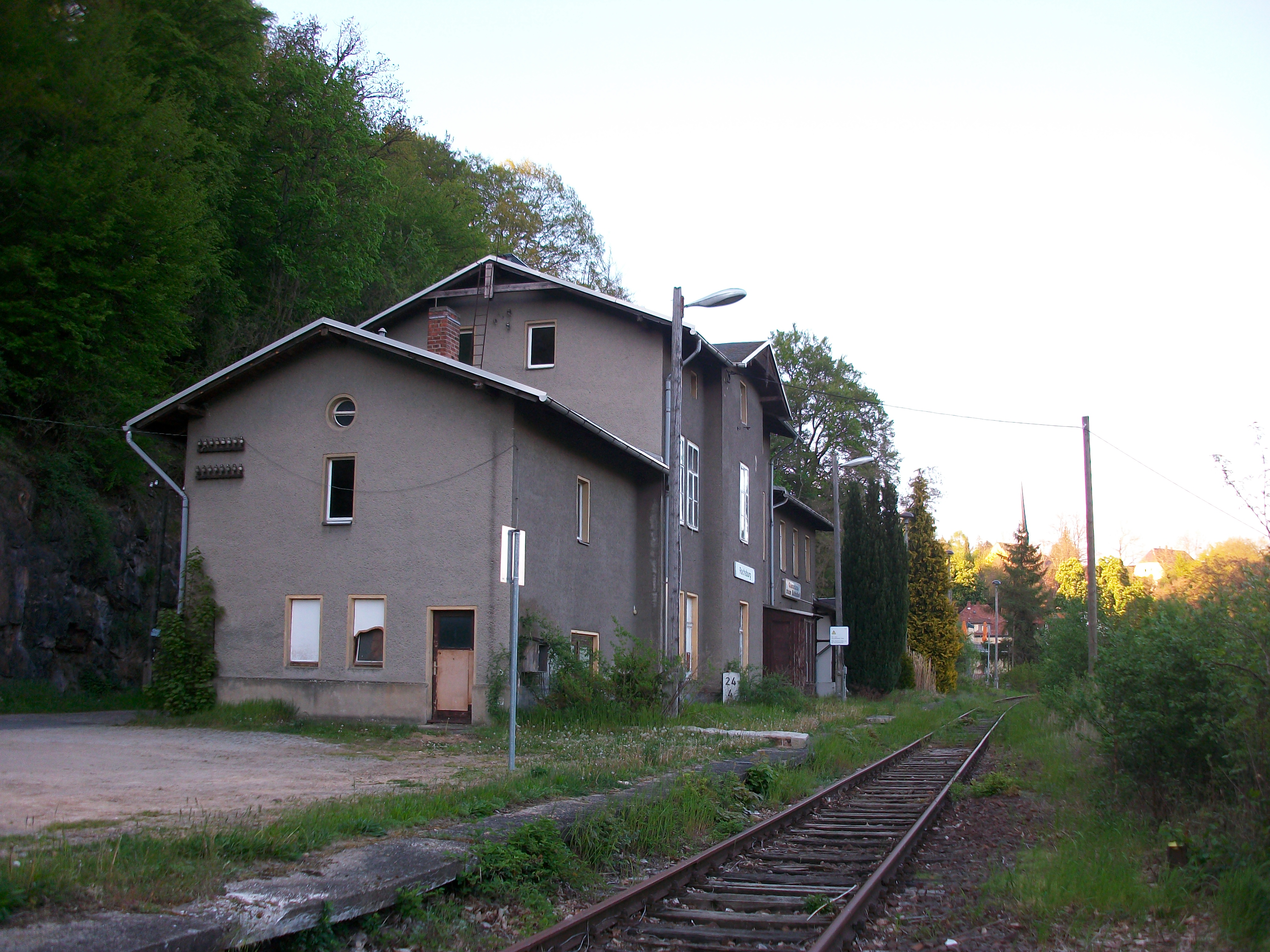
Bahnhof Rochsburg, Empfangsgebäude (2016)

Der am 29. Mai 1876 eröffnete Bahnhof Rochsburg lag an einer Felswand, der Bahnhofsbau war nur durch den Bau einen langen Stützmauer überhaupt möglich. Die Station umfasste daher nur drei Gleise, eins diente dem Güterverkehr, während die zwei anderen Bahnsteiggleise waren. Neben dem Güterschuppen wurde auch ein vergleichsweise großes Empfangsgebäude errichtet. Am 7. November 1968 wurde der Güterverkehr eingestellt und der Bahnhof zum Haltepunkt heruntergestuft. Mit der Stilllegung des Abschnitts Glauchau–Wechselburg am 13. August 2002 ging der Haltepunkt Rochsburg außer Betrieb. In Sichtweite befindet sich das Schloss Rochsburg.
Lunzenau ⊙

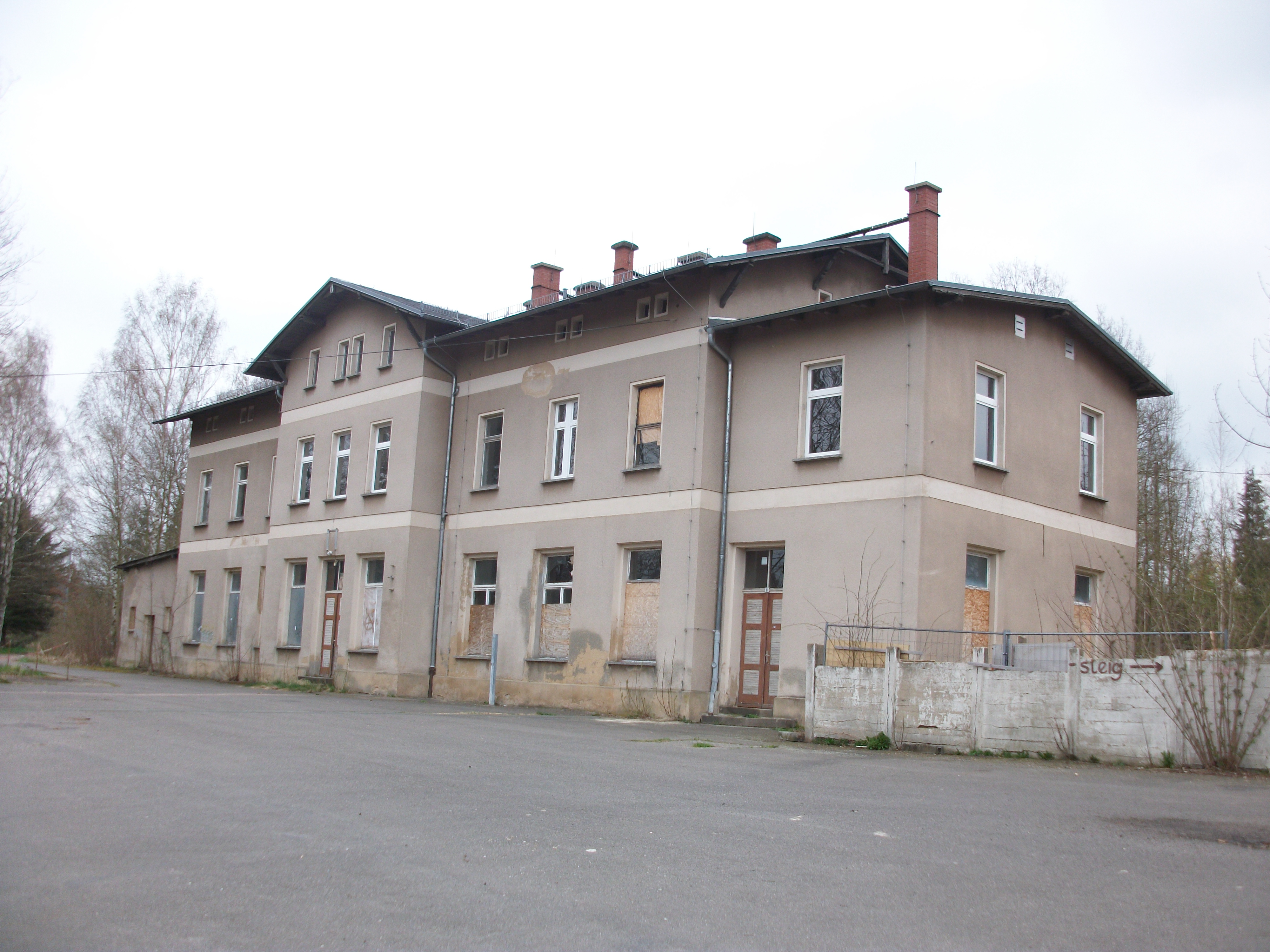
Bahnhof Lunzenau, Empfangsgebäude (2016)

Der Bahnhof Lunzenau wurde am 29. Mai 1876 als Haltestelle eröffnet und 1905 zum Bahnhof hochgestuft. Mit der Stilllegung des Abschnitts Glauchau–Wechselburg am 13. August 2002 wurde er geschlossen. Das Empfangsgebäude ist im Verfall begriffen. Das Namensschild der Station ist am Bahnsteig noch vorhanden.
Wechselburg ⊙
Zunächst bestand der am 29. Mai 1876 eröffnete Bahnhof Wechselburg nur aus drei Gleisen, erst mit der Einbindung der 1902 eröffneten Bahnstrecke Wechselburg–Küchwald (Chemnitztalbahn) wurde der Bahnhof erheblich ausgebaut. Vorher musste der Hang östlich des Bahnhofs für die Gleiserweiterungen abgetragen werden. Nach dem Umbau besaß die Station zwar sieben Gleise, allerdings begannen und endeten nur wenige Züge in Wechselburg. Die meisten Züge Richtung Chemnitz wurden bis Rochlitz durchgebunden. Mit der Bahnhofserweiterung entstand auch ein Anschlussgleis zu einer Sandgrube, das bis in die 1970er Jahre bedient wurde. Am 24. Mai 1998 endete der Personenverkehr auf der Chemnitztalbahn von Wechselburg nach Chemnitz. Nach der Einstellung des Schienenverkehrs auf dem Abschnitt Wechselburg–Rochlitz am 9. Juni 2001 war Wechselburg Endbahnhof aus Richtung Glauchau. Mit der Stilllegung des Abschnitts Glauchau–Wechselburg am 13. August 2002 wurde der Bahnhof Wechselburg ganz geschlossen. Das Empfangsgebäude und die Gleisanlagen verfallen seitdem.
- Bahnhof Wechselburg (2016)
- Bahnsteige im Bahnhof Wechselburg (2016)

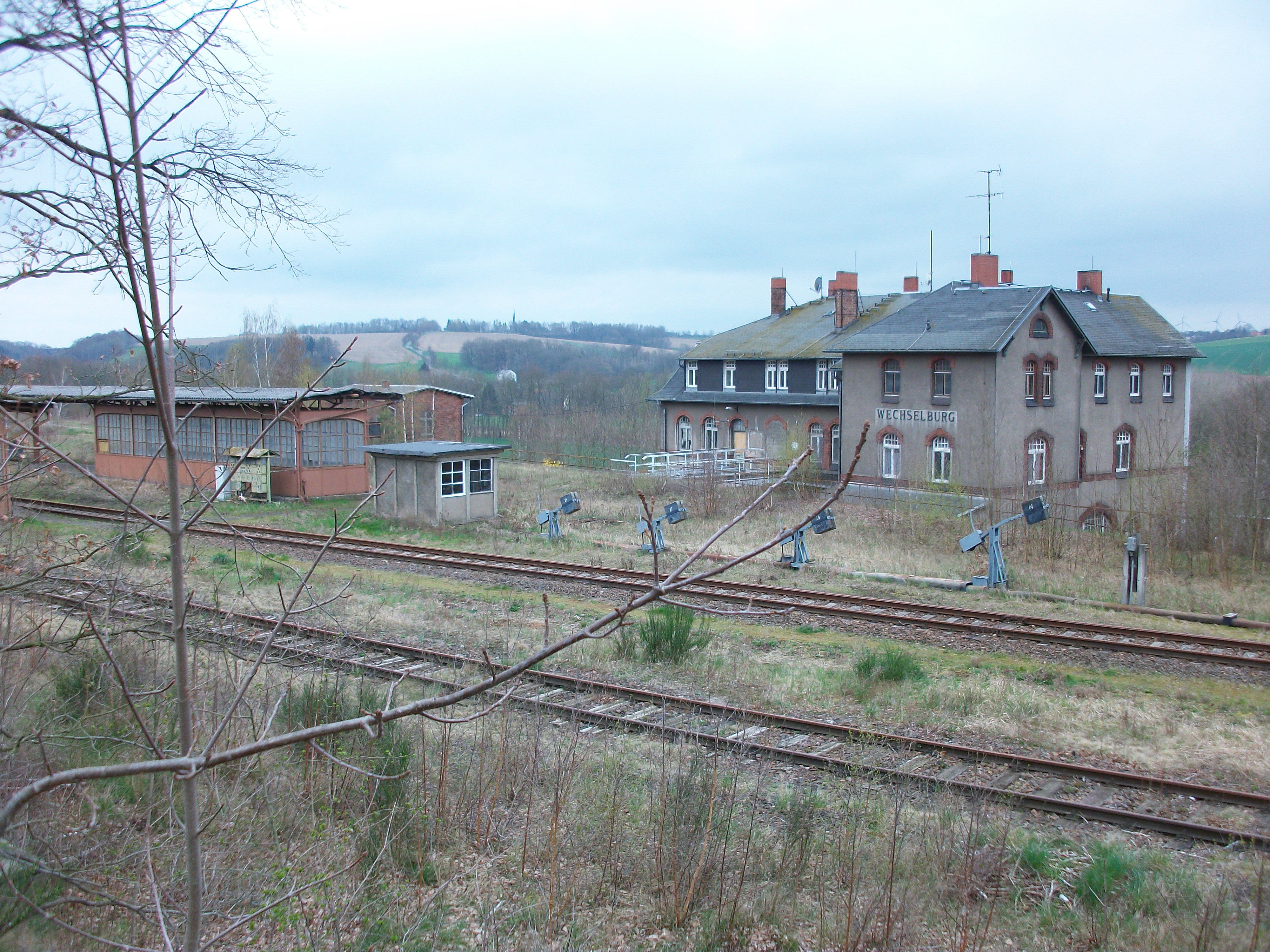
Bahnhof Wechselburg (2016)
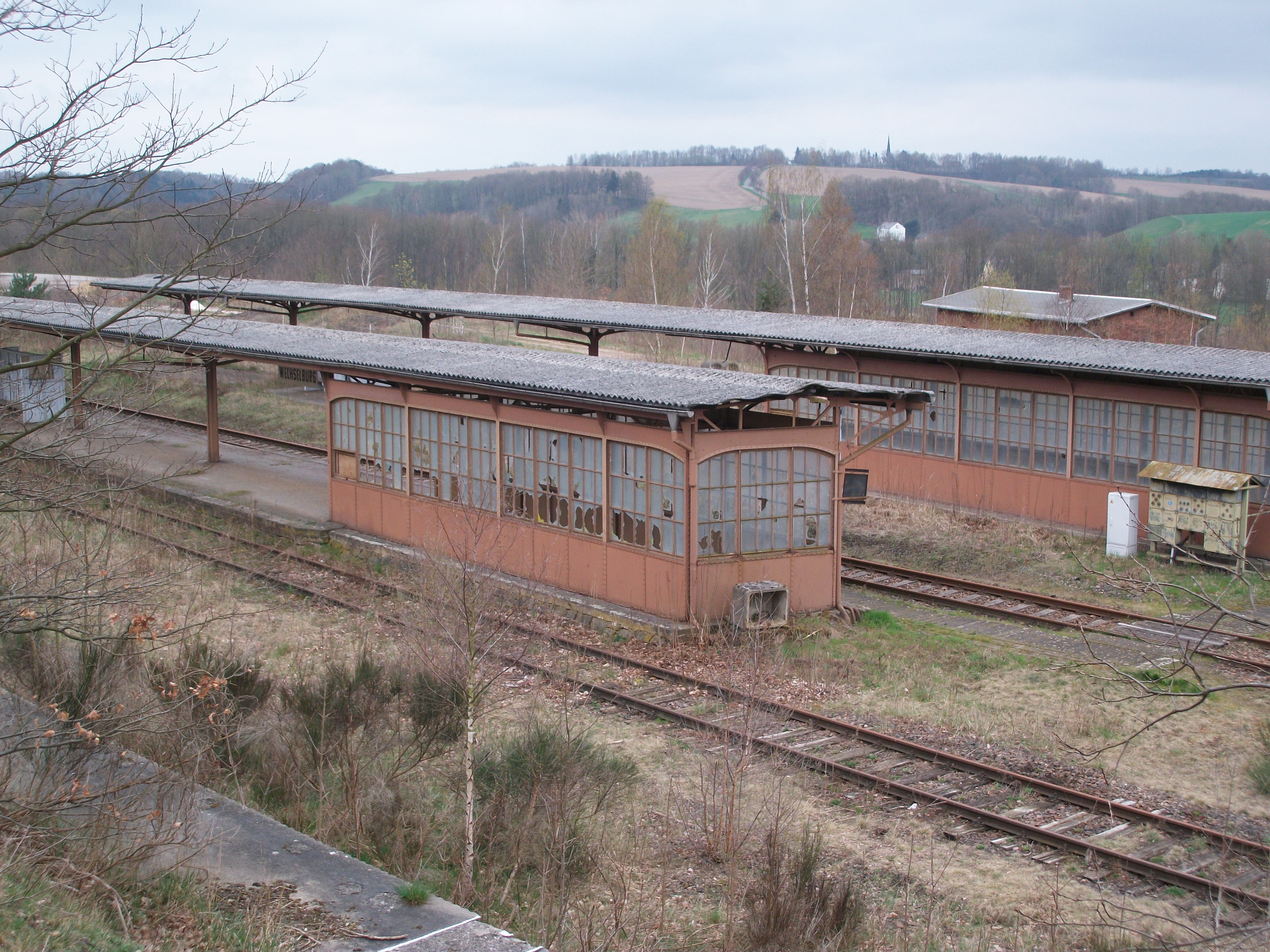
Bahnsteige im Bahnhof Wechselburg (2016)
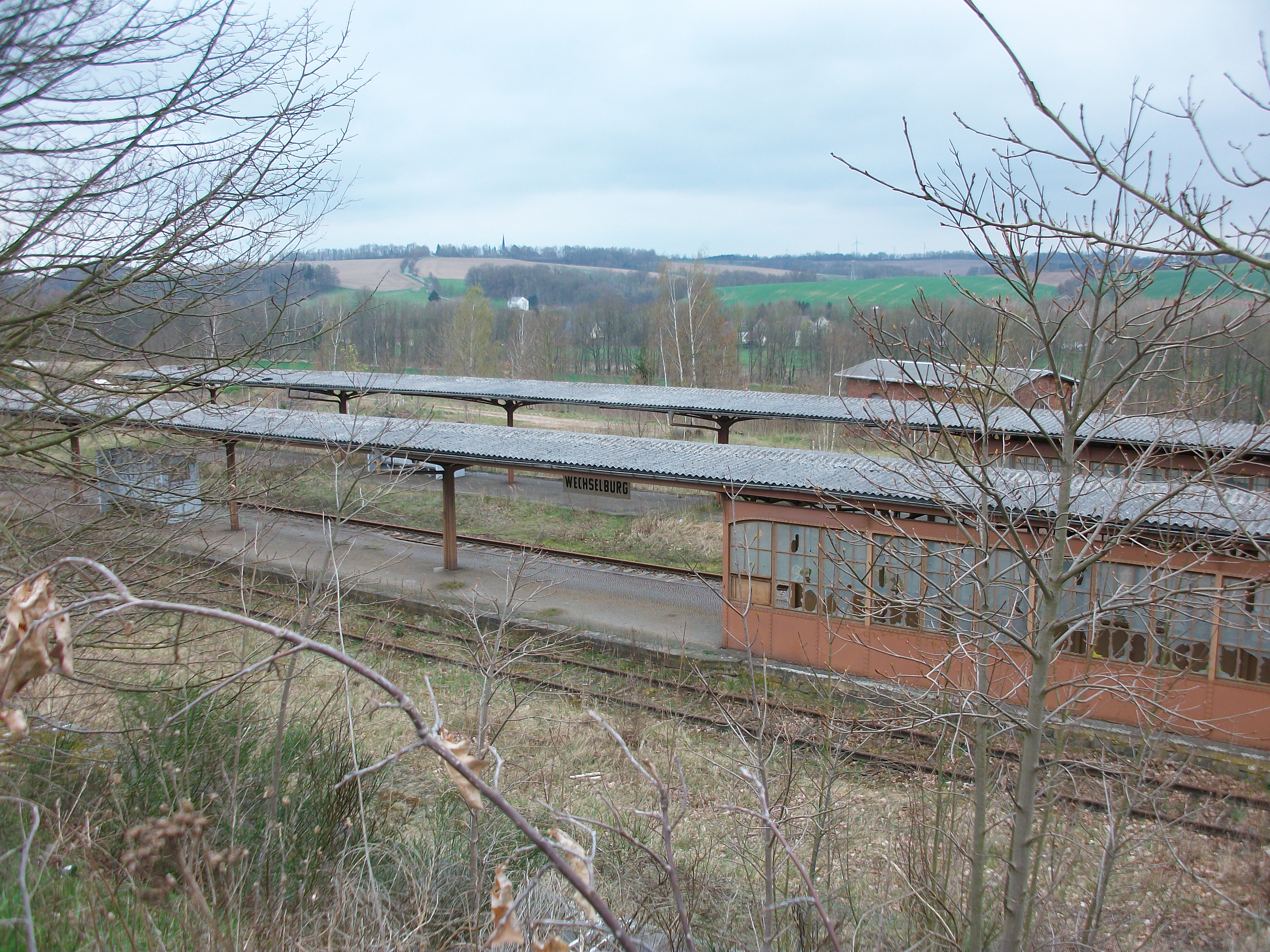
Bahnsteige im Bahnhof Wechselburg (2016)

Steudten ⊙

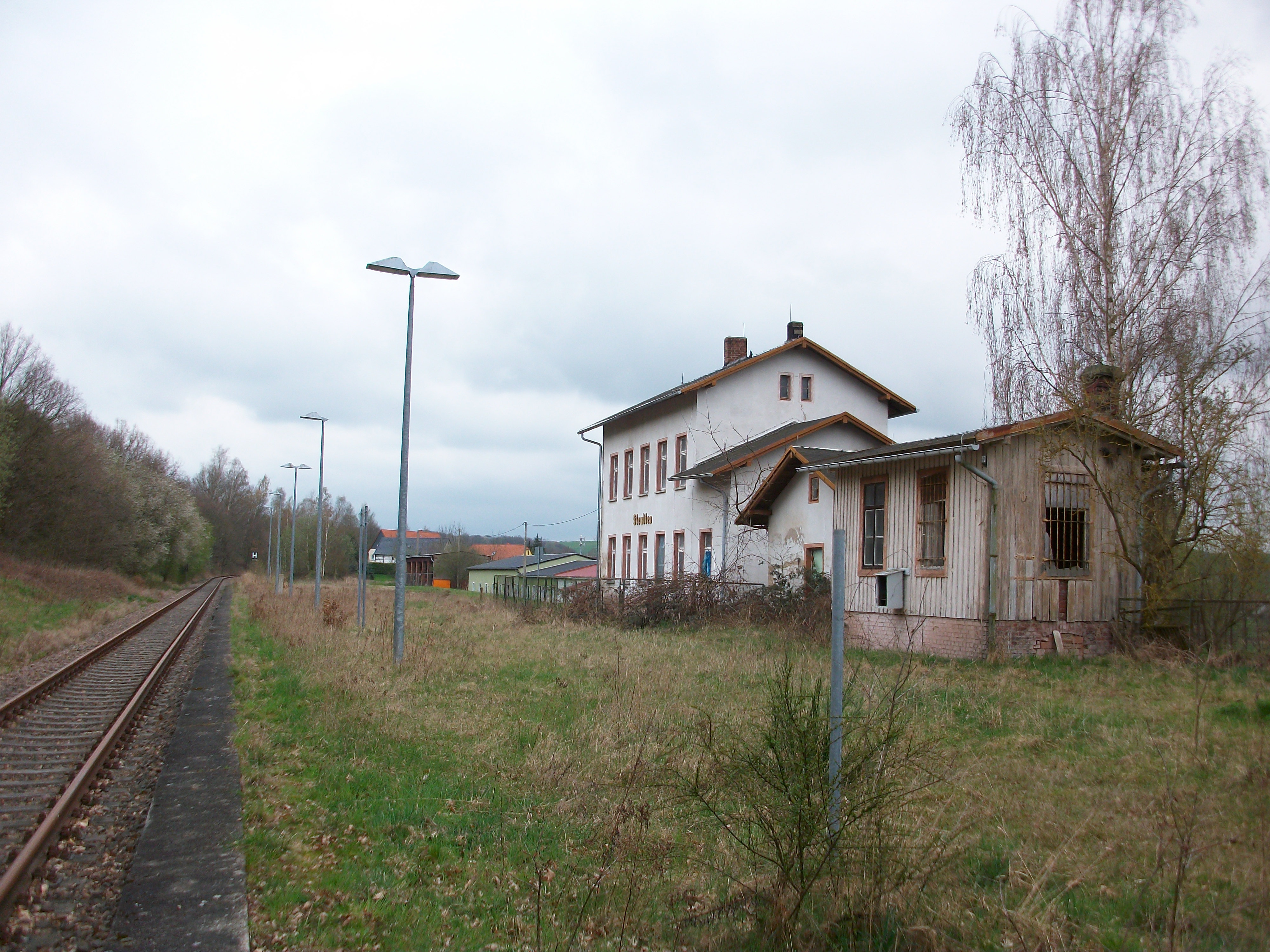
Bahnhof Steudten (2016)

Der Bahnhof Steudten wurde am 29. Mai 1876 eröffnet. Er liegt direkt am Westufer der Zwickauer Mulde. Aufgegeben und zum Haltepunkt zurückgestuft wurde der Bahnhof, der neben dem Empfangsgebäude weitere Nebengebäude besaß, nach Einstellung der Sandverladung 1979. Am 9. Juni 2001 endete mit der Stilllegung des Streckenabschnitts Wechselburg–Rochlitz auch der Reiseverkehr.
Biesern ⊙

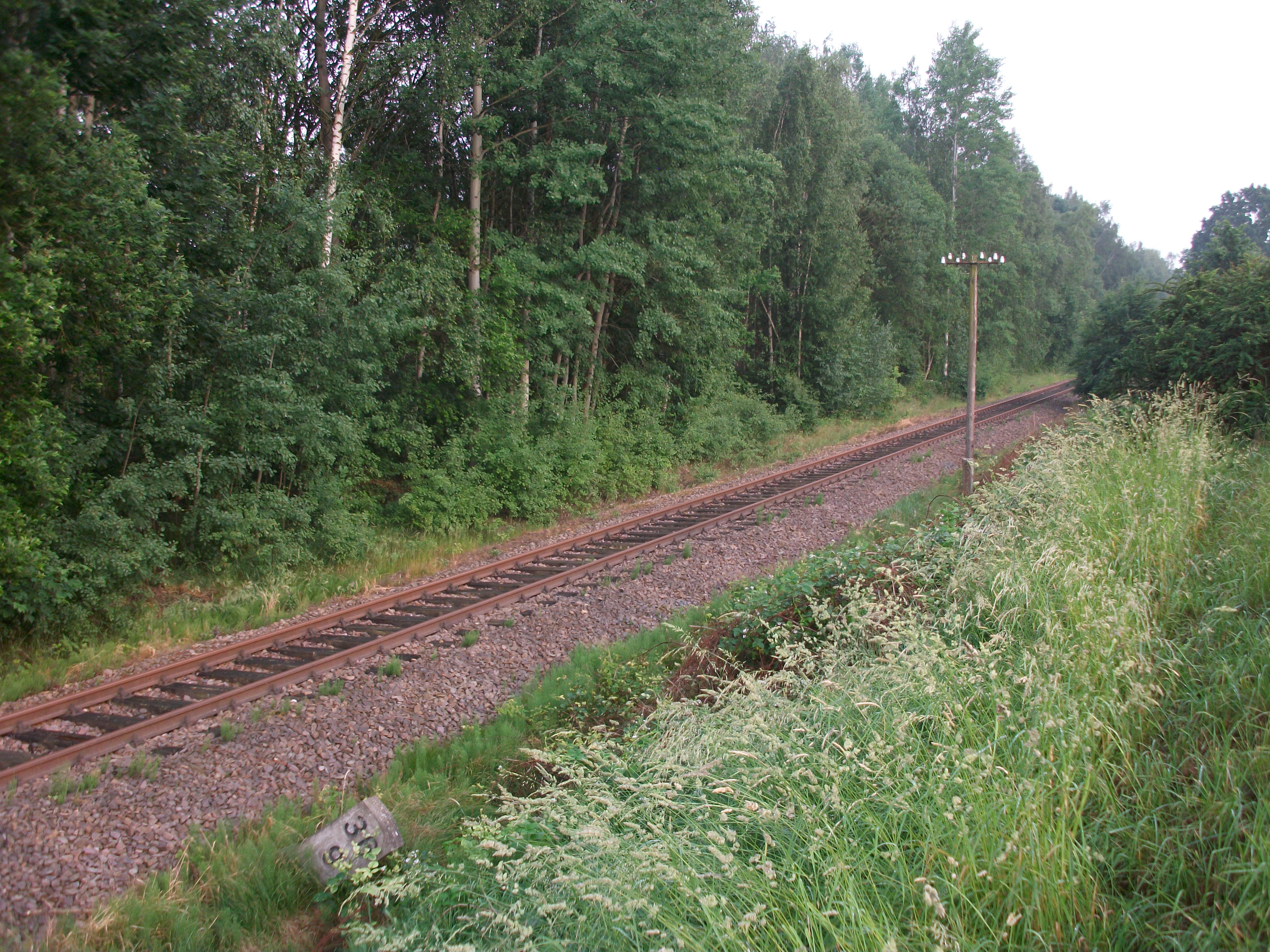
Ehemaliger Standort von Biesern Ladestelle (2018)

Das Eröffnungsdatum der Ladestelle Biesern im gleichnamigen Ortsteil der Gemeinde Seelitz ist unbekannt. Sie diente ausschließlich dem Güterverkehr und war bis 1977 in Betrieb. Die Ladestelle befand sich bei Kilometer 36,844 zwischen den Bahnübergängen „Bieserner Straße“ und „An der Lache“.
Rochlitz (Sachs) ⊙

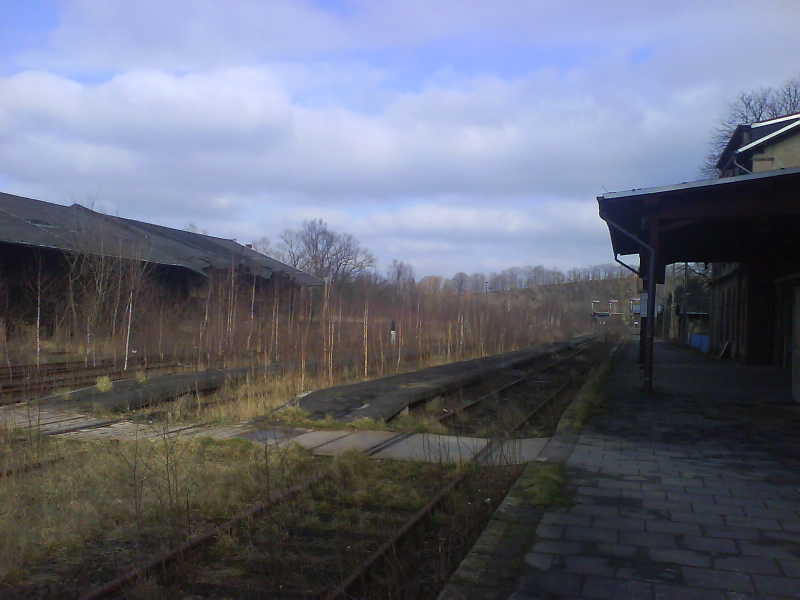
Bahnhof Rochlitz (2007)

Eröffnet wurde der Bahnhof am 8. April 1872 zusammen mit der Bahnstrecke Rochlitz–Narsdorf–Penig. Mit der Eröffnung der Muldentalbahn in den Abschnitten Rochlitz–Großbothen am 9. Dezember 1875 und Penig–Rochlitz am 29. Mai 1876 wurde Rochlitz zum Eisenbahnknoten, so entstanden hier Lokbehandlungsanlagen aus denen sich später das Bahnbetriebswerk Rochlitz entwickelte. Neben den Zügen der 1893 eröffneten Bahnstrecke aus Waldheim endeten auch Züge der 1902 eröffneten Bahnstrecke Wechselburg–Küchwald („Chemnitztalbahn“) in Rochlitz.
In den folgenden Jahrzehnten wurden alle Bahnstrecken rege genutzt, neben dem Sandabbau im Muldental hatte auch die Papier- und Textilindustrie großen Anteil am Güterverkehr, im Personenverkehr war vor allem der Berufsverkehr von Bedeutung. Bis etwa 1900 wurde die Station mehrfach erweitert, danach blieb sie im Wesentlichen bis 1990 unverändert. Erst mit den wirtschaftlichen Auswirkungen der Wende 1989/90 brach das Transportaufkommen zusammen. Der Bahnknoten Rochlitz verlor mit folgenden Streckenstilllegungen zunehmend an Bedeutung:
- 24. Mai 1998: bis Rochlitz durchgebundene Chemnitztalbahn von Wechselburg nach Chemnitz
- 15. August 1998: Bahnstrecke Waldheim–Rochlitz
- 9. Dezember 1999: Abschnitt Rochlitz–Colditz der Muldentalbahn
- 28. Mai 2000: Abschnitt Rochlitz–Narsdorf der Bahnstrecke Rochlitz–Penig
- 9. Juni 2001: Abschnitt Wechselburg–Rochlitz der Muldentalbahn

Seit dem 9. Juni 2001 ist der einstige Bahnhof Rochlitz somit ohne Bahnbetrieb.
Penna Ladestelle ⊙

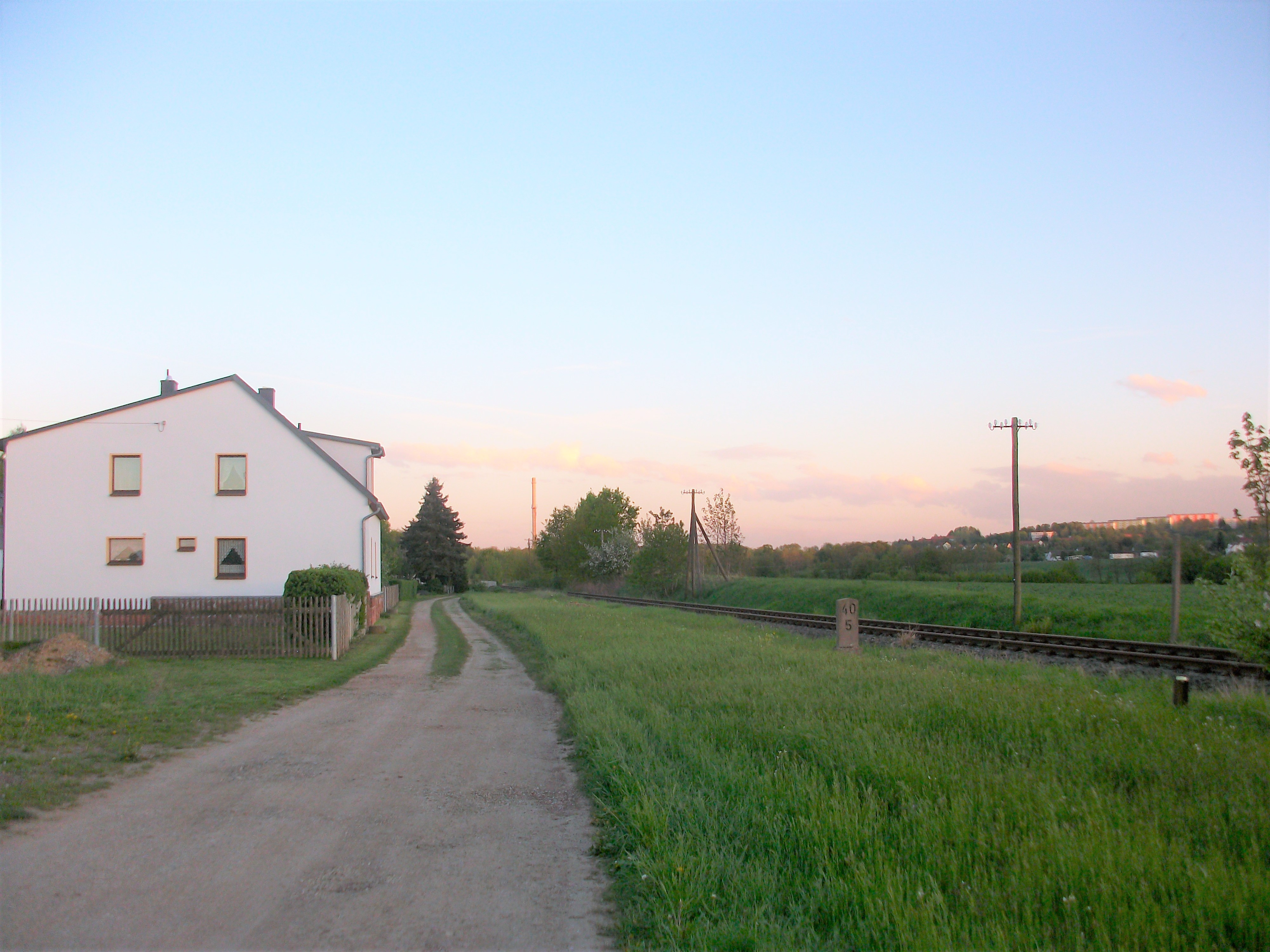
Ehemaliger Standort von Penna Ladestelle (2018)

Penna Ladestelle wurde am 9. Dezember 1875 eröffnet. Bereits am 31. Dezember 1909 wurde der für den Güterverkehr vorgesehene Halt wieder aufgelöst. Die zur Ladestelle gehörigen kleinen Gebäude in Penna sind bis in die Gegenwart vorhanden.
Lastau ⊙

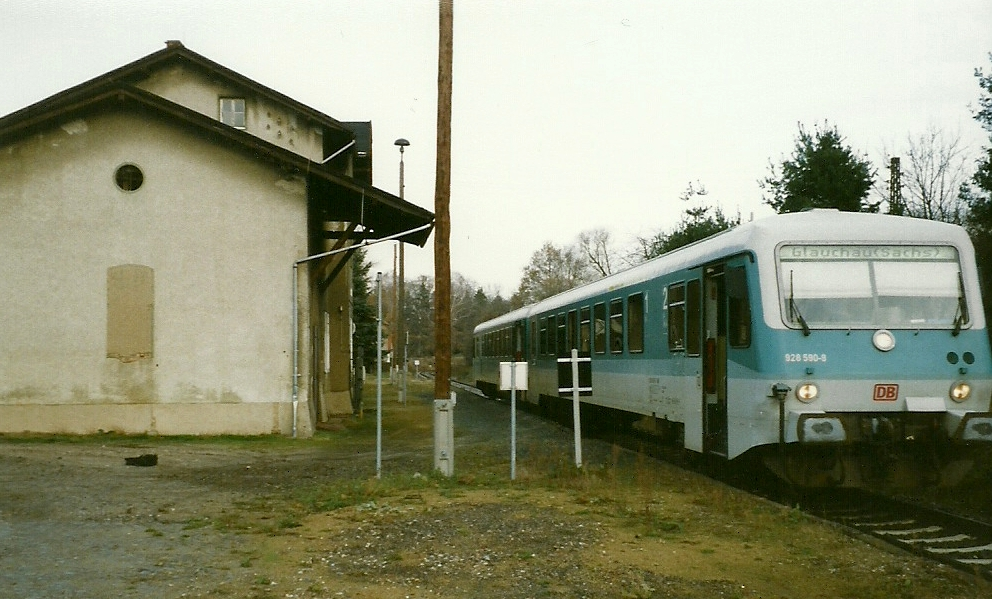
Bahnhof Lastau

Die Haltestelle Lastau wurde am 9. Dezember 1875 mit dem Streckenabschnitt Rochlitz–Großbothen eröffnet. Die Papierfabrik Lastau war vor allem der Anlass, 1,5 Kilometer westlich vom Ort Lastau eine Station zu errichten. Das verhältnismäßig große Stationsgebäude enthielt eine Expedition, ein Telegraphenbüro, zwei Warteräume sowie Wohnungen für den Vorsteher, den Bahnmeister und den Kofferträger. Aus der Anfangszeit ist weiterhin ein Wirtschaftsgebäude und ein Freiabort vorhanden. Um 1877 umfassten die Bahnanlagen ein Hauptgleis, ein Überholgleis von 320 m Nutzlänge und ein Stumpfgleis zum Güterschuppen. 1905 wurde die Station zum Bahnhof hochgestuft. Mit der Stilllegung des Abschnitts Rochlitz–Colditz wegen mangelhaftem Oberbauzustand am 6. Dezember 1999 ging der Bahnhof Lastau außer Betrieb.
Colditz Porzellanwerk ⊙

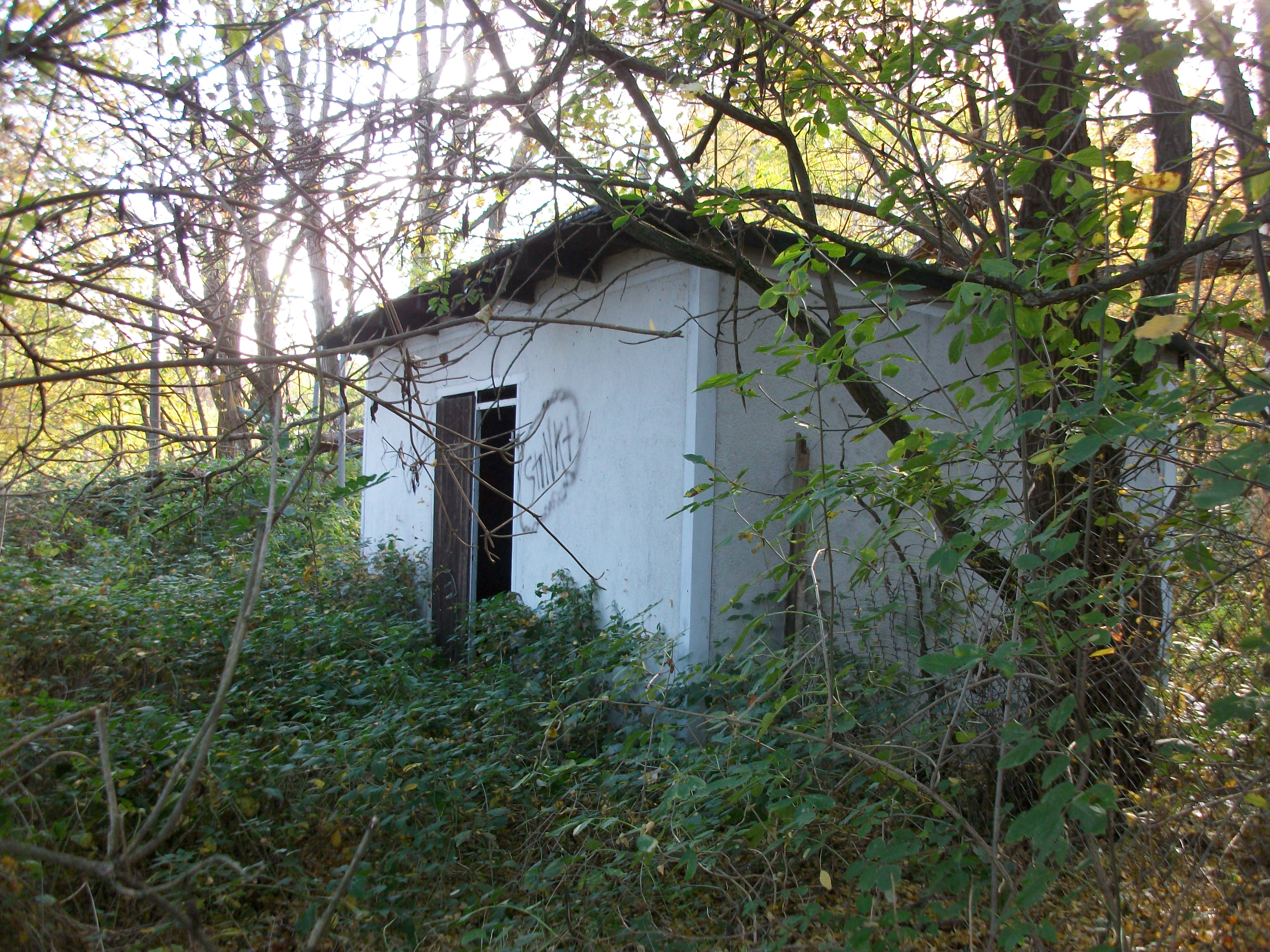
Hp Colditz Porzellanwerk, Wartehalle (2020)

Der Haltepunkt Colditz Porzellanwerk wurde 1965 auf dem Gelände des seit 1958 bestehenden Porzellanwerks eingerichtet. Er besaß ein Wartehaus aus Stein, das 2015 noch vorhanden war. Mit der Stilllegung des Abschnitts Rochlitz–Colditz wegen mangelhaftem Oberbauzustand am 6. Dezember 1999 ging der Haltepunkt Colditz Porzellanwerk außer Betrieb. Das stillgelegte Porzellanwerk wurde 2006 abgerissen.
Colditz ⊙

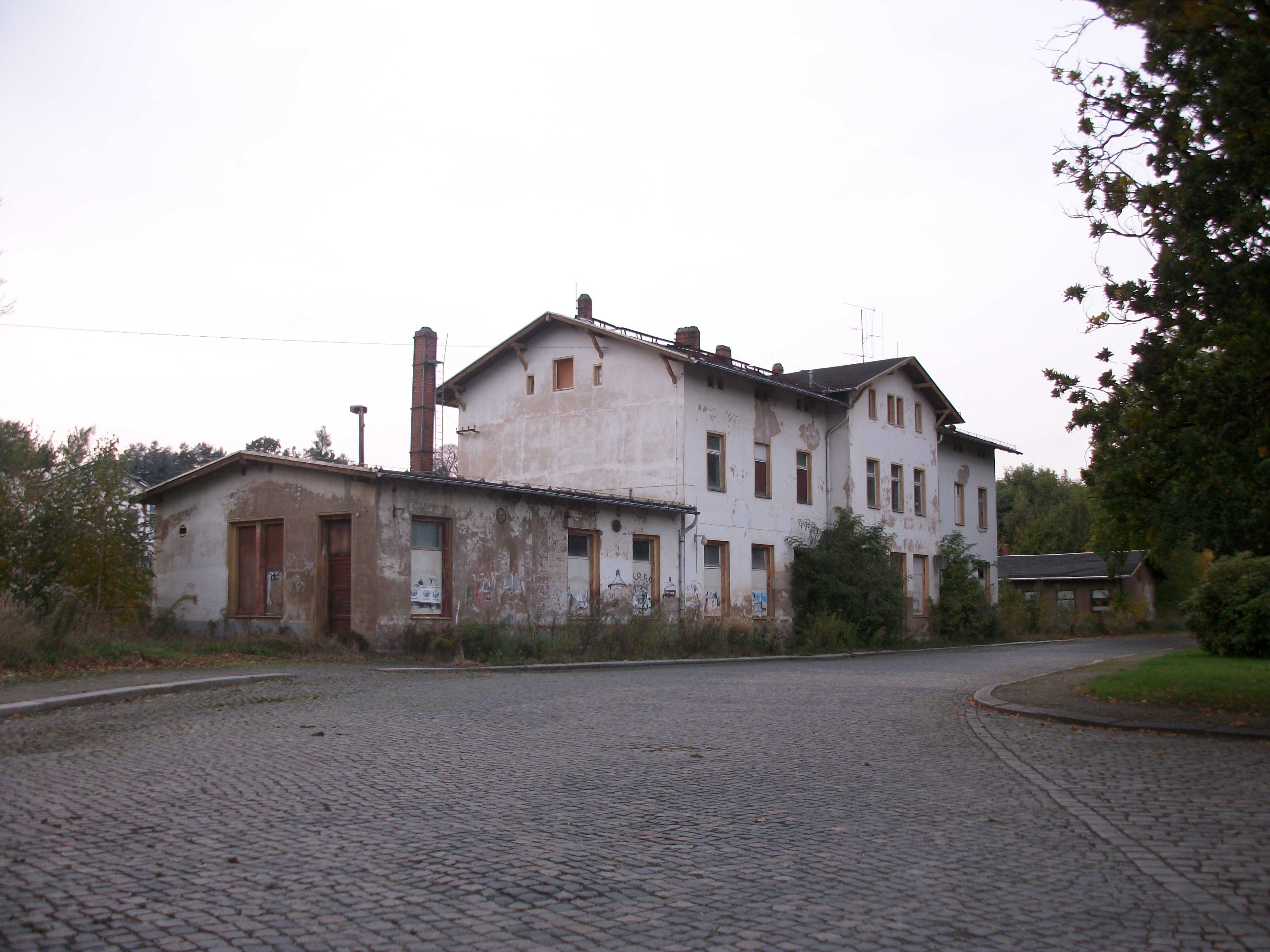
Bahnhof Colditz, Empfangsgebäude (2016)

Der am 9. Dezember 1875 eröffnete Bahnhof Colditz gehörte zu den größeren Zwischenstationen der Bahnstrecke. Zudem entstanden in unmittelbarer Nähe zahlreiche Industriebetriebe, so dass der Bahnhof mehrfach erweitert werden musste. Maximal wurden zwölf Anschlussgleise im Bahnhof oder auf freier Strecke bedient, zeitweise waren die Rangieraufgaben so umfangreich, dass eine Kleinlok in Colditz stationiert war. Neben den Sandgruben zählte eine Papierfabrik und ein Porzellanwerk zu den wichtigsten Güterkunden. Der Abschnitt Rochlitz–Colditz musste wegen mangelhaftem Oberbauzustand am 6. Dezember 1999 stillgelegt werden. Nachdem am 27. Mai 2000 auch der Abschnitt Colditz–Großbothen stillgelegt wurde, ist der Bahnhof Colditz außer Betrieb.
Sermuth ⊙

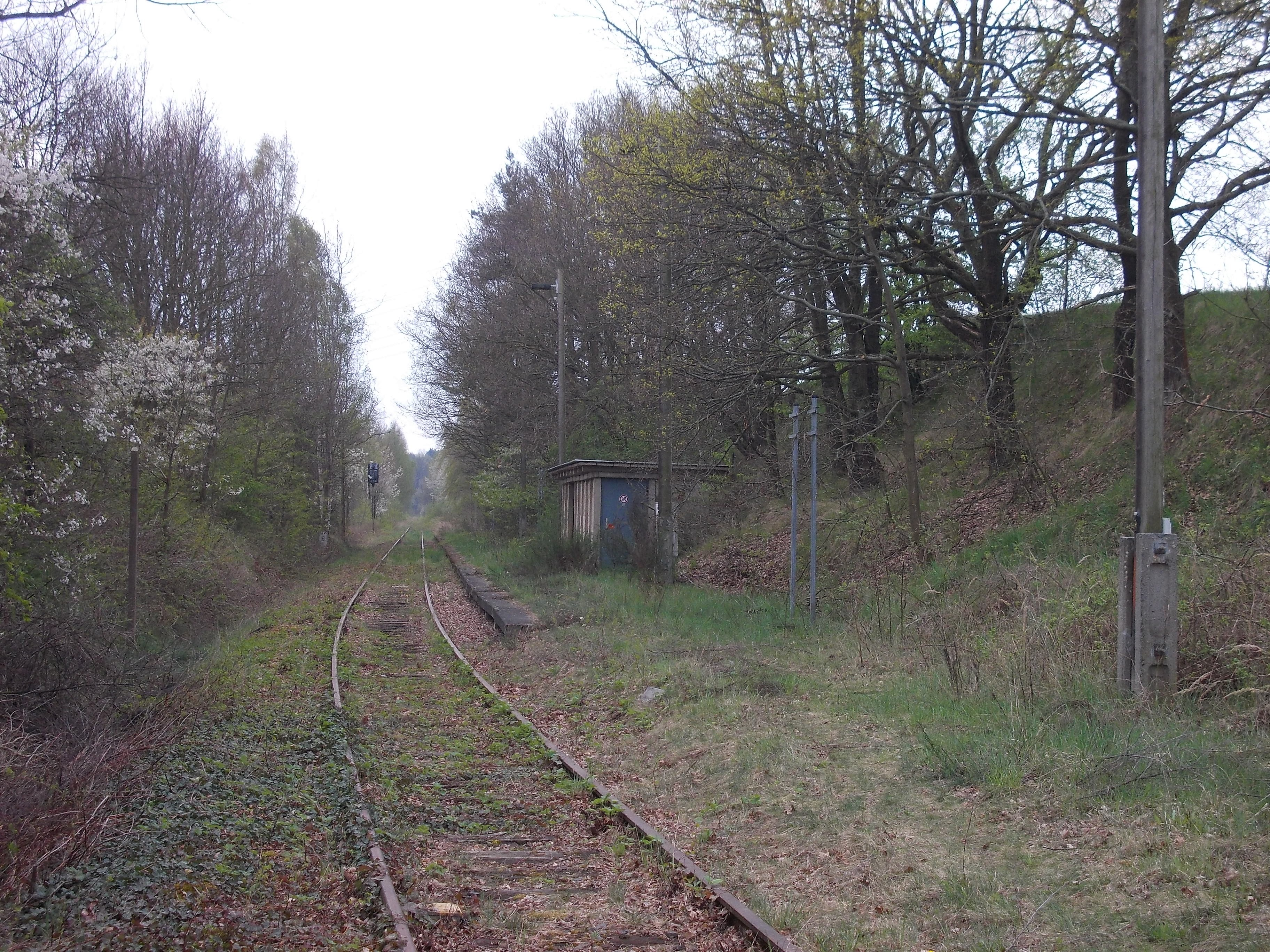
Haltepunkt Sermuth

Der Haltepunkt Sermuth wurde am 18. Dezember 1896 unter dem Namen Haltepunkt Großsermuth eröffnet. 1961 erfolgte die Umbenennung in Sermuth. Die hölzerne Wartehalle und das Wärterhaus wurden 1978 abgerissen und durch ein Wartehaus aus Betonteilen ersetzt. Die Zeit der Verlegung des Bahnsteigs von der Nord- auf die Südseite des Bahnübergangs ist unbekannt. Mit der Stilllegung des Abschnitts Colditz–Großbothen am 28. Mai 2000 ging der Haltepunkt Sermuth außer Betrieb. Wenige Kilometer östlich des einstigen Haltepunkts vereinigen sich Zwickauer und Freiberger Mulde zur Mulde.
Großbothen ⊙
Der Bahnhof Großbothen wurde 1867 mit dem Teilstück Grimma–Leisnig der Bahnstrecke Borsdorf–Coswig der Leipzig-Dresdner Eisenbahn-Compagnie eröffnet. Obwohl sich die Station auf der Flur von Kleinbothen befindet, war sie anfangs als „Bahnhof für Colditz in Großbothen“ vorgesehen. Die Verbindung zu Colditz wurde durch Postkutschen hergestellt. Mit der Eröffnung der Strecke Glauchau–Wurzen (9. Dezember 1875: Abschnitt Rochlitz–Großbothen, 30. Juni 1877: Abschnitt Großbothen–Wurzen) wurde Großbothen zum Eisenbahnknoten, auch das Empfangsgebäude in Insellage entstand zu dieser Zeit. Auf der Nordseite liegen die Gleise der Muldentalbahn, auf der Südseite die der Strecke Borsdorf–Coswig. Schon zu dieser Zeit wurde an der Bahnstrecke Borna–Großbothen geplant, die nach langer Bauzeit erst 1937 eröffnet wurde. Seit der Inbetriebnahme der »Querbahn« Borna–Großbothen bestanden im Bahnhof vier mechanische Stellwerke, für die Muldentalbahn waren auf dem Westkopf (Richtung Wurzen) das Stellwerk 2 und auf dem Ostkopf das Stellwerk 4 zuständig.
Bereits nach dem Zweiten Weltkrieg verlor Großbothen mit der Unterbrechung der Strecke Richtung Wurzen und dem Abbau der Strecke Borna–Großbothen an Bedeutung. Um 1980 wurde das Stellwerk 2 geschlossen, der Westkopf auf der Muldentalbahnseite erhielt elektrisch ferngestellte Weichen und Lichtsignale, sie wurden an das Stellwerk 1 angebunden. Kurz nach 1990 entfiel das mittlere der bis dahin drei Bahnsteiggleise der Muldentalbahn. Der Personenverkehr auf dem Abschnitt Colditz–Großbothen wurde am 27. Mai 2000 eingestellt. Bei den Vereinfachungen der Anlagen zur Vorbereitung des Baues des elektronischen Stellwerkes entfielen die Verbindungen zwischen der Muldentalbahn und der Strecke Borsdorf–Coswig auf dem Ostkopf. Seit 2010 ist ein elektronisches Stellwerk der Bauform Alcatel in Betrieb, der Bedienplatz befindet sich im Bahnhof Geithain. Heute sind wieder drei Bahnsteiggleise auf der Seite der Strecke Borsdorf–Coswig in Betrieb, zudem ist eins der an die DRE verpachteten Gleise auf der Muldentalbahnseite durch Zugfahrten von und nach Grimma ob Bf erreichbar. Das Stellwerk 4 wurde nicht in das eStw einbezogen und blieb erhalten.

Bahnhof Großbothen um 1910
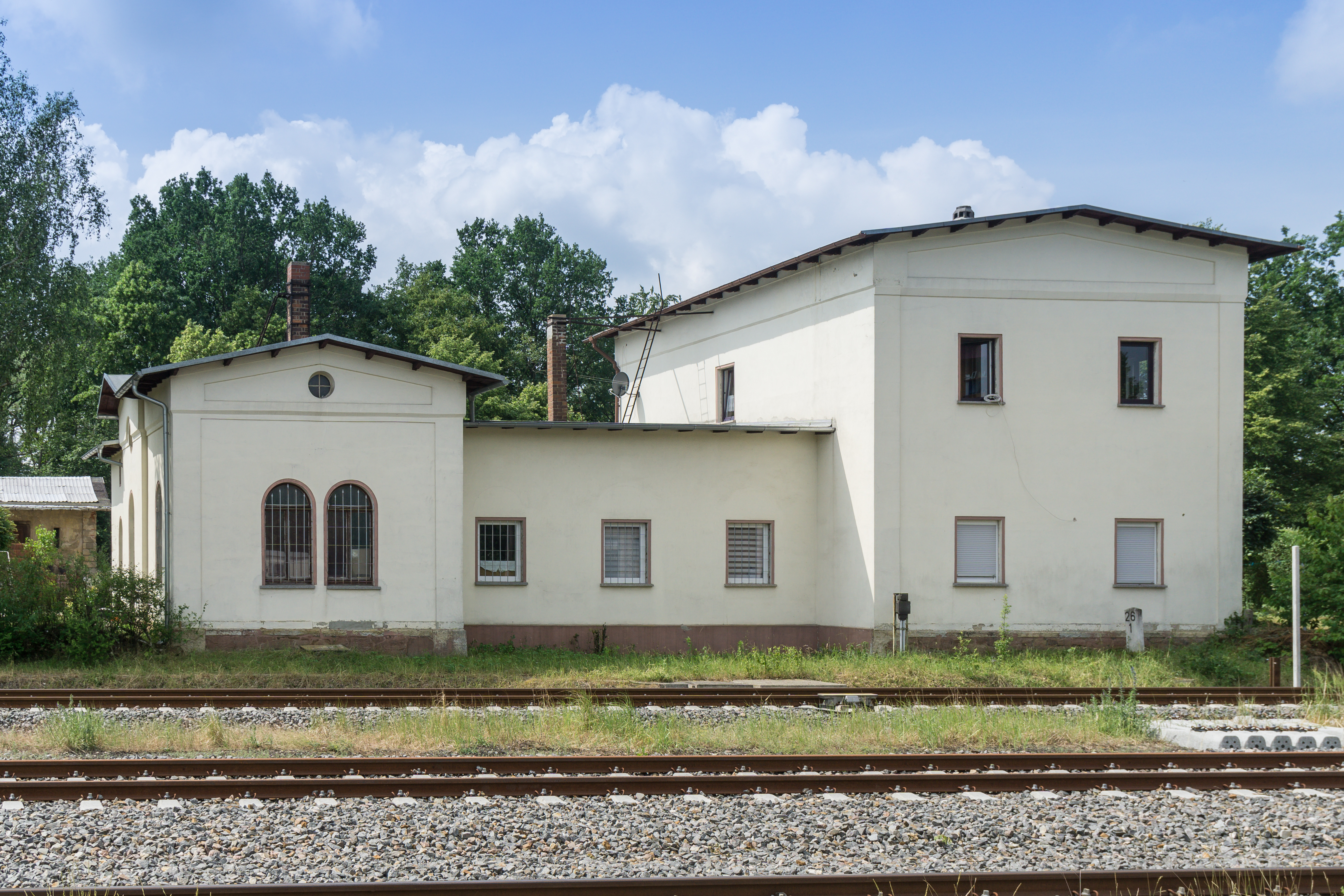
Bahnhof Großbothen, erstes Empfangsgebäude von 1869, später von der Bahnmeisterei genutzt
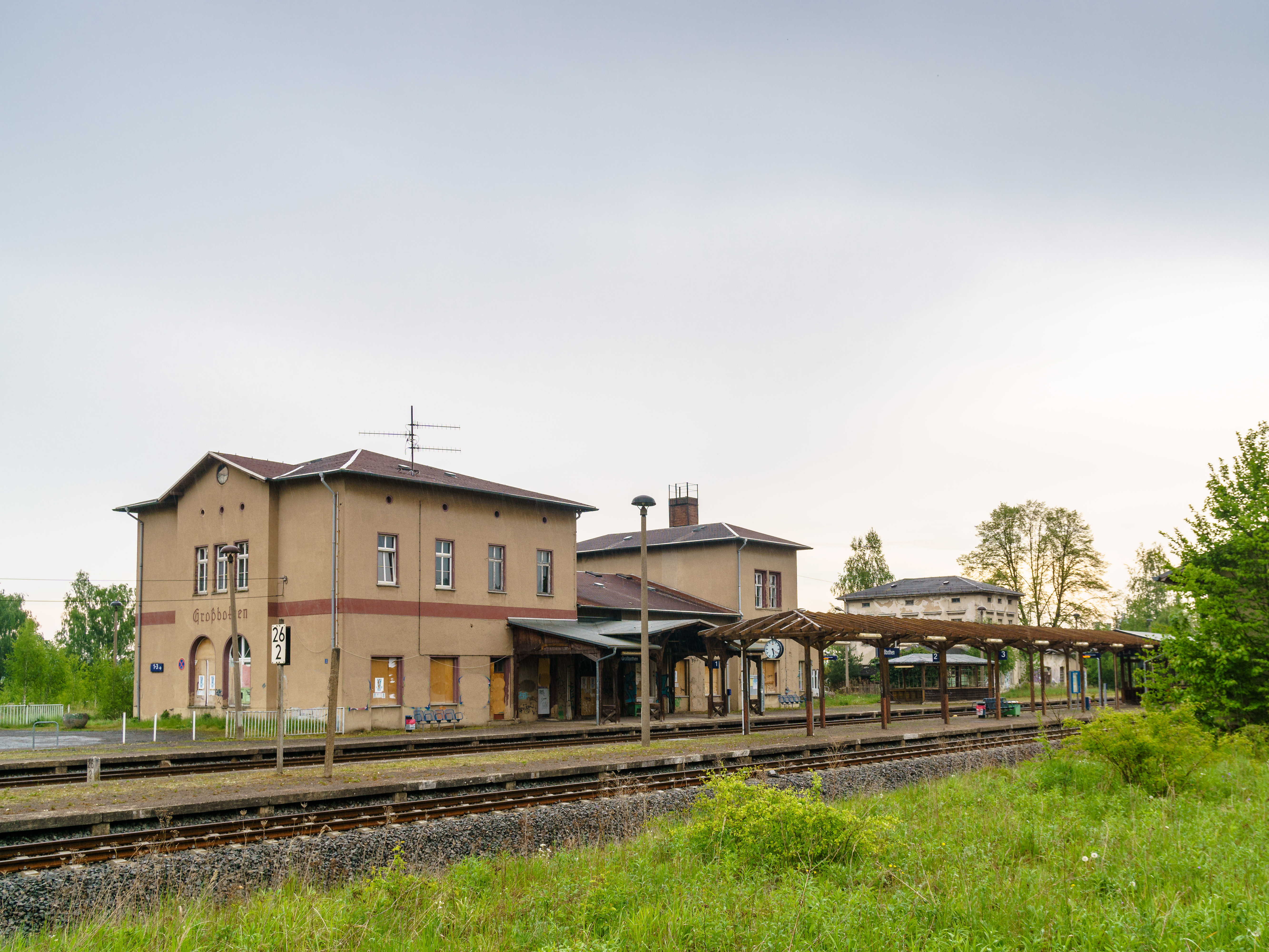
Bahnhof Großbothen, zweites und aktuelles Empfangsgebäude von 1875 (2017)

Nimbschen ⊙

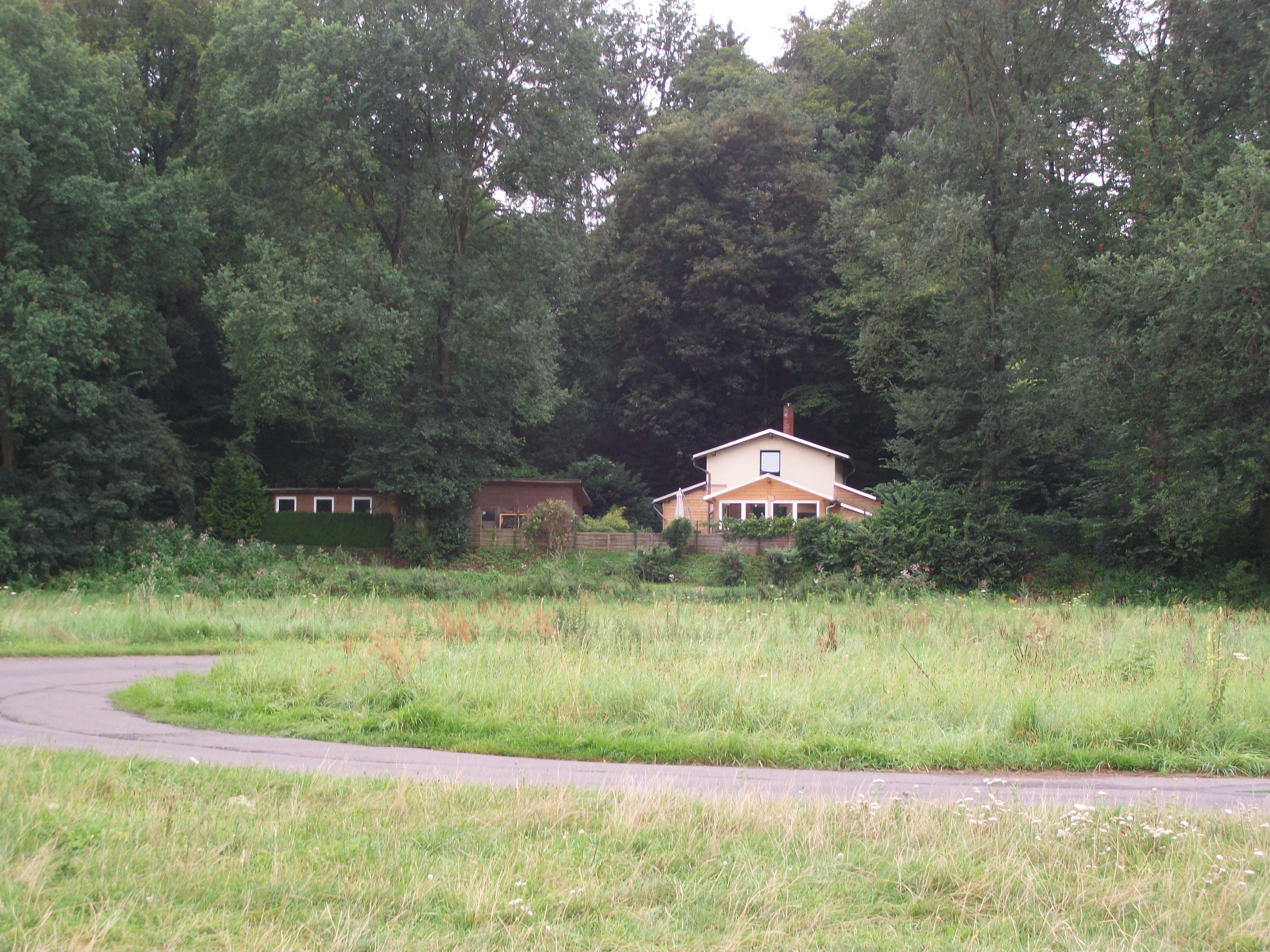
Ehemaliger Haltepunkt Nimbschen (2017)

Der am 20. Juni 1882 eröffnete Haltepunkt Nimbschen wurde nach dem gleichnamigen Zisterzienserinnenkloster benannt, am anderen Muldeufer lag zudem die mit einer Fähre angebundene Ortschaft Höfgen. Nach der Verkehrseinstellung am Ende des Zweiten Weltkriegs im April 1945 wurde der Verkehr bedingt durch die Brückensprengung und den folgenden Gleisabbau nicht mehr aufgenommen. Die hölzerne Wartehalle blieb dennoch bis heute erhalten und wird privat genutzt.
Grimma unt Bf ⊙
Grimma unt Bf (Grimma unterer Bahnhof) wurde am 1. Juli 1877 auf dem rechten Ufer der Mulde eröffnet. Nach dem bereits am 1. Juni 1866 an der Bahnstrecke Borsdorf–Coswig eröffneten Bahnhof Grimma ob Bf (Grimma oberer Bahnhof) auf der linken Muldenseite war Grimma unt Bf nun der zweite Bahnhof der Stadt.
Infolge der Zerstörung der Rabensteinbrücke am 15. April 1945 war der Abschnitt Großbothen–Grimma unt Bf mit dem Haltepunkt Nimbschen seitdem unterbrochen. Bis zum 28. Mai 1967 verkehrten nach Grimma unt Bf noch Züge aus Richtung Wurzen, danach wurde der Zugverkehr zwischen Grimma und Nerchau eingestellt. Güterverkehr fand noch bis zum 1. Januar 1970 statt.

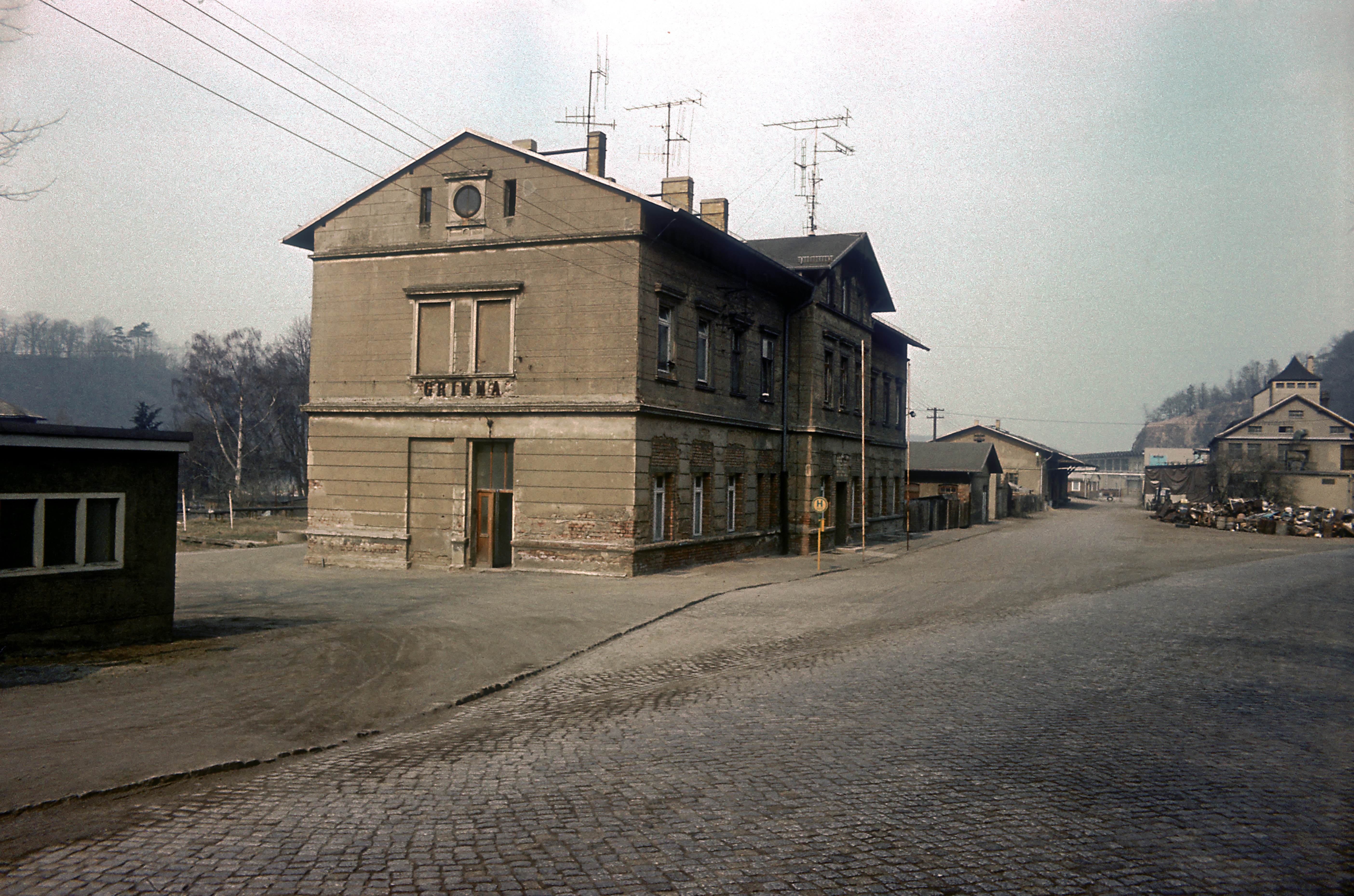
Grimma unt Bf, Empfangsgebäude Straßenseite, 1982
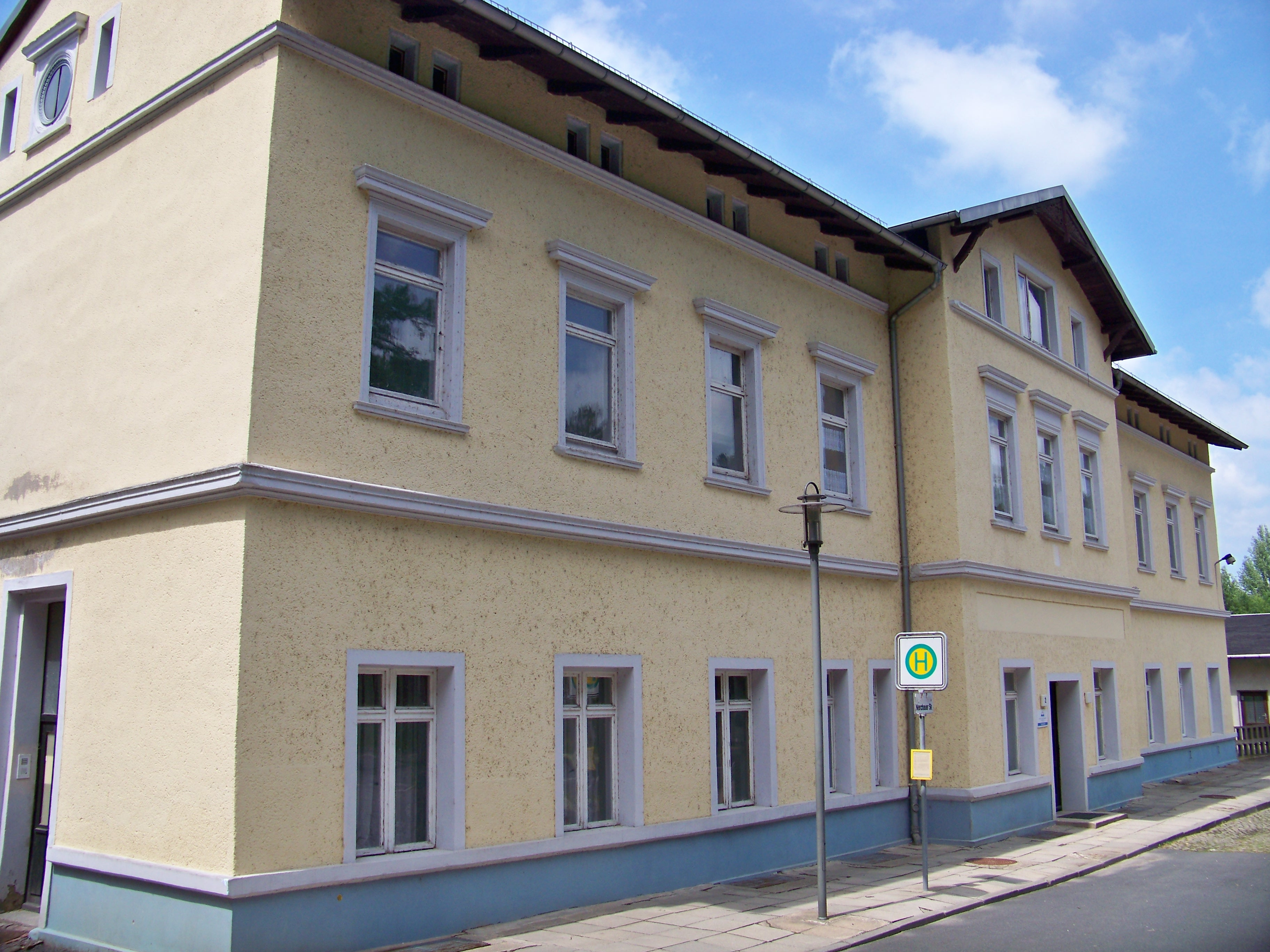
Restauriertes Empfangsgebäude des ehemaligen Bahnhofs Grimma unt Bf (Juni 2009)

Dorna-Döben ⊙
Der Haltepunkt Dorna-Döben wurde am 1. Mai 1910 als Haltepunkt Dorna eröffnet. Bereits am 18. Juni 1910 erfolgte die Umbenennung in Dorna-Döben. Der Haltepunkt lag zwischen Dorna im Westen und der Mulde im Osten. Mit der Einstellung des Personenverkehrs auf dem Abschnitt Grimma unt Bf–Nerchau ging der Haltepunkt Dorna-Döben am 28. Mai 1967 außer Betrieb. Auf der Trasse entstand der Muldentalradweg. Vom einstigen Haltepunkt gibt es keine Zeugen mehr.
Golzern ⊙

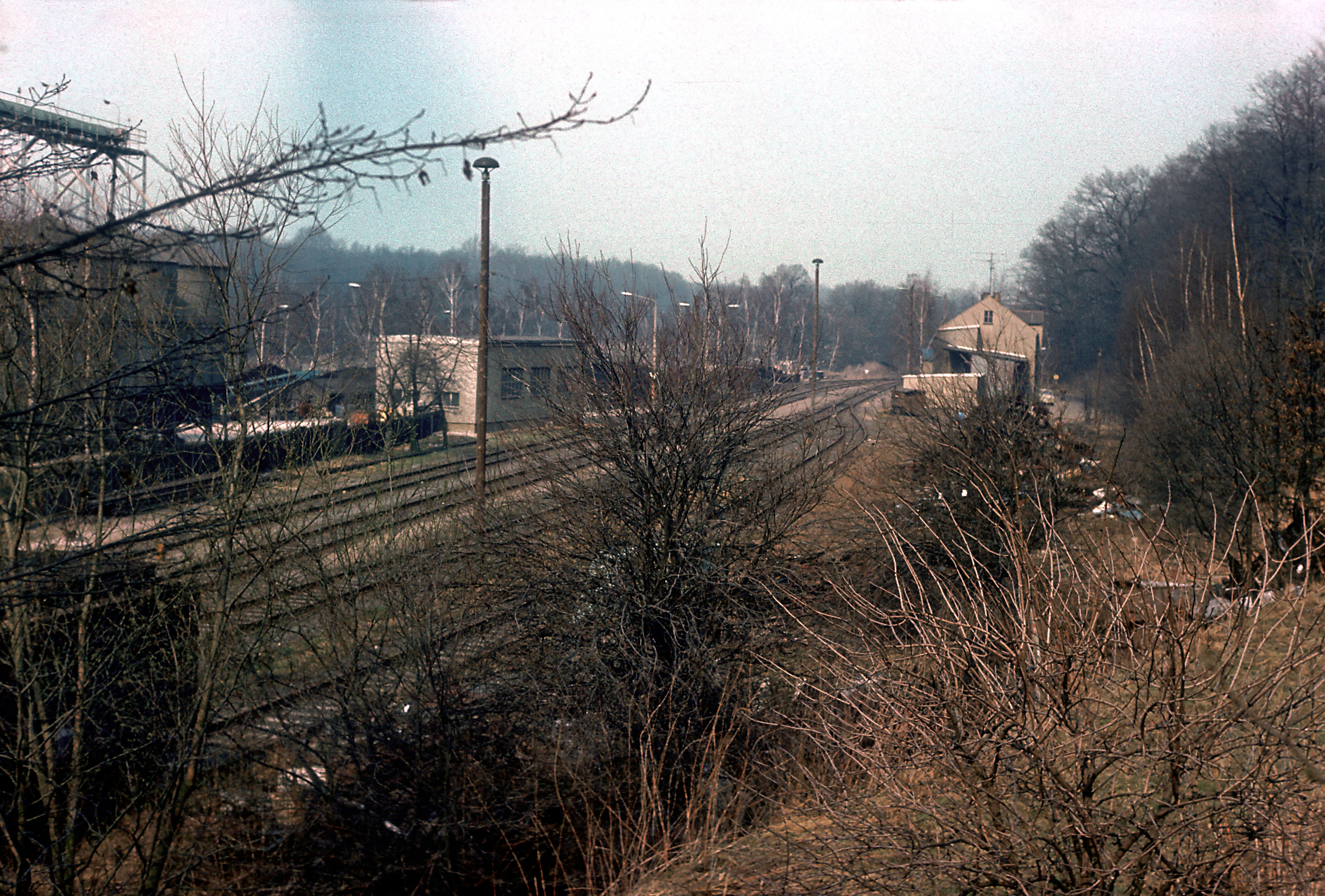
Bahnhof Golzern

Der Bahnhof Golzern wurde am 1. Juli 1877 mit dem Streckenabschnitt Großbothen–Wurzen eröffnet. Der Personenverkehr endete im Bahnhof mit der Einstellung auf dem Abschnitt Grimma unt Bf–Nerchau am 28. Mai 1967. Ab dem 24. September 1967 wurde der Personenverkehr auf dem kompletten Abschnitt zwischen Golzern und Wurzen kurzzeitig wieder aufgenommen, jedoch am 31. Mai 1969 endgültig eingestellt. Danach wurde der Abschnitt als Streckenrangierbezirk und damit als Bahnhofsgleis des Bahnhofs Wurzen im Güterverkehr weiterbedient. Am 2. Juni 1996 wurde auf dem Abschnitt Wurzen–Golzern der Güter- und damit der Gesamtverkehr eingestellt. Das Empfangsgebäude wurde abgerissen.
Nerchau ⊙

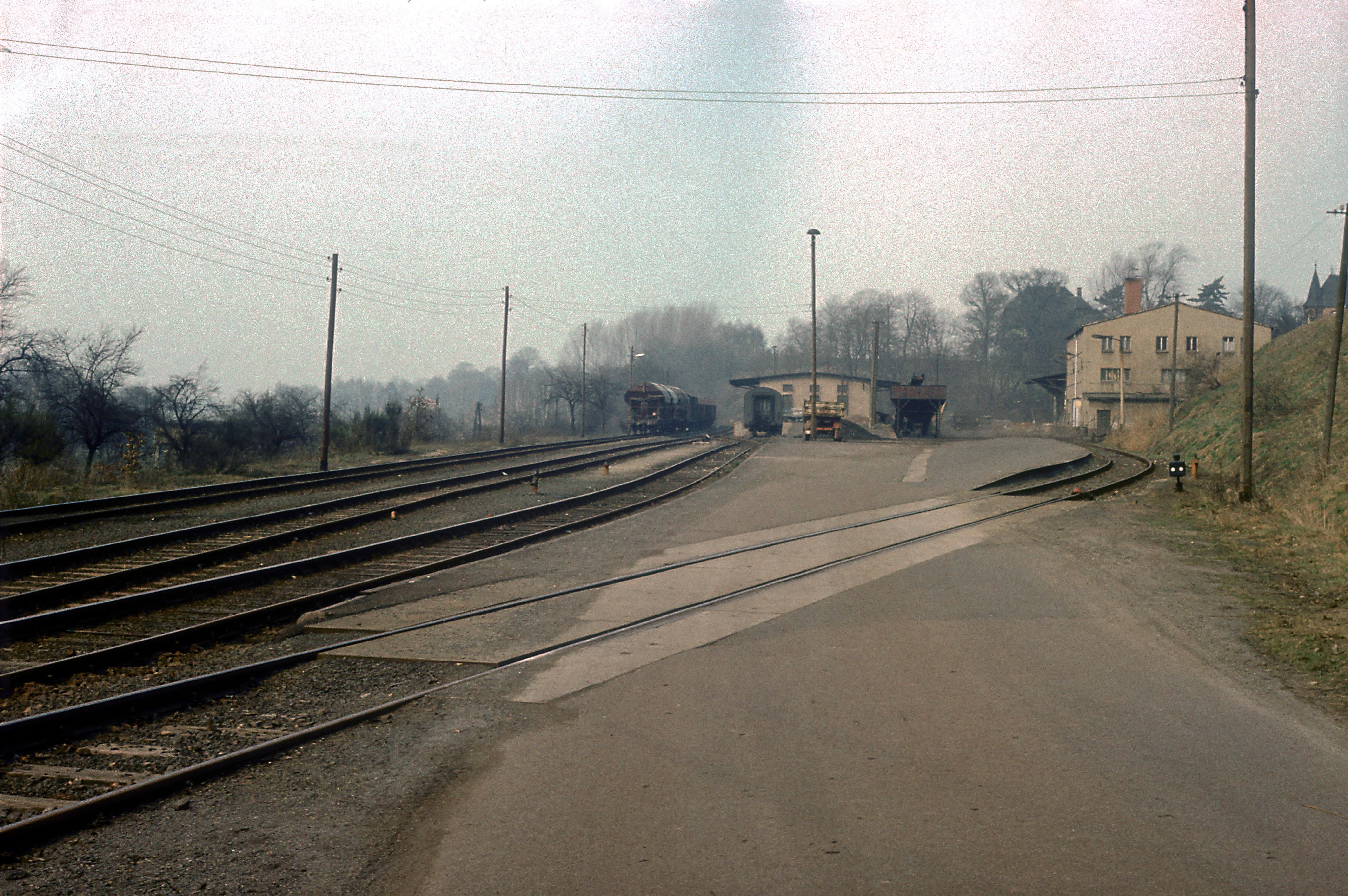
Bahnhof Nerchau, Ladestraße

Die Station Nerchau wurde am 15. Oktober 1879 als Haltepunkt eröffnet. Erst 1908 erfolgte die Hochstufung zum Bahnhof. Güter wurden zunächst im folgenden Bahnhof Nerchau-Trebsen (später: Bahnhof Neichen) im Nachbarort Neichen umgeladen.
Nach der Einstellung des Personenverkehrs auf dem Abschnitt Grimma unt Bf–Nerchau am 28. Mai 1967 war der Bahnhof Endhaltestelle aus Richtung Wurzen. Ab dem 24. September 1967 fuhren die Züge wieder von Golzern nach Wurzen, jedoch wurde dieser Streckenabschnitt am 31. Mai 1969 für den Reiseverkehr endgültig geschlossen. Güterverkehrs bestand bis zur Einstellung am 1. Januar 1995.
Neichen ⊙

Die Station Neichen wurde unter dem Namen Nerchau am 1. Juli 1877 mit dem Streckenabschnitt Großbothen–Wurzen eröffnet. 1879 wurde der Bahnhof in Nerchau-Trebsen umbenannt, da er auch dem Verkehr zu der am anderen Muldenufer liegenden Stadt Trebsen/Mulde diente. Auch der Güterverkehr für Nerchau wurde anfangs über den im Nachbarort Neichen liegenden Bahnhof abgewickelt, da der Ort nur einen Haltepunkt an der Strecke besaß. Mit der 1888 erfolgten Eröffnung der Schmalspurbahn Mügeln–Neichen erlangte die Station auch eine gewisse betriebliche Bedeutung als Spurwechselbahnhof. Neben einem einständigen Heizhaus für Schmalspurlokomotiven und einer Umladehalle entstand auch eine Rollbockgrube.
Nachdem die Stadt Trebsen am linken Muldenufer mit der Verlängerung der Bahnstrecke von Beucha im Jahr 1911 einen eigenen Bahnhof erhielt, ging der Verkehr im Bahnhof Nerchau-Trebsen zurück. Zum 1. Januar 1928 erfolgte die Umbenennung des Bahnhofs in Neichen-Zöhda und zum 15. Mai 1936 in Neichen.
Nachdem auf der Schmalspurstreckenabschnitt zwischen Neichen und Wermsdorf der Verkehr 1968 eingestellt war, wurden im Bahnhof kaum noch Güter umgeschlagen. Auch der nach 1945 vom Rest der Muldentalbahn getrennte Streckenabschnitt Grimma unt Bf–Wurzen wurde zwischen 1967 und 1979 aus Richtung Grimma bis zum Bahnhof Nerchau schrittweise eingestellt. Letztendlich erfolgte die Einstellung des Personenverkehrs auf dem gesamten, noch betriebenen Abschnitt zwischen Golzern und Wurzen am 31. Mai 1969. Seitdem war der Bahnhof außer Betrieb und wurde als Anschlussstelle definiert. Die Gleise im Bahnhof wurden noch bis zum 1. Januar 1995 als Gütergleise genutzt.

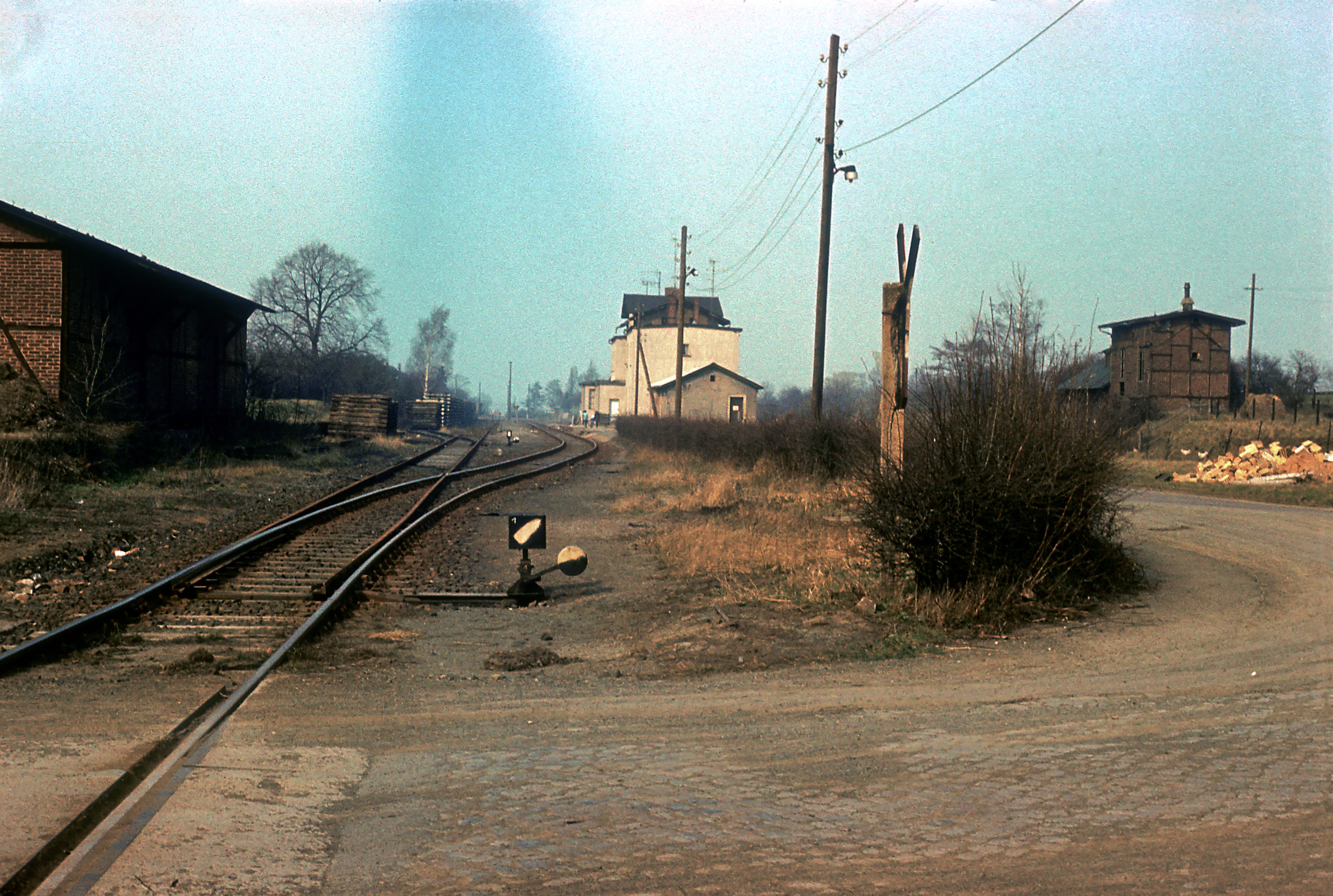
Bahnhof Neichen im April 1982 von Süden: Rechts lagen die Schmalspuranlagen. Der Fachwerkbau ganz rechts war der Schmalspurlokschuppen mit Schmiede, Aufenthaltsraum und Wasserbehälter.
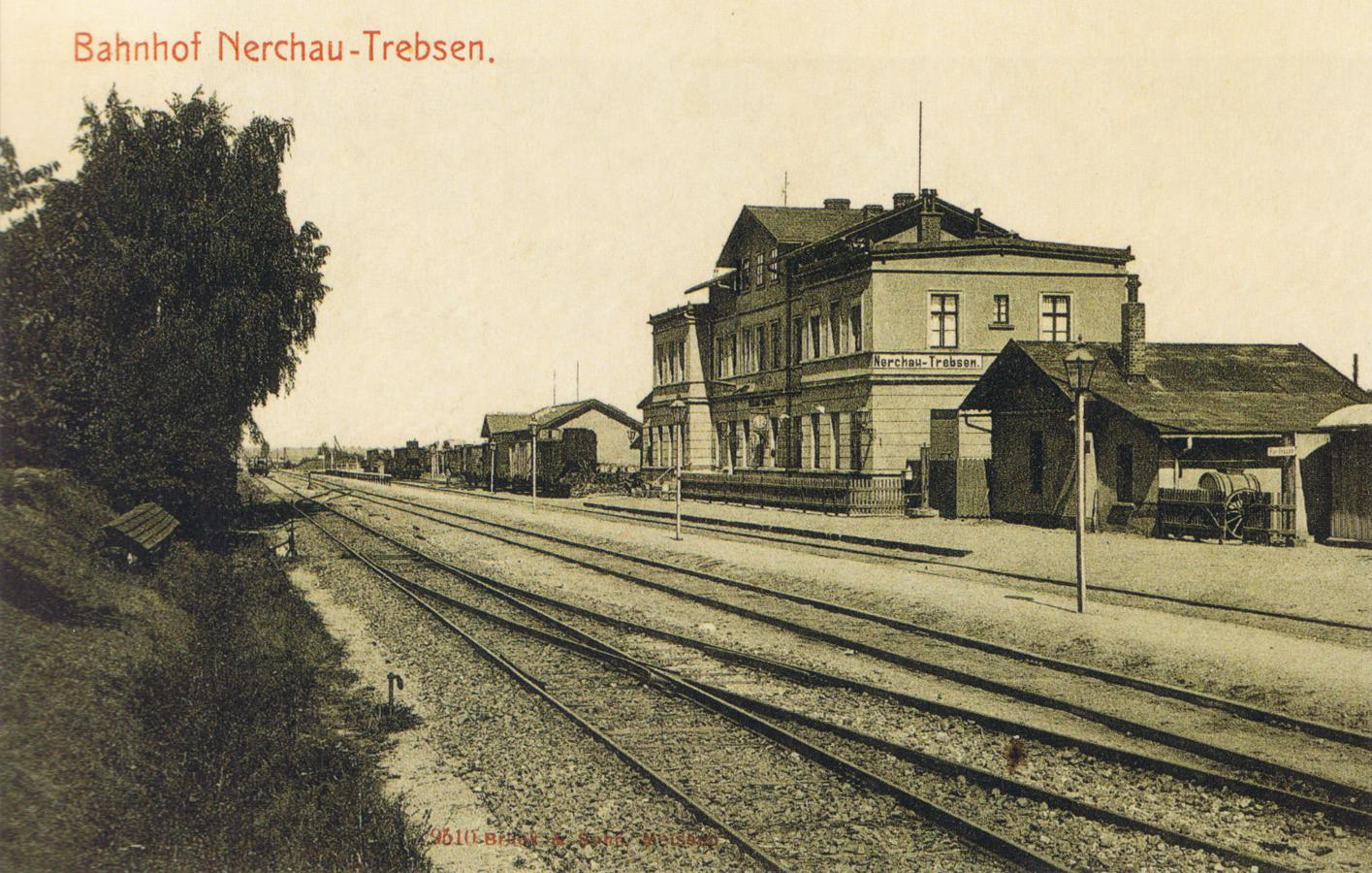
Bahnhof Nerchau-Trebsen (später Bahnhof Neichen), die Anlagen der Schmalspurbahn nach Mügeln befanden sich hinter dem Empfangsgebäude, um 1908
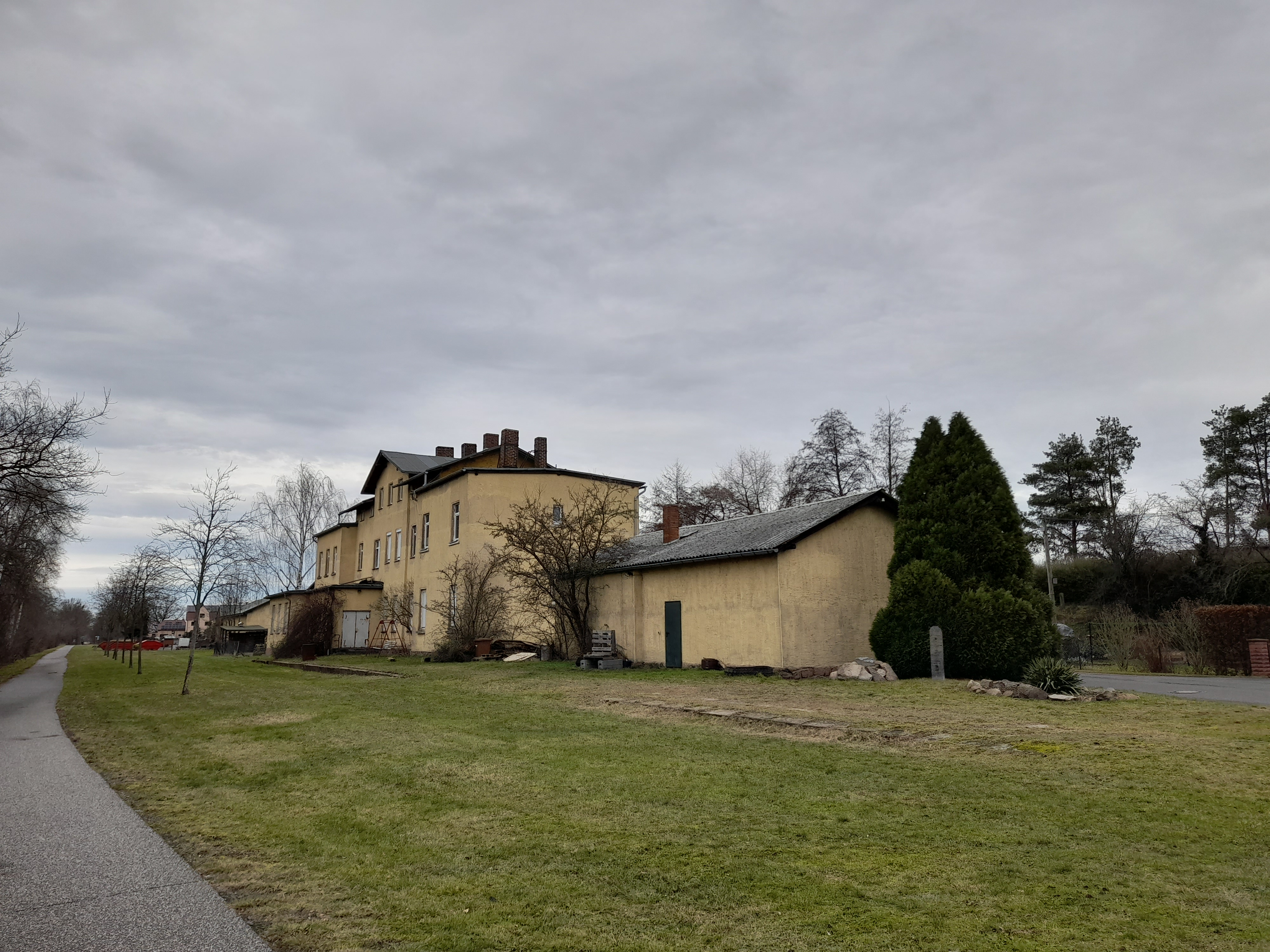
Bahnhof Neichen, Empfangsgebäude (Regelspurseite) (2024)
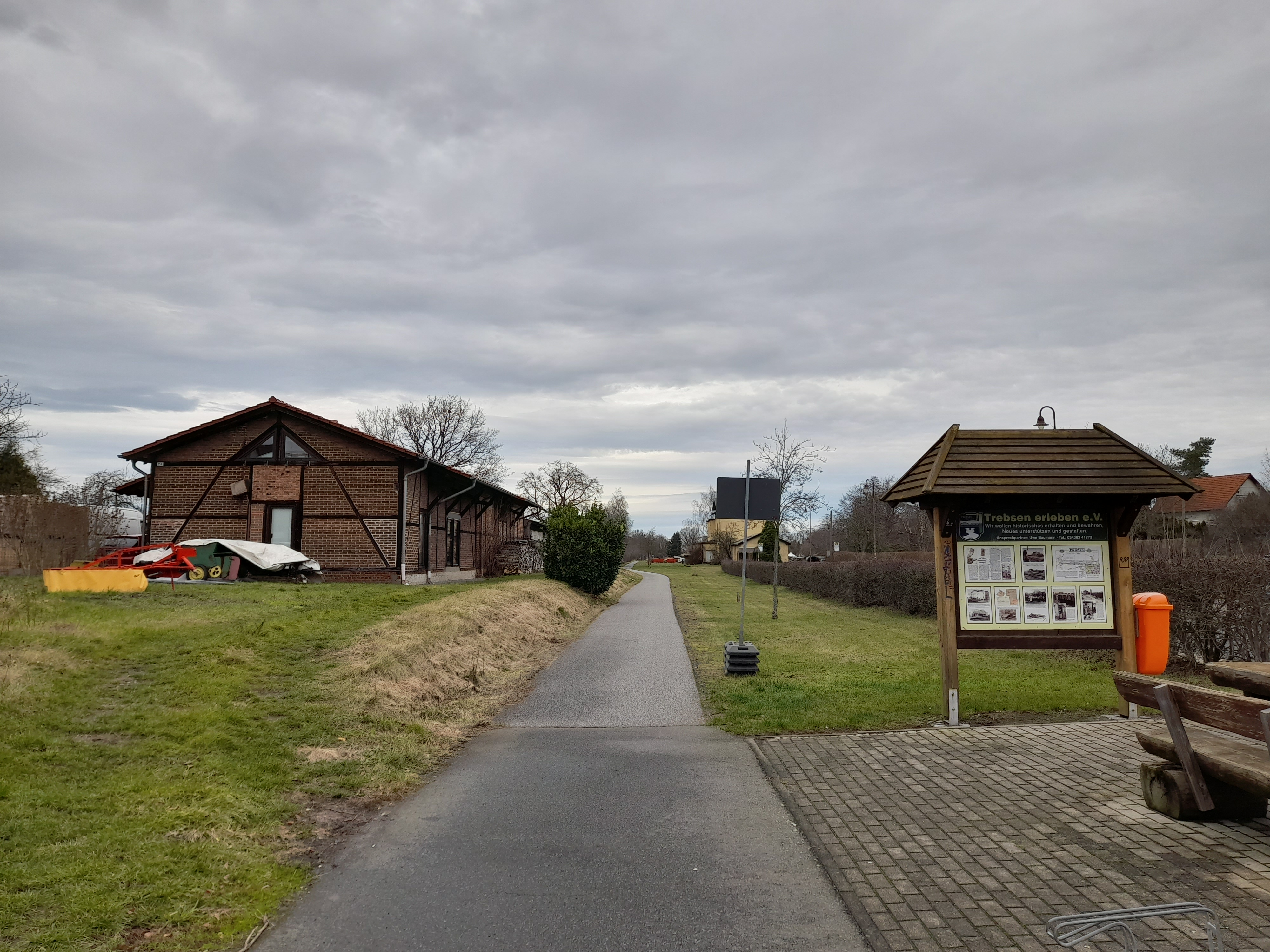
Bahnhof Neichen, Güterschuppen (2024)

Nitzschka ⊙

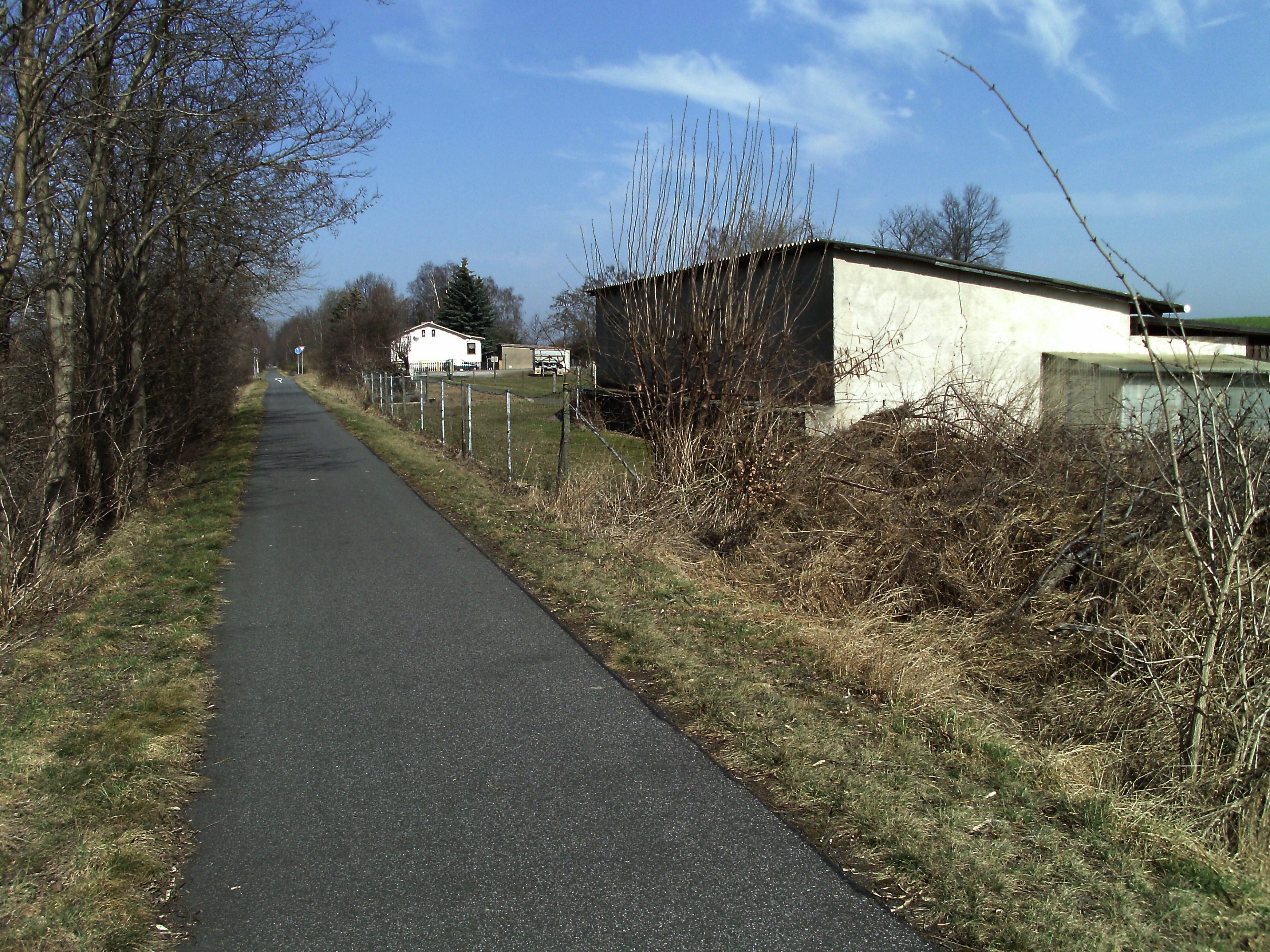
Haltepunkt Nitzschka in Oelschütz

Der Haltepunkt Nitzschka wurde am 1. Juli 1877 als Haltepunkt Oelschütz östlich von Oelschütz eröffnet. 1905 wurde die Schreibweise in Ölschütz und 1930 wieder in Oelschütz geändert. Nach der 1936 erfolgten Eingemeindung nach Nitzschka erhielt der Halt am 22. Mai 1937 den Namen Nitzschka.
Mit der Einstellung des Personenverkehrs auf dem Abschnitt Golzern–Wurzen ging der Haltepunkt Nitzschka am 31. Mai 1969 außer Betrieb. Das Bahnwärterhaus wird als Wohnhaus genutzt.
Wurzen ⊙

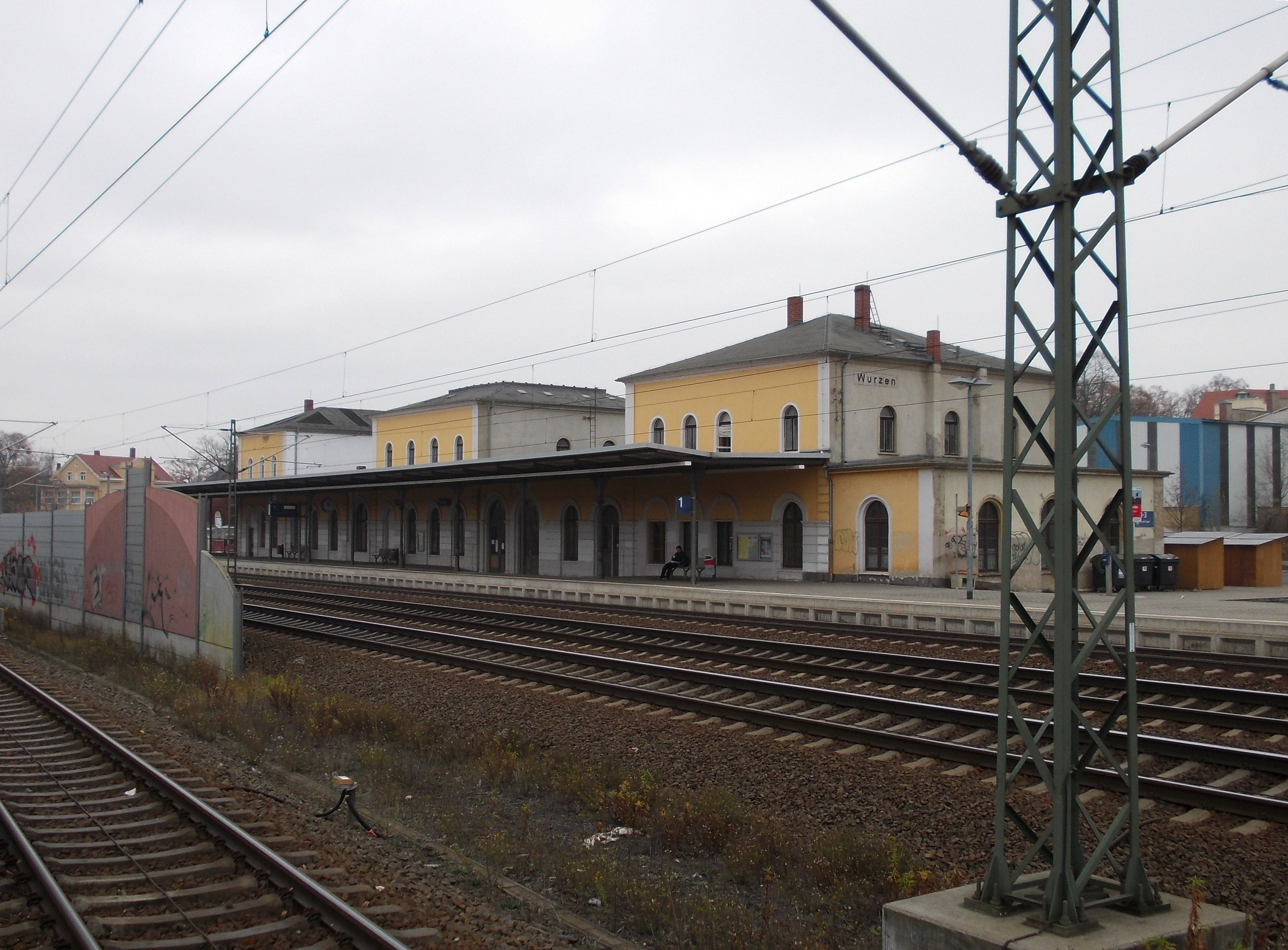
Bahnhof Wurzen

Der Bahnhof Wurzen wurde am 31. Juli 1837 mit dem Abschnitt Machern–Wurzen der Bahnstrecke Leipzig–Dresden der Leipzig-Dresdner Eisenbahn-Compagnie eröffnet. Die einfach ausgestattete Station war aber nur kurzzeitig Endbahnhof, denn noch im Herbst desselben Jahres wurde der Streckenabschnitt Richtung Dahlen eingeweiht.
Zunächst endete die Bahnstrecke Glauchau–Wurzen im sogenannten „Nordbahnhof“ ⊙, da eine Weiterführung Richtung Wittenberg geplant war. Diese Station wurde bereits 1879 wieder aufgegeben und die Muldentalbahn im bestehenden „Südbahnhof“ eingebunden. Das Gebäude des ehemaligen Nordbahnhofs an der Friedrich-Ebert-Straße 2a wurde vom Freistaat Sachsen gekauft und ab 1996 saniert. Darin befand sich von 1999 bis 2012 die Wurzener Zweigstelle des Amtsgerichts.
Da sich in Wurzen in der zweiten Hälfte des 19. Jahrhunderts zahlreiche Industriebetriebe angesiedelt hatten, reichte der vorhandene Bahnhof an der Bahnstrecke Leipzig–Dresden mittlerweile nicht mehr aus. Deshalb wurde der Bahnhof vollkommen umgestaltet und großzügig erweitert. Dabei entstand auch das heute noch vorhandene Empfangsgebäude. Mit der Bahnstrecke Wurzen–Eilenburg erhielt die Station 1927 eine weitere Bahnverbindung.
Heute hat der Bahnhof Wurzen viel von seiner früheren Bedeutung verloren, die Streckenabschnitte Richtung Glauchau und Eilenburg wurden 1996 beziehungsweise 1999 stillgelegt, ohnehin fand seit mehreren Jahrzehnten auf den Strecken nur noch Güterverkehr statt. Neben den Zügen der Regionalexpresslinie Saxonia wird Wurzen im Personenverkehr durch die S-Bahn Mitteldeutschland bedient. Auch Güterverkehr ist noch möglich, neben einigen Gütergleisen im Bahnhof ist der Rest der Muldentalbahn Richtung Neichen bis zur Wasserglasfabrik Dehnitz als Anschlussbahn in Betrieb.

### Ingenieurbauten
Tunnel Rochsburg ⊙
Der 290 m lange Tunnel Rochsburg wurde von 1873 bis 1875 zur Umgehung einer engen Muldeschleife gebaut. Der Tunnel bei Streckenkilometer 25,025 war von Anfang an für einen zweigleisigen Streckenausbau vorbereitet.